# 俄羅斯入侵烏克蘭時間軸 (2024年9月)

俄羅斯入侵烏克蘭的動態地圖（參見可交互的俄烏戰爭詳細地圖）

本條目主要列出俄羅斯入侵烏克蘭在2024年9月的過程。

## 9月1日

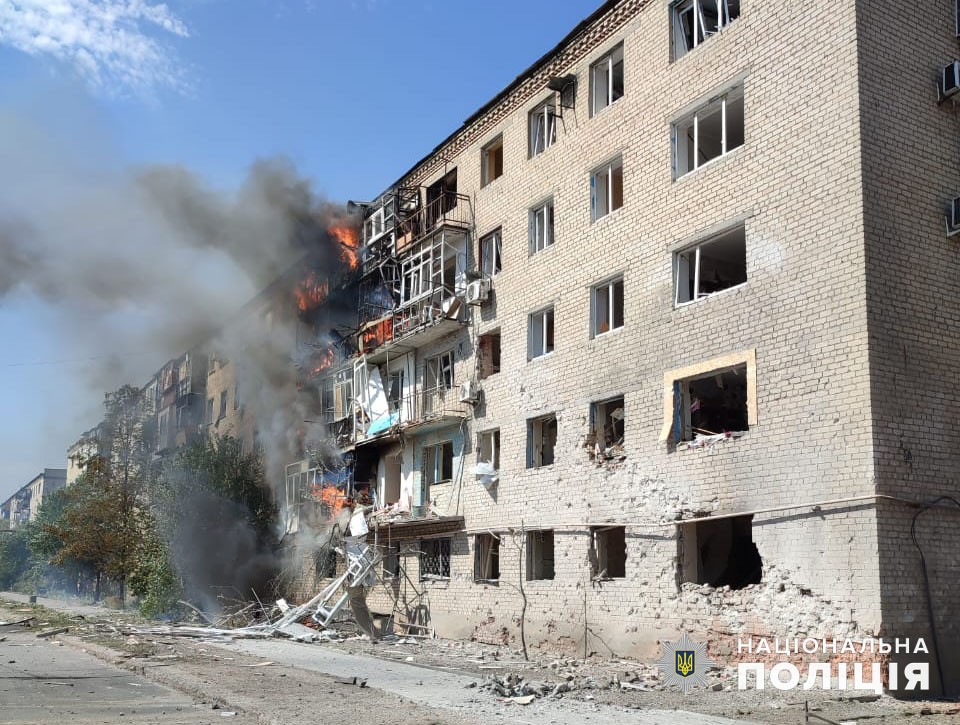
俄軍炮擊庫拉霍韋住宅區後

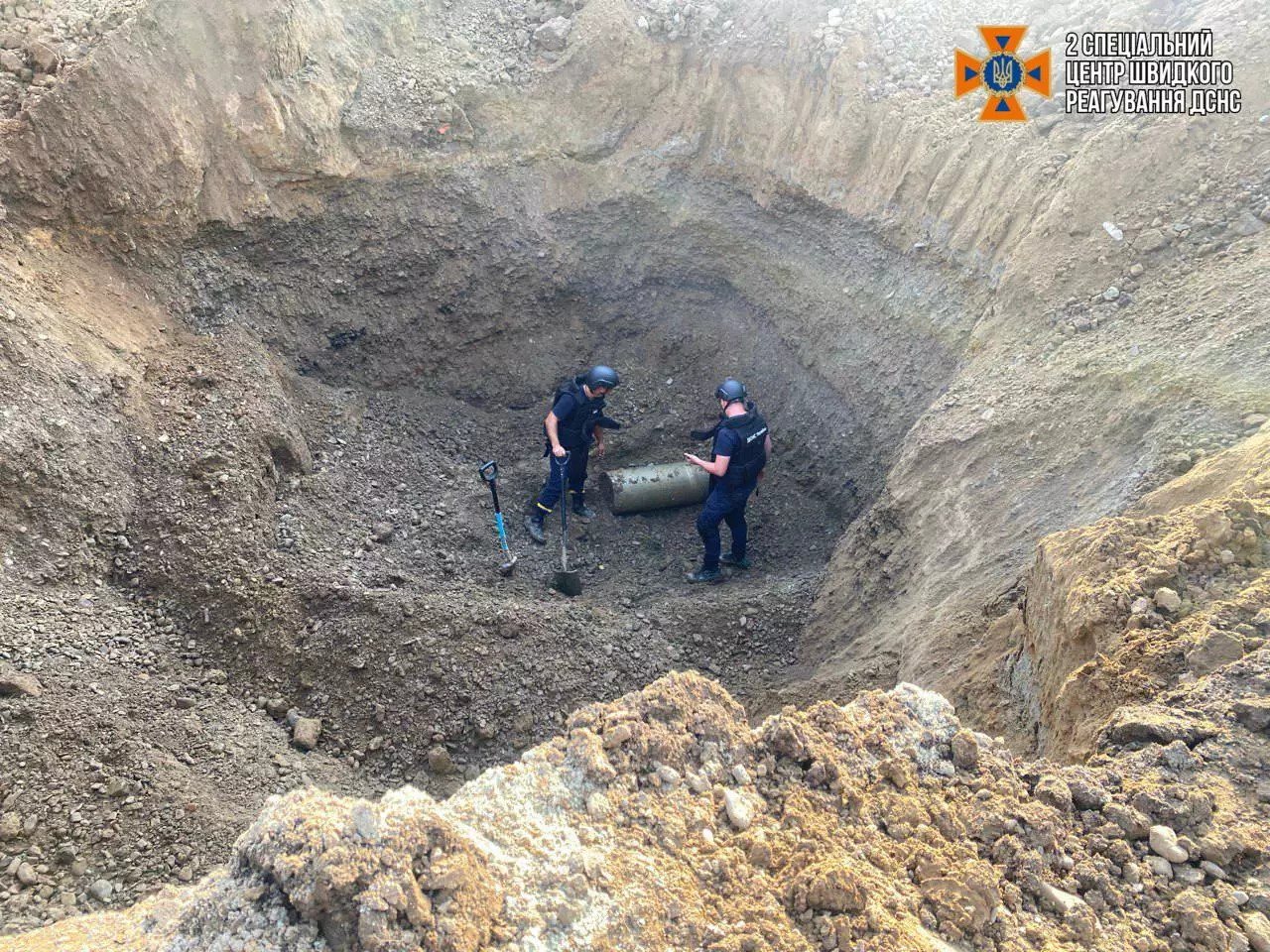
俄軍使用導彈襲擊利沃夫地區後

烏克蘭地方政府表示，截至01日上午9時，俄羅斯在過去一夜襲擊蘇梅州、頓涅茨克州和赫爾松州等地，至少造成3名平民死亡，9名平民受傷。烏克蘭哈爾科夫州州長表示，午夜至凌晨期間，俄軍襲擊斯拉蒂內，至少造成6名平民受傷，包括1名孕婦。第聶伯羅彼得羅夫斯克州州長表示，防空部隊在該地區上空擊落2架無人機，至少造成2名平民受傷。哈爾科夫市長表示，俄軍至少發射10枚導彈襲擊薩爾蒂夫卡和第聂伯罗彼得罗夫斯克州，至少造成47名平民受傷，包括7名兒童和2名醫務人員。頓涅茨克州軍事管理局表示，俄軍炮擊庫拉霍韋住宅區，至少造成4名平民死亡，11名平民受傷。烏克蘭內政部表示，俄軍晚上對蘇梅市兒童社會和心理康復中心和孤兒院發動導彈襲擊，至少造成18名平民受傷，包括6名兒童。
烏克蘭武裝部隊總參謀部表示，自全面入侵以來，俄羅斯在烏克蘭損失616,300名士兵，過去一天俄軍有1,350人傷亡，累計損失8,592輛戰車、16,760輛裝甲戰鬥車輛、23,881輛車輛和油箱、17,636門火砲系統、1,176套多管火箭系統、940套防空系統、368架飛機、328架直升機、14,507架無人機、2,557枚巡弋飛彈、28艘船隻和1艘潛艦等。烏克蘭軍方錫韋爾斯克作戰戰略小組發言人表示，在烏克蘭開始於庫爾斯克地區展開行動3個多星期後，俄羅斯仍未為其公民提供離開烏佔庫爾斯克的人道主義走廊。烏克蘭軍方哈爾科夫部隊發言人表示，俄軍已部分撤出到哈爾科夫州利普齊村附近的防禦陣地，正試圖在守住餘下陣地，並奪回失去陣地，但遭受相當大的損失。烏克蘭哈爾科夫國立空軍大學表示，1架軍事訓練直升機墜毀，機上2名機組人員死亡。
俄罗斯联邦国防部表示，防空系統在過去24小時內擊落3枚法製鐵錘航空炸彈、6枚美製海馬斯多管火箭系統火箭彈和171架無人機，其中過去一夜，烏軍企圖用無人機對俄羅斯境內設施發起恐怖襲擊，防空部隊一共攔截158架烏克蘭無人機，其中在庫爾斯克州攔截46架、布良斯克州34架、沃羅涅日州28架、別爾哥羅德州14架、梁贊州8架、莫斯科州7架、卡盧加州5架、利佩茨克州4架、圖拉州3架、莫斯科和坦波夫州以及斯摩稜斯克州各2架、奧廖爾州和特維爾州以及伊萬諾沃州各1架。俄羅斯緊急情況部表示，莫斯科卡波特尼亞區煉油廠在烏克蘭無人機襲擊後發生五級火災。俄羅斯卡希拉市區負責人表示，午夜至凌晨期間，3架無人機企圖襲擊莫斯科州卡希拉地區發電廠，沒有人員傷亡，未引發火災。
俄羅斯國防部表示，中央集團軍部隊已經控制顿涅茨克州的普季奇耶村，而南方集團軍部隊已經控制維耶姆卡村，烏克蘭軍隊在過去一晝夜內，在前線各地區內損失1,920名軍人，俄罗斯空天军、無人機、導彈部隊和炮兵摧毀133個有生力量和烏軍裝備聚集區。自特別軍事行動展開以來，累計摧毀烏軍641架戰機，283架直升機，30,920架無人機，575套防空導彈系統，17,801輛坦克及其他裝甲車輛，1,434套多管火箭炮，13,898門火炮和迫擊炮，25,501輛其他軍用車輛。
英國國防部表示，在過去一星期，俄軍加快向頓涅茨克州波克羅夫斯克的推進，可能距離城鎮邊緣不到10公里，隨著俄軍地面部隊到達波克羅夫斯克的建成區，推進速度可能會變慢，而烏克蘭東部和南部其他前線的軍事活動的作戰節奏仍然很低。
烏克蘭總統澤連斯基表示，簽署多項新制裁決定，針對150個支援俄羅斯航空基礎設施的運營的實體和個人，所有烏克蘭人都有責任確保烏克蘭的制裁與全球制裁同步。

## 9月2日
烏克蘭空軍表示，俄羅斯在午夜至凌晨期間，對烏克蘭發動大規模無人機和導彈襲擊，俄軍從濱海阿赫塔爾斯克區發射23架無人機，在別爾哥羅德州發射3枚S-300/S-400防空導彈，在伏爾加格勒州上空使用Tu-95MS轟炸機發射14枚Kh-101巡弋導彈，在沃羅涅日州、布良斯克州和庫爾斯克州發射16枚伊斯坎德爾-M彈道導彈，在別爾哥羅德地區發射1枚未知型號的導彈，防空系統在基輔州、哈爾科夫州、第聶伯羅彼得羅夫斯克州、波爾塔瓦州、尼古拉耶夫州和扎波羅熱州擊落9枚伊斯坎德爾-M彈道導彈、13枚Kh-101巡弋導彈和20架無人機。另有1枚Kh-101巡弋導彈和3架無人機因電子戰措施，未能擊中目標。基輔市長克里契科表示，防空部隊擊落多枚導彈，全市至少4個地區有碎片墜落，至少造成2名平民受傷。哈爾科夫市長表示，俄軍使用制導空中炸彈襲擊住宅區和教育機構，至少造成13名平民受傷。聶伯羅彼得羅夫斯克州州長表示，俄軍襲擊州府聶伯城的一棟住宅樓，至少造成1名平民死亡，3名平民受傷。扎波羅熱州州長表示，俄軍襲擊州府扎波罗热一個住宅樓，至少造成2名平民死亡，包括1名兒童，2名平民受傷。
烏克蘭武裝部隊總參謀部表示，自全面入侵以來，俄羅斯在烏克蘭損失617,600名士兵，過去一天俄軍有1,300人傷亡，累計損失8,601輛戰車、16,786輛裝甲戰鬥車輛、23,925輛車輛和油箱、17,646門火砲系統、1,177套多管火箭系統、940套防空系統、368架飛機、328架直升機、14,537架無人機、2,557枚巡弋飛彈、28艘船隻和1艘潛艦等。烏克蘭總統澤連斯基援引總司令瑟爾斯基匯報表示，東部頓涅茨克州波克羅夫斯克地區的局勢仍然困難，但俄軍過去兩天沒有推進。
俄羅斯國防部表示，防空系統在過去24小時內擊落3枚法製鐵錘航空炸彈、26枚吸血鬼多管火箭系統火箭彈和30架無人機。俄羅斯羅斯托夫州州長表示，烏克蘭無人機8月18日攻擊普羅列塔爾斯克市一個石油倉庫，點燃柴油燃料引發火災，至今焚燒2個星期終於撲滅。
俄羅斯國防部表示，凌晨俄羅斯武裝力量使用遠程精確武器和無人機對烏克蘭能源和軍工系統設施進行大規模打擊，包括飛機和導彈武器的生產和維修、無人機組裝和存儲場所、民族主義分子和外國雇傭軍臨時部署點，所有指定目標均被擊中。中央集團軍部隊已經控制頓涅茨克地區斯庫奇諾耶居民點，烏克蘭軍隊在過去一晝夜內，在前線各地區內損失1,690名軍人，俄軍航空兵、無人機、導彈部隊和炮兵摧毀143個有生力量和烏軍裝備聚集區。自特別軍事行動展開以來，累計摧毀烏軍641架戰機，283架直升機，30,950架無人機，575套防空導彈系統，17,805輛坦克及其他裝甲車輛，1,434套多管火箭炮，13,952門火炮和迫擊炮，25,520輛其他軍用車輛。俄羅斯國家杜馬主權問題委員會主席羅戈夫表示，俄軍成功佔領扎波羅熱州奥里希夫方向羅伯蒂內村以北的一個烏軍武裝分子據點。
烏克蘭總統澤連斯基在扎波羅熱市會面到訪的新任荷蘭首相斯霍夫，兩人參與一所地下學校新學期的第一堂課，斯霍夫亦宣布向烏克蘭提供價值超過2.21億美元的新一攬子援助計劃。澤連斯基在與斯霍夫的記者會上表示，烏克蘭尚未收到西方承諾的所有武器，西方國家在很大程度上允許烏克蘭在對俄羅斯境內庫爾斯克州的行動中使用其提供的武器，但多個國家仍然未允許使用遠程導彈攻擊俄羅斯境內軍事目標。
俄羅斯總統普京表示，烏克蘭在俄羅斯庫爾斯克地區進行活動，俄羅斯在庫爾斯克打擊企圖破壞邊境地區穩定的烏克蘭武裝人員，俄羅斯關心邊境地區因局勢被迫在線上上課的學生，軍方將盡一切努力恢復他們的正常生活。普京強調，烏克蘭不願結束軍事行動，俄羅斯從未拒絕和談，但首先必須打擊進入俄羅斯境內的烏克蘭武裝人員。烏克蘭的盤算是阻止俄軍在頓巴斯關鍵地區的攻擊行動。但結果顯而易見，烏軍未能達到目標，俄方正以很久未有過的速度取得進展，俄軍在頓巴斯推進的速度已經不是以兩三百米計算，而是以平方公里去討論。另外，普京晚上飛抵蒙古首都烏蘭巴托，蒙古外長巴特策策格等官員並到機場迎接普京，是國際刑事法院去年3月，指普京非法驅逐烏克蘭兒童，涉嫌觸犯戰爭罪行，向他發出拘捕令以來，普京首次到訪國際刑事法院的成員國。
烏克蘭國防部表示，批准由烏克蘭研裝的「Khorunzhyi」裝甲運兵車 （页面存档备份，存于）用於軍事用途，可用於運輸部隊、戰場疏散、維修車、指揮車和自走式迫擊炮車等。烏克蘭國家邊防軍發言人表示，自2022年2月俄羅斯開始全面入侵以來，執法機構已經發現570多個犯罪網路，收取7千至1萬美元費用，協助他人逃往國外來逃避兵役。

## 9月3日
烏克蘭空軍表示，俄羅斯午夜至凌晨期間對烏克蘭發動襲擊，俄軍從俄佔克里米亞地區發射3枚伊斯坎德爾-M彈道飛彈，從俄羅斯庫爾斯克地區發射1枚Kh-59/69導彈，從俄佔克里米亞地區和庫爾斯克地區發射35架無人機，防空系統在基輔、敖德薩、哈爾科夫、尼古拉耶夫、赫爾松、波爾塔瓦、切爾尼戈夫和蘇梅八個州份中擊落27架無人機，另有2架無人機飛往俄羅斯別爾哥羅德地區和俄佔頓涅茨克地區。蘇梅市政府表示，俄軍懷疑使用KAB制導炸彈襲擊蘇梅市一棟大學大樓，至少造成1名平民受傷。
波爾塔瓦州州長表示，俄羅斯軍隊向州府波爾塔瓦發射2枚彈道導彈，一所教育機構、鄰近的醫療機構和軍事通訊學院大樓遭到摧毀，至少造成58人死亡，328人受傷，死傷者包括學生以及居住在附近的平民。俄羅斯國防部表示，使用高精度武器對位於波爾塔瓦的烏克蘭軍隊第179聯合訓練中心發動打擊，中心在外國教官的指導下培訓通信和電子戰專家以及參與打擊俄羅斯民用目標的無人機操作員。
烏克蘭武裝部隊總參謀部表示，自全面入侵以來，俄羅斯在烏克蘭損失618,960名士兵，過去一天俄軍有1,360人傷亡，累計損失8,611輛戰車、16,821輛裝甲戰鬥車輛、23,972輛車輛和油箱、17,664門火砲系統、1,177套多管火箭系統、940套防空系統、368架飛機、328架直升機、14,573架無人機、2,578枚巡弋飛彈、28艘船隻和1艘潛艦等。
俄羅斯國防部表示，防空系統在過去24小時內擊落3枚美製海馬斯多管火箭系統火箭彈和37架無人機。
俄羅斯國防部表示，烏克蘭軍隊在過去一晝夜內，在前線各地區內損失2,010名軍人，俄軍航空兵、無人機、導彈部隊和炮兵摧毀149個有生力量和烏軍裝備聚集區。自特別軍事行動展開以來，累計摧毀烏軍642架戰機，283架直升機，30,987架無人機，575套防空導彈系統，17,811輛坦克及其他裝甲車輛，1,435套多管火箭炮，13,985門火炮和迫擊炮，25,539輛其他軍用車輛。
烏克蘭總統澤倫斯基接受美國全國廣播公司採訪時表示，烏克蘭計劃無限期控制俄羅斯庫爾斯克地區被佔領的土地，將庫爾斯克行動描述為結束戰爭的階段之一，與第二屆烏克蘭全球和平峰會有關，可以迫使俄羅斯總統普京坐在談判桌上，指出烏克蘭不需要俄羅斯的土地，亦不想將烏克蘭的生活方式帶到那裡。俄羅斯已在其他前線地區撤軍超過6萬人，並派向庫爾斯克州以應對烏克蘭的持續入侵，烏克蘭亦俘虜600多名俄羅斯士兵，重申入侵背後的動機之一，是限制俄羅斯在領土上使用遠端武器發動襲擊，另一個目標是在俄羅斯領土上建立緩衝區，並阻止俄羅斯對烏克蘭進一步的入侵。另外澤倫斯基證實，美國事先沒有被告知計劃，烏克蘭絕對希望戰爭結束，「勝利計劃」純粹是為了迫使俄羅斯結束戰爭，迫使俄羅斯接受「聯合國憲章」和國際規則。
俄羅斯總統普京繼續在蒙古国展開訪問，是去年國際刑事法院對他發出拘捕令以來，首次訪問法院成員國，普京出席蒙古總統呼日勒蘇赫為其舉行的歡迎儀式。兩人一同檢閱儀仗隊，之後舉行會談。烏克蘭外交部表示，蒙古不拘捕普京，是對國際刑事法院和國際刑事法體系的沉重打擊，批評蒙古讓被起訴的罪犯逃避法律制裁，要為戰爭罪行負上共同責任，烏方將與夥伴合作，確保蒙古因此事面臨後果。國際特赦組織警告，蒙古不拘捕普京，可能進一步破壞國際刑事法院合法性，同時令普京更加肆無忌憚。
乌克兰最高拉达議長斯特凡丘克表示，負責歐洲和歐洲大西洋一體化事務的副總理斯特凡尼希娜、副總理兼臨時被佔領土重返社會部長韋列修克、戰略工業部長卡梅申、司法部長馬尤斯卡、環境保護和自然資源部長斯特里萊茨以及烏克蘭國家財產基金主席科瓦爾向烏克蘭國會提交辭職信。烏克蘭總統辦公室表示，澤連斯基簽署總統令解除總統辦公室副主任舒爾馬職務。加上早前已有至少5名部長被解除職務，導致內閣目前有超過三分之一職位懸空。烏克蘭總統澤倫斯基在晚上講話中表示，秋季對烏克蘭來說將極為重要，國家機構應當配置得當，以確保烏克蘭達成所有必要的結果，這關係到我們每一個人。強調為達成目標，必須加強政府的某些領域，並已準備好進行內閣改組，總統辦公室也將面臨人事變動。
俄羅斯南部城市頓河畔羅斯托夫一所法院宣判，烏克蘭士兵亞歷山大·柳巴斯涉嫌於2023年底在試圖在俄佔克里米亞登陸時被捕，被指控非法越境、走私武器和準備實施恐怖行為，柳巴斯在審判期間否認自己是罪犯或恐怖分子，被判監禁20年。
烏克蘭總檢察長辦公室表示，網上流傳片段顯示，3名烏克蘭士兵舉起雙手從地下室出來，隨後被俄羅斯士兵控制，臉朝下放在地上，並被槍殺，認為俄羅斯在頓涅茨克州托雷茨克附近處決這3名烏克蘭戰俘，辦公室正在對事件展開調查。
挪威政府表示，挪威將向烏克蘭提供約5,330萬美元，為烏克蘭購買更多無人機和防空系統。

## 9月4日

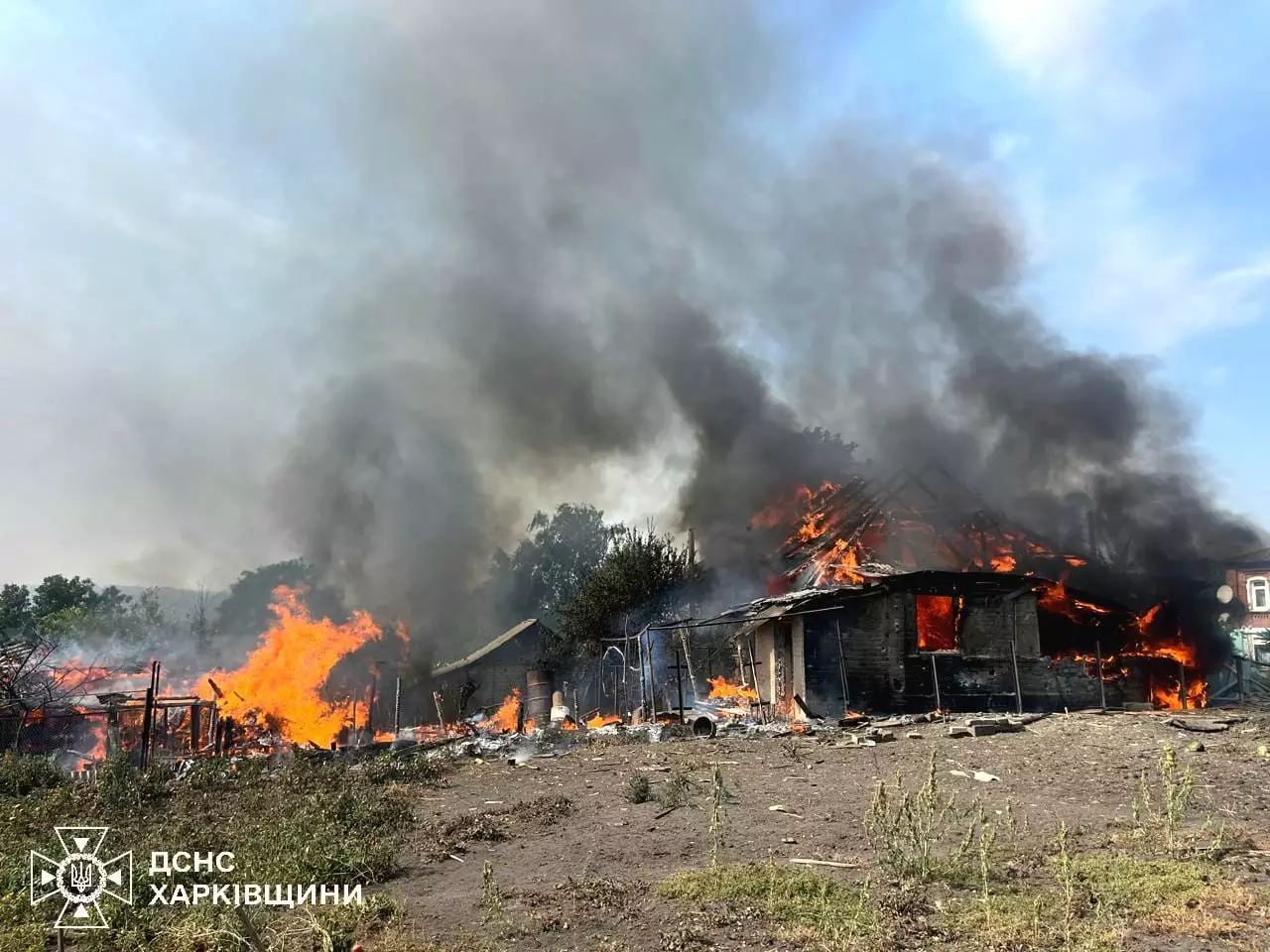
俄軍襲擊哈爾科夫州庫皮揚斯克後

烏克蘭空軍表示，俄羅斯在午夜至凌晨期間，對烏克蘭發動大規模無人機和導彈襲擊，俄軍從庫爾斯克地區發射29架無人機，在俄佔克里米亞地區發射3枚伊斯坎德爾-K彈道導彈，在伏爾加格勒地區上空使用Tu-95MS轟炸機發射6枚Kh-101巡弋導彈，在黑海上空使用Tu-22MS轟炸機發射2枚Kh-22巡弋導彈，在圖拉地區上空使用MiG-31K戰機發射2枚匕首高超音速巡弋導彈，防空系統在利沃夫、伊凡諾-弗蘭科夫斯克、切爾尼戈夫、第聶伯羅彼得羅夫斯克、沃林、捷爾諾波爾、基輔、日托米爾、波爾塔瓦和蘇梅地區擊落3枚伊斯坎德爾-K彈道導彈、4枚Kh-101巡弋導彈和22架無人機。另有6架無人機因電子戰措施，未能擊中目標，1架無人機飛往白俄羅斯。利沃夫州政府表示，俄軍凌晨對利沃夫一座火車站和周邊地方發動襲擊，損壞大約50棟建築，包括3所學校和1座藝術中心，至少造成7名平民死亡，包括2名兒童，64名平民受傷。第聶伯羅彼得羅夫斯克州州長表示，上午俄羅斯對克里維里赫市發動導彈襲擊，57棟公寓樓和4所教育機構等建築受損，至少造成6名平民受傷。蘇梅州軍事管理局表示，俄羅斯全天襲擊蘇梅州149次，其中下午12時左右俄軍向任比爾投擲一枚KAB制導空中炸彈，至少造成6名平民受傷，向斯韋西發動導彈襲擊，至少造成1名平民受傷。
烏克蘭武裝部隊總參謀部表示，自全面入侵以來，俄羅斯在烏克蘭損失620,350名士兵，過去一天俄軍有1,390人傷亡，累計損失8,618輛戰車、16,848輛裝甲戰鬥車輛、24,007輛車輛和油箱、17,694門火砲系統、1,177套多管火箭系統、940套防空系統、368架飛機、328架直升機、14,616架無人機、2,580枚巡弋飛彈、28艘船隻和1艘潛艦等。烏克蘭國防部表示，軍隊使用新研發的龍式無人機，可在空中傾倒高溫金屬熔液。
俄羅斯國防部表示，防空系統在過去24小時內擊落11枚美製海馬斯多管火箭系統火箭彈和30架無人機。
俄羅斯國防部表示，其武裝力量使用包括匕首高超音速航空彈道系統在內的高精度武器對位於利沃夫的烏克蘭軍工企業發動密集打擊，襲擊的目標已經實現，所有指定物體都被擊中。中部集團軍部隊已經控制頓涅茨克地區卡爾利夫卡村，而東部集團軍部隊則已經控制普雷奇斯蒂夫卡村，並聲稱烏克蘭軍隊在過去一晝夜內，在前線各地區內損失1,935名軍人，俄軍航空兵、無人機、導彈部隊和炮兵摧毀129個有生力量和烏軍裝備聚集區。
烏克蘭總統澤連斯基會面到訪的愛爾蘭總理哈里斯，雙方簽署雙邊合作協議，概述愛爾蘭的人道主義援助、支援烏克蘭的恢復、歐盟一體化努力以及追究俄羅斯對戰爭損失的責任等專案，愛爾蘭亦承諾今年向烏克蘭額外提供1.4億美元的非致命軍事支援和至少4,400萬美元的人道主義援助。澤連斯基在記者會上表示，需要烏克蘭政府改組來加強國家，內閣需要新力量，改組只為了加強各部門運作、國際政治和外交的工作，目前未能公布人選。
國際原子能機構總幹事格羅西到訪扎波羅熱核電站時表示，俄佔札波羅熱核電廠其中一座冷卻塔在8月12日起火後無法使用，需要拆除，另外視察核電站內各個部分，包括一個泵站和核燃料儲存設施。
烏克蘭國會議長斯特凡丘克表示，外交部長庫列巴向烏克蘭國會提交辭職信。烏克蘭國會分別以243票、241票、249票和244票通過接納戰略工業部長卡梅申、負責歐洲和歐洲大西洋一體化事務的副總理斯特凡尼希娜、司法部長馬尤斯卡、環境保護和自然資源部長斯特里萊茨的辭職。副總理兼臨時被佔領土重返社會部長韋列修克以及烏克蘭國家財產基金主席科瓦爾的辭職請求分別獲得225票和214票，未達絕對多數的226票，未能通過。部分議員指出是對於有關官員未有到場表示不滿，另有反對黨議員表示，關於外交部長庫萊巴的辭職投票突然被擱置，是由於執政人民公僕黨議員明白投票會失敗。
俄羅斯總統新聞秘書佩斯科夫表示，俄羅斯軍方將根據需要決定是否在冬季對烏克蘭能源基礎設施進行打擊。烏克蘭外交部長庫列巴可能辭職不會以任何方式影響談判進程前景。
乌克兰国家核能发电公司否認烏克蘭尼古拉耶夫州州南烏克蘭核電廠發生事故的報告，但表示在其一個發電站發現問題，有關單位的運作能力已經降低，問題是由俄羅斯對更廣泛的能源基礎設施網路攻擊造成。
烏克蘭國會教育事務委員會議員赫里舒克表示，隨著烏克蘭新學年的開始，在短短3天內，俄羅斯已經襲擊破壞至少12所教育機構，造成大量傷亡，形容是一場蓄意恐嚇烏克蘭人的行動，旨在灌輸恐懼，阻礙烏克蘭人理性行動的能力，影響教育的過程和整體生活質量。
德國總理肖爾茨表示，除了已經交付烏克蘭的7套系統之外，柏林已為烏克蘭額外訂購17套IRIS-T防空系統。
美國白宮國家安全通訊顧問柯比表示，俄羅斯已將90%用於攻擊烏克蘭的軍事飛機移到距離烏克蘭邊境300公里區域外，而目前美國並沒有討論任何政策修改的問題。
美國非政府組織「衝突觀察站」發表報告顯示，俄羅斯軍隊在烏克蘭南部前線扎波羅熱州瓦西利夫卡區損壞幾座古老的墓地，可以追溯到公元前3千年，包括在遺址建造軍事基礎設施，可能違反「海牙公約」和「日內瓦公約」。

## 9月5日
烏克蘭地方政府表示，截至05日上午9時，俄羅斯在過去一夜襲了蘇梅、赫爾松、哈爾科夫、頓涅茨克、基輔、切爾卡瑟、切爾尼戈夫、第聶伯羅彼得羅夫斯克、基洛夫格勒、盧甘斯克、尼古拉耶夫、扎波羅熱、日托米爾、波爾塔瓦和文尼察共15個州，至少造成2名平民死亡，19名平民受傷。烏克蘭空軍表示，俄羅斯在午夜至凌晨期間，對烏克蘭發動大規模無人機和導彈襲擊，俄軍從庫斯克、耶伊斯克、濱海邊疆區-阿赫塔爾斯克地區發射78架無人機，在俄佔克里米亞地區發射1枚伊斯坎德爾-M彈道導彈，防空系統在基輔、切爾卡瑟、基洛沃拉德、文尼察、哈爾科夫、第聶伯羅彼得羅夫斯克、赫爾松、波爾塔瓦、切爾尼戈夫、日托米爾、札波羅熱和赫爾松地區擊落60架無人機。另有15架無人機因電子戰措施，未能擊中目標，1架無人機飛往白俄羅斯，2架無人機飛往俄羅斯。
烏克蘭武裝部隊總參謀部表示，自全面入侵以來，俄羅斯在烏克蘭損失621,550名士兵，過去一天俄軍有1,200人傷亡，累計損失8,624輛戰車、16,869輛裝甲戰鬥車輛、24,044輛車輛和油箱、17,725門火砲系統、1,177套多管火箭系統、940套防空系統、368架飛機、328架直升機、14,658架無人機、2,587枚巡弋飛彈、28艘船隻和1艘潛艦等。
烏克蘭武裝部隊總司令瑟爾斯基表示，烏軍已經設法阻止俄軍在頓涅茨克州波克羅夫斯克地區的推進，在過去6天，俄軍在波克羅夫斯克方向沒有前進一米，俄羅斯正在將訓練有素的部隊集中在波克羅夫斯克地區，但炮擊規模和攻勢強度有所下降。烏軍在庫爾斯克地區發動行動前，俄羅斯正計劃從庫爾斯克州對烏克蘭發動進攻，烏克蘭成功地先發制人，將戰爭轉移到俄羅斯領土，減少威脅並限制俄軍的行動能力，俄軍調動大量軍隊保衛庫爾斯克，在波克羅夫斯克的推進速度放緩。另外，烏軍正設法縮小與俄軍使用彈藥數量之間的差異，現時比例為1比2或1比2.5，較一年前的1比10或1比6收窄，俄軍在武器和人員方面超過烏克蘭，但烏克蘭正利用技術優勢，專注於無人機系統等高科技武器以彌補差距。
俄羅斯國防部表示，防空系統在過去24小時內擊落3枚美製陸軍戰術導彈、5枚法製鐵鎚制導炸彈、1枚赤楊火箭彈和27架無人機，並在黑海地區摧毀10艘無人艇。
俄羅斯國防部表示，中部集團軍部隊已經控制頓涅茨克地區扎韋特諾耶定居點，烏克蘭軍隊在過去一晝夜內，在前線各地區內損失2,085名軍人，俄軍航空兵、無人機、導彈部隊和炮兵摧毀136個有生力量和烏軍裝備聚集區。自特別軍事行動展開以來，累計摧毀烏軍642架戰機，283架直升機，31,004架無人機，575套防空導彈系統，17,822輛坦克及其他裝甲車輛，1,435套多管火箭炮，14,091門火炮和迫擊炮，25,584輛其他軍用車輛。
白俄羅斯總參謀長兼空軍第一副司令弗羅洛夫表示，白俄羅斯監察到無人駕駛飛行器侵犯國界空域，防空防禦部隊已採取行動，摧毀入侵飛行器。非政府組織「白俄羅斯哈瓊監測小組」表示，白俄空軍在霍美爾市附近擊落2架在進入烏克蘭領空後，飛往白俄羅斯的俄羅斯無人機。
俄羅斯總統普京表示，烏克蘭入侵庫爾斯克州未能使俄羅斯緊張，相反烏克蘭向庫爾斯克州部署相當龐大且訓練有素的部隊，削弱自身力量，使俄軍能夠加快對烏克蘭東部的進攻，佔領頓巴斯地區的剩餘部分是俄羅斯目前的主要目標，將烏軍趕出庫爾斯克地區則是俄羅斯士兵神聖的職責。
頓涅茨克州州長菲拉什金表示，由於安全局勢惡化，前線波克羅夫斯克地區火車站需用於平民疏散而關閉，當地行政部門正安排撤離到帕夫洛赫拉德的巴士，目前仍有2萬6千人留在波克羅夫斯克，其中包括1,076名兒童。烏克蘭鐵路表示，撤離平民的火車將從距離波克羅夫斯克以西約100公里的第聶伯羅的帕夫洛赫拉德火車站出發，人員需聚集在指定的安全點，相關細節可通過烏克蘭鐵路熱線獲得，登車點亦將根據安全協議進行調整，呼籲頓涅茨克前線地區的居民迅速撤離，以避免將自己和協助撤離的工作人員置於更大的危險中。
最高拉達分別以240票、255票和261票通過接納外交部長庫列巴、副總理兼臨時被佔領土重返社會部長韋列修克以及烏克蘭國家財產基金主席科瓦爾的請辭。另外國會以251票同意通過由維塔利·科瓦爾出任農業部長、以247票同意通過，由烏克蘭國防工業股份公司總經理赫爾曼·斯梅塔寧出任戰略工業部長、以240票同意通過由前基輔州州長阿列克謝·庫列巴出任負責地區重建的副總理兼基礎設施部長、以256票同意通過由娜塔莉亞·卡爾梅科娃出任退伍軍人事務部長、以258票同意通過由曾出任駐波蘭和土耳其大使以及原外交部第一副部長的安德里·瑟比加
出任外交部長、以253票同意通過由3日宣布辭職、4日獲國會通過辭職要求的前負責歐洲和歐洲大西洋一體化事務的副總理斯特凡尼希娜重新出任有關崗位，並且兼任司法部長、以253票同意通過由能源部副部長斯維特娜‧格林丘克出任環境保護和自然資源部長、以239票同意通過由青年和體育部副部長馬特維·比德尼出任青年和體育部部長、以252票同意通過由總統辦公室副主任米科拉·托奇茨基出任文化和戰略傳播部長。
烏克蘭國會議長斯特凡丘克在意大利會見美國眾議院議長約翰遜，雙方討論取消美國武器使用限制的重要性，主張允許烏克蘭無限制地使用所提供的武器，強調烏克蘭不應該手無對策地自衛，呼籲約翰遜協助取消這些限制，亦討論加強對俄羅斯的制裁。
奧地利總理內哈默表示，奧地利正準備主辦烏克蘭和俄羅斯之間的談判，任何談判都必須毫無先決條件地進行，奧地利將準備支持基於國際法的公正和持久和平，作為歐洲安全與合作組織所在地舉行談判。
羅馬尼亞總統約哈尼斯簽署批准向烏克蘭轉讓愛國者防空系統的法令。
美國國務院表示，對與俄羅斯北極液化天然氣2號項目有關的兩家公司和兩艘船隻實施制裁，新一批制裁是美國進一步的行動，旨在扼殺俄羅斯化石燃料收入，並抑制其資助對烏克蘭戰爭的能力。

## 9月6日

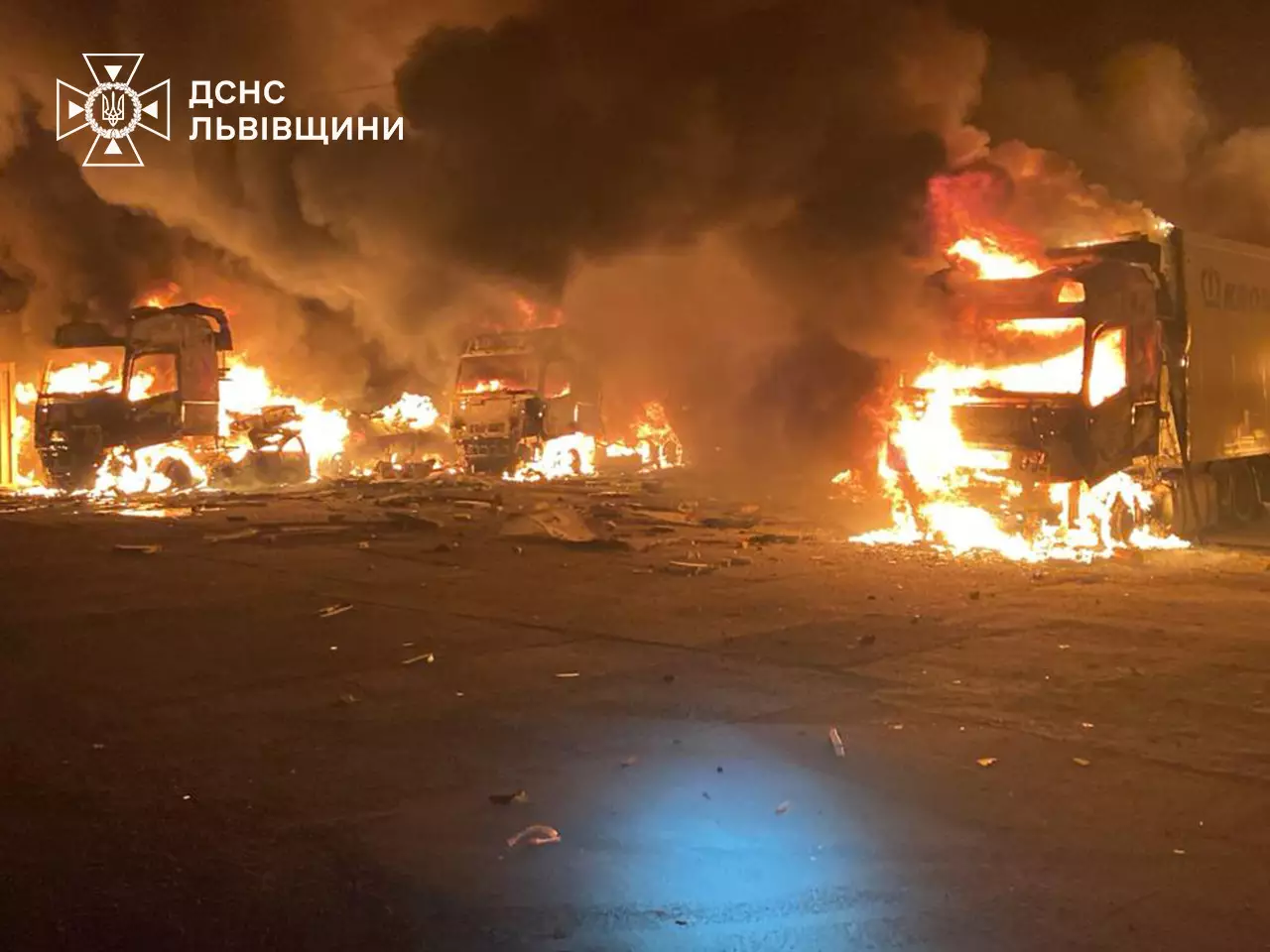
俄軍對利沃夫發動襲擊後

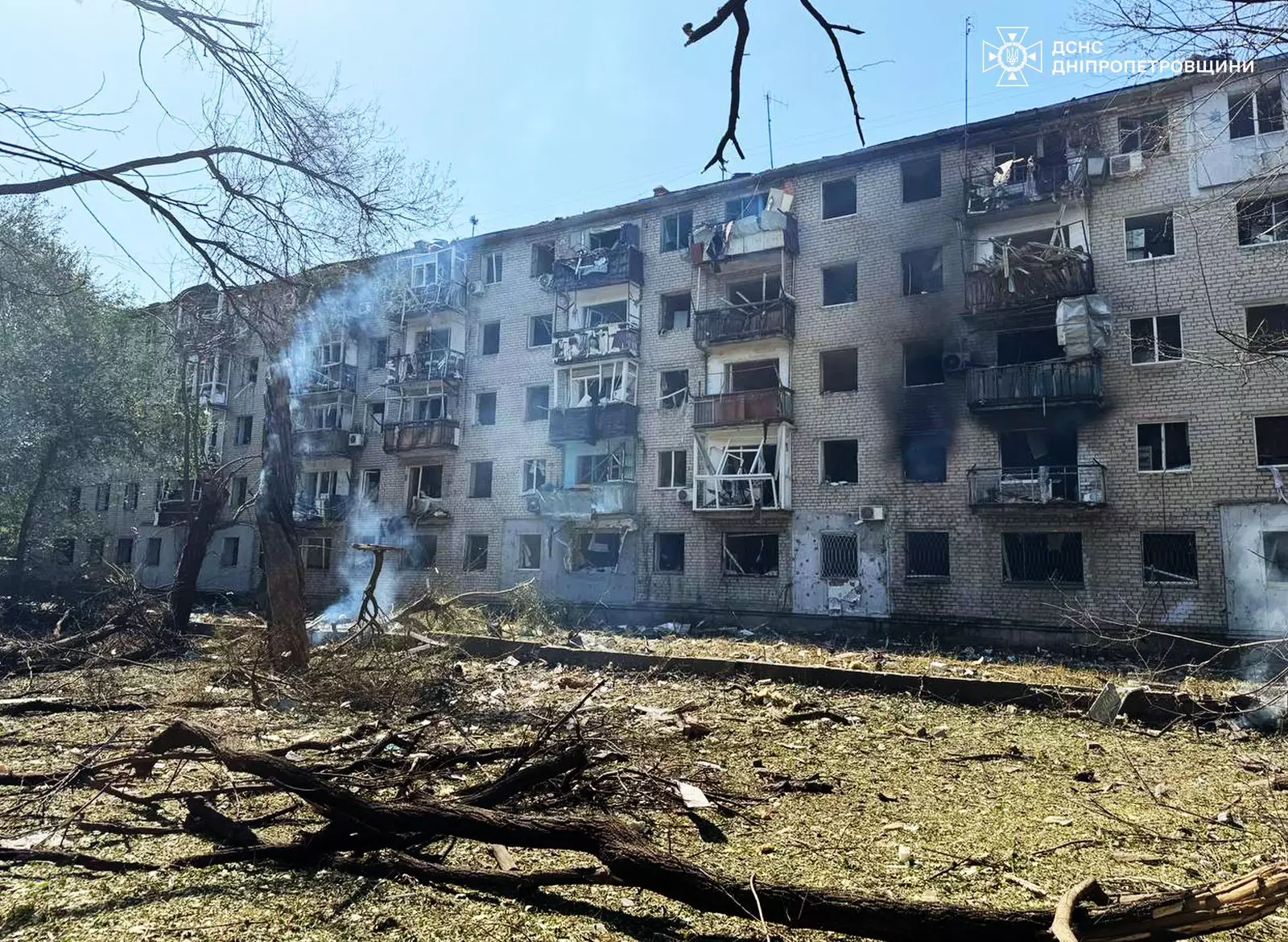
俄軍襲擊巴甫洛赫拉德市後

烏克蘭地方政府表示，截至06日上午9時，俄羅斯在過去一夜襲擊蘇梅、赫爾松、哈爾科夫、頓涅茨克、聶伯彼得羅夫斯克、尼古拉耶夫和扎波羅熱州等地，至少造成2名平民死亡，21名平民受傷。烏克蘭第聶伯羅彼得羅夫斯克州州長表示，俄軍襲擊巴甫洛赫拉德市，至少造成1名平民死亡，64名平民受傷，包括5名兒童。蘇梅州檢察官辦公室表示，俄羅斯下午向克拉斯諾皮利亞投擲3枚KAB制導空中炸彈，至少造成1名平民死亡，5名平民受傷，包括2名青少年。
烏克蘭武裝部隊總參謀部表示，自全面入侵以來，俄羅斯在烏克蘭損失622,720名士兵，過去一天俄軍有1,170人傷亡，累計損失8,631輛戰車、16,878輛裝甲戰鬥車輛、24,116輛車輛和油箱、17,745門火砲系統、1,178套多管火箭系統、941套防空系統、368架飛機、328架直升機、14,732架無人機、2,587枚巡弋飛彈、28艘船隻和1艘潛艦等。烏克蘭國民警衛隊「亞速營」表示，部隊被部署到該地區時，前線的局勢是災難性的，目前已幫助避免頓涅茨克州紐約地區的災難性局勢，解除被圍圍的烏克蘭士兵的封鎖，並奪回部分定居點。
俄羅斯國防部表示，中央集團軍部隊已經佔領頓涅茨克地區茹拉夫卡村，過去一周內，武裝力量使用包括匕首高超音速導彈在內的遠程高精度武器和無人機對烏軍裝備、保障工業運行能源設施進行17次集群打擊，所有目標均被擊中，烏軍過去一周損失達16,215名軍人，黑海艦隊一周內摧毀烏軍11艘無人艇。
烏克蘭總統澤連斯基到訪德國拉姆施泰因空軍基地，出席烏克蘭國防聯絡小組會議，呼籲提供更多防空和遠端武器來抵禦俄羅斯的侵略。並且表示，烏克蘭在庫爾斯克地區的導致俄軍約6千人傷亡，自8月6日發動入侵以來，烏克蘭控制很大一部分領土的，面積超過1千3百平方公里，包括約1百個定居點，由於烏克蘭的行動，蘇梅市沒有像5月份哈爾科夫受到威脅一樣，普京並不關心俄羅斯的土地和人民，只想奪取烏克蘭的土地和儘可能多的城市，庫爾斯克的行動亦表明，俄羅斯劃的紅線根本不用在意。美國國防部長奧斯汀在會議上表示，美國將向烏克蘭提供價值2.5億美元的額外軍事援助計劃。德國國防部長皮斯托里烏斯表示，德國將向烏克蘭額外交付12架Panzerhaubitze 2000自走砲，價值1.65億美元，並承諾與外國合作伙伴合作交付77輛舊款豹1A5坦克。加拿大國防部長布萊爾表示，將向烏克蘭提供新一輪國防援助計劃，包括80,840臺退役的小型空對地CRV7航空火箭彈引擎，以及1,300枚彈頭，並將協助烏克蘭進行F-16戰機訓練，並提供近100輛M113和郊狼裝甲車退役底盤。英國國防部長希利表示，將向烏克蘭提供新的軍事援助計劃，包括價值超過2.13億美元的650枚「岩燕」輕量級多用途導彈。立陶宛政府表示，將撥款1,100萬美元支援烏克蘭生產由烏克蘭自行研發生產的「圓麵包」無人機導彈。
烏克蘭總統澤連斯基轉抵意大利，出席意大利切爾諾比奧經濟論壇期間表示，感謝義大利和其他盟友向烏克蘭提供防空系統，但仍不足夠，烏克蘭人民每日、每晚都受到俄羅斯導彈和無人機襲擊的威脅，最近在哈爾科夫、波爾塔瓦和利沃夫等地已經有多場致命襲擊，烏克蘭所要求的只是意大利或任何其他國家已經擁有的東西。
烏克蘭總理什梅加爾引述軍事情報資料表示，俄羅斯正準備對烏克蘭的能源系統發動新一輪大規模攻擊，類似於2022至23年秋季和冬季發動的空襲，造成嚴重的能源短缺，並導致全國各地的連續停電。什梅加爾強調如果俄軍的襲擊沒有改變現時的局勢，烏克蘭可以在沒有停電的情況下度過冬天，但這樣的想法只是奢望，因為根據現時情報，俄軍正準備使用導彈無人機對電力系統進行大規模攻擊。
烏克蘭國會人權監察員德米特羅·盧比內茨表示，已向紅十字國際委員會和聯合國發出呼籲，要求調查社交媒體流傳的影片，顯示一名俄羅斯士兵詢問一名烏克蘭士兵是否想說最後一句話以及死前祈禱，然後用步槍向該名烏克蘭士兵連開三槍，拍攝時間和地點不明。美國有線電視新聞網釋出無人機錄影片段，顯示3名烏克蘭士兵疑似於8月下旬在頓涅茨克州波克羅夫斯克前線附近戰壕被佔領後投降，在步出戰壕後，跪下雙手放在頭上時，被俄軍槍殺後倒地。
烏克蘭駐多倫多總領事尼科連科表示，敦促多倫多國際電影節刪除一部以俄羅斯士兵在烏克蘭前線作戰為中心的紀錄片，認為在電影節中播放該紀錄片，只會令世界最富有信譽的電影舞台被用來掩蓋俄羅斯士兵在烏克蘭犯下的戰爭罪行，並且批評加拿大政府允許該電影透過加拿大媒體基金獲得資助。
歐盟委員會主席馮德萊恩宣佈，歐盟將向烏克蘭提供4,400萬美元人道主義援助計劃，以協助冬季前的能源維修工作。
聯合國駐烏克蘭人權監測團表示，俄羅斯對烏克蘭的襲擊在8月份至少造成184名平民死亡，856名平民受傷，自2022年10月以來，僅次於2024年7月，成為平民傷亡人數第二高的月份，91%的平民傷亡和95%的教育和衛生設施受損發生在烏克蘭控制的領土。
美國傳媒「華爾街日報」引述不具名美國和歐洲官員消息報道，伊朗向俄羅斯提供短程彈道導彈，未知數量和具體型號。美國白宮國家安全委員會發言人薩維特在回覆傳媒查詢時表示，美國對報道感到震驚，伊朗向俄羅斯轉讓任何彈道導彈都將代表伊朗對俄羅斯侵烏戰爭的支持急劇升級。
阿塞拜疆總統阿利耶夫在意大利切爾諾比奧經濟論壇上表示，阿塞拜疆正與烏克蘭、俄羅斯和歐盟進行談判，歐盟和烏克蘭均表明在2024年12月俄羅斯透過烏克蘭向歐洲供應天然氣的合同到期後，不會尋求延長合同，而歐盟和阿塞拜疆有意進行交易，但來自阿塞拜疆的天然氣必須先經過俄羅斯南部，然後再經烏克蘭，才能到達歐盟。

## 9月7日
烏克蘭地方政府表示，截至07日上午9時，俄羅斯在過去24小時內襲擊切爾尼戈夫、蘇梅、赫爾松、哈爾科夫、頓涅茨克、第聶伯羅彼得羅夫斯克、基輔、赫梅利尼茨基、盧甘斯克、尼古拉耶夫、扎波羅熱、基洛沃拉德、文尼察、羅夫諾、波爾塔瓦和切爾卡瑟州等地，至少造成4名平民死亡，105名平民受傷。烏克蘭空軍表示，俄羅斯在午夜至凌晨期間，對烏克蘭發動大規模無人機襲擊，俄軍從俄羅斯庫爾斯克、耶伊斯克和俄佔克里米亞喬達角發射67架無人機，防空系統在文尼察、羅夫諾、赫梅利尼茨基、基輔、基洛沃拉德、尼古拉耶夫、切爾尼戈夫、切爾卡瑟、蘇梅、赫爾松和波爾塔瓦地區擊落58架無人機。另有3架無人機因電子戰措施，未能擊中目標，6架無人機飛往白俄羅斯、俄羅斯和俄佔盧甘斯克地區。烏克蘭國會表示，在大規模無人機襲擊後，於國會大樓附近發現一架被擊落的無人機殘骸，沒有發現任何損壞。烏克蘭頓涅茨克州州長表示，俄軍對康斯坦丁尼夫卡市發動炮擊，至少造成3名平民死亡，3名平民受傷。哈爾科夫檢察官辦公室表示，下午4時俄羅斯使用滑翔炸彈襲擊哈爾科夫和周邊郊區，10棟房屋受損，至少造成5名平民受傷。赫爾松州州長表示，俄軍炮擊波尼亞蒂夫卡村，當中造成至少1名平民死亡，俄軍亦使用無人機向奧德拉多卡姆揚卡投下炸藥，至少造成1名平民受傷。第聶伯羅彼得羅夫斯克州州長表示，俄軍炮擊尼科波爾附近2個定居點，至少造成1名平民死亡，1名平民受傷。
烏克蘭武裝部隊總參謀部表示，自全面入侵以來，俄羅斯在烏克蘭損失623,990名士兵，過去一天俄軍有1,270人傷亡，累計損失8,632輛戰車、16,878輛裝甲戰鬥車輛、24,171輛車輛和油箱、17,774門火砲系統、1,178套多管火箭系統、941套防空系統、368架飛機、328架直升機、14,784架無人機、2,588枚巡弋飛彈、28艘船隻和1艘潛艦等。
俄羅斯國防部表示，防空系統在過去24小時內擊落3枚美製海馬斯多管火箭炮火箭彈、4枚法製鐵鎚制導炸彈、30架無人機。
俄羅斯國防部表示，中部集團軍部隊已經控制頓涅茨克州的卡利諾韋村，烏克蘭軍隊在過去一晝夜內，在前線各地區內損失1,965名軍人，俄軍航空兵、無人機、導彈部隊和炮兵摧毀139個有生力量和烏軍裝備聚集區。自特別軍事行動展開以來，累計摧毀烏軍642架戰機，283架直升機，31,098架無人機，578套防空導彈系統，17,953輛坦克及其他裝甲車輛，1,447套多管火箭炮，14,226門火炮和迫擊炮，25,766輛其他軍用車輛。
俄羅斯沃羅涅日州州長表示，午夜至凌晨期間烏克蘭無人機襲擊當地，一個設施起火和和發生爆炸。俄羅斯當地Telegram頻道報道，索爾達茨科耶村附近一個彈藥庫發生爆炸，引發猛烈大火。烏克蘭傳媒基輔獨立報引述烏克蘭國家安全局消息人士報道，安全局無人機襲擊俄羅斯沃羅涅日州一個彈藥和軍事裝備倉庫。
烏克蘭總統澤連斯基在意大利會見荷蘭執政聯盟之一極右翼的自由黨領袖威爾德斯，此前威爾德斯曾多次發表反對援助烏克蘭以及反烏克蘭難民等言論。澤連斯基感謝荷蘭政府和人民對烏克蘭的全面支援，以及對加強烏克蘭防空的重大貢獻，兩人亦討論戰場局勢和烏克蘭的和平方案。威爾德斯則表示，會議過程愉快，討論一系列問題，包括烏克蘭的腐敗、和平的機會和條件、北溪管道問題，以及在荷蘭的烏克蘭人。澤倫斯基出席義大利歐洲諮詢聯盟-安博思論壇期間表示，烏克蘭正在建造用於生產武器的地下設施，以便在國外軍事援助延遲的情況下向軍隊提供武器。
烏克蘭國防部情報總局局長布達諾夫表示，社交平台「Telegram」對國家安全有害並構成威脅，不過不贊成烏克蘭像2017年5月封鎖俄羅斯社交平台「VKontakte」一樣封鎖Telegram，但認為加入Telegram頻道的人不應該匿名，應該要求頻道所有者登記其身份，以便每個人明白這是俄羅斯公民或烏克蘭公民的頻道。
烏克蘭外交部回應傳媒報道有關伊朗向俄羅斯提供彈道導彈時表示，2年多來，烏克蘭每天都遭受俄羅斯使用各種致命武器，包括伊朗製無人機的恐怖襲擊，如果伊朗向俄羅斯提供彈道導彈，將對烏克蘭與伊朗雙邊關係產生毀滅性後果，俄羅斯和伊朗之間不斷深化的軍事技術合作不僅對烏克蘭，而且對整個歐洲、中東和世界構成嚴重的安全威脅。
波蘭外交部長西科爾斯基表示，贊成並認為波蘭有合法權利擊落進入波蘭領空的俄羅斯導彈和無人機，而目前波蘭尚未擊落任何飛行物，亦尚未就有關政策作出決定。另外西科爾斯基的個人觀點認為應該協助烏克蘭保護其核電站，免受俄羅斯導彈的侵害。

## 9月8日
烏克蘭地方政府表示，截至08日上午9時，俄羅斯在過去24小時內襲擊蘇梅、赫爾松、哈爾科夫、頓涅茨克、聶伯彼得羅夫斯克、盧甘斯克、尼古拉耶夫、扎波羅熱州等地，至少造成11名平民死亡，32名平民受傷。烏克蘭空軍表示，俄羅斯在午夜至凌晨期間，對烏克蘭發動大規模無人機和導彈襲擊，俄軍從俄羅斯庫爾斯克和俄佔克里米亞喬達角發射23架無人機，在別爾哥羅德地區發射4枚Kh-59制導導彈，防空系統在敖德薩、哈爾科夫和第聶伯羅彼得羅夫斯克地區擊落15架無人機。另有2架無人機和3枚Kh-59制導導彈因電子戰措施，未能擊中目標。烏克蘭蘇梅州軍事管理局表示，午夜至凌晨期間，俄羅斯空襲襲擊蘇梅，至少造成2名平民死亡，4名平民受傷，包括2名兒童。哈爾科夫州州長表示，俄軍晚上使用多管火箭發射系統襲擊達嘉奇一個住宅區，至少造成1名平民死亡，13名平民受傷。
烏克蘭武裝部隊總參謀部表示，自全面入侵以來，俄羅斯在烏克蘭損失625,260名士兵，過去一天俄軍有1,270人傷亡，累計損失8,636輛戰車、16,897輛裝甲戰鬥車輛、24,218輛車輛和油箱、17,804門火砲系統、1,180套多管火箭系統、942套防空系統、368架飛機、328架直升機、14,864架無人機、2,588枚巡弋飛彈、28艘船隻和1艘潛艦等。
俄羅斯國防部表示，防空系統在過去24小時內擊落4枚美製海馬斯多管火箭炮火箭彈、4枚法製鐵鎚制導炸彈和23架無人機。俄羅斯別爾哥羅德州州長表示，一架烏克蘭無人機擊中沃洛科諾夫卡鎮附近一個燃料儲存設施，引發大火。
俄羅斯國防部表示，中部集團軍部隊已經控制頓涅茨克地區新格羅多夫卡，烏克蘭方面稱為新赫羅迪夫卡。烏克蘭軍方則表示，當地戰鬥正在進行中。
俄羅斯國防部表示，俄軍航空兵、無人機、導彈部隊和炮兵摧毀127個有生力量和烏軍裝備聚集區。
羅馬尼亞國防部表示，軍方雷達晚上偵測到1架俄羅斯無人機在襲擊烏克蘭民用基礎設施期間，闖入羅馬尼亞領空，其後無人機離開羅馬尼亞領空並重新飛往烏克蘭，當局派遣2架F-16戰機升空監察，並在受影響的佩里普拉瓦村附近無人居住的地區，展開搜索工作。國防部要求俄羅斯尊重國際法規，已將領空遭入侵一事通知北約盟國。羅馬尼亞外交部發布聲明，痛斥俄羅斯「再次侵犯」該國領空的行徑，呼籲莫斯科停止這種「接二連三的攻擊」，並稱已造成整個地區安全形勢失控。
烏克蘭總統澤連斯基表示，3日俄羅斯襲擊波爾塔瓦後，仍有220人住院治療，其中一些情況危急。烏克蘭總統辦公室表示，總統澤連斯基簽署總統令，任命其講稿撰寫助理德米特羅·利特文為專責溝通事務顧問，前戰略工業部長奧列克桑德·卡梅辛為專責戰略事務顧問，前副總理兼臨時被佔領土重返社會部長伊琳娜·韋列修克和前外喀爾巴阡州州長維克托·米基塔為總統辦公室副主任。
烏克蘭國會人權監察員魯比涅茨表示，被關押在烏克蘭戰俘營的俄羅斯戰俘不再允許與親屬通電話，指出禁令並不違反「日內瓦公約」，俄羅斯戰俘仍然可以以書信與家人聯絡。烏克蘭內閣網站於3月出現一份要求禁止授予俄羅斯戰俘電話通訊權的請願書，共收到2萬5千多份簽署，當時烏克蘭國會拒絕提案，形容電話具有重要的資訊功能，為俄羅斯人提供客觀資訊，讓他們不要害怕投降。
烏克蘭新任外交部長西比哈表示，已召回烏克蘭駐格魯吉亞臨時代辦，並表示「處於戰爭狀態的國家的大使不能脫離戰爭的現實」。
德國總理朔爾茨表示，解決俄羅斯對烏克蘭的戰爭具有緊迫性，他和烏克蘭總統澤連斯基均同意有必要將俄羅斯納入未來的和平談判，現時必須討論如何更快解決目前的戰爭。
伊朗议会国家安全和外交政策委员会成员艾哈迈德·巴赫沙耶什·阿德斯塔尼承认，伊朗已向俄罗斯提供伊朗製弹道导弹，目的是透過易货贸易方式，满足伊朗包括进口大豆和小麦的需求，並向俄罗斯提供导弹和无人机，當被問及向俄羅斯提供彈道導彈是否可能導致進一步的制裁時表示，情況不會惡化，伊朗亦有向真主黨、哈馬斯和人民動員提供導彈，為什麼不能向俄羅斯提供， 歐洲人亦向烏克蘭出售武器，北約亦已經進入烏克蘭，為什麼伊朗不能透過向俄羅斯提供導彈和無人機來支援盟友。伊朗外交部發言人納賽爾·卡納尼在回應伊朗向俄羅斯提供彈道導彈的報道時表示，伊朗從未參與過俄羅斯和烏克蘭之間的衝突，伊朗和俄羅斯之間的軍事合作已經可以追溯到烏克蘭戰爭爆發之前。
拍攝紀錄片「戰爭中的俄羅斯人」的俄裔加拿大導演特羅菲莫娃回應早前烏克蘭政界人士批評電影為俄羅斯說話，並要求多倫多國際電影節下架時表示，承認在拍攝紀錄片時，未經官方許可下進入俄佔烏克蘭領土，但強調整套紀錄片注意力完全集中於俄羅斯士兵身上，描述他們是戰爭中的隱藏人物，她決定與俄軍一同進入，是由於獲得獨特訪問許可權驅動。

## 9月9日
烏克蘭地方政府表示，截至09日上午9時，俄羅斯在過去24小時內襲擊蘇梅、切爾卡瑟、切爾尼戈夫、赫梅利尼茨基、基輔、赫爾松、哈爾科夫、頓涅茨克、聶伯彼得羅夫斯克、盧甘斯克、尼古拉耶夫、扎波羅熱州等地，至少造成7名平民死亡，32名平民受傷。烏克蘭空軍表示，俄羅斯在午夜至凌晨期間，對烏克蘭發動無人機和導彈襲擊，俄軍從俄羅斯庫爾斯克和俄佔頓涅茨克發射8架無人機，在庫爾斯克地區發射3枚Kh-59/69制導導彈，防空系統在基輔、切爾卡瑟、蘇梅和第聶伯羅彼得羅夫斯克地區擊落6架無人機。另有2架無人機和1枚Kh-59/69制導導彈因電子戰措施，未能擊中目標。第聶伯羅彼得羅夫斯克州州長表示，俄軍炮擊尼科波爾鎮，至少造成1名16歲女孩死亡，3名平民受傷。
烏克蘭武裝部隊總參謀部表示，自全面入侵以來，俄羅斯在烏克蘭損失626,410名士兵，過去一天俄軍有1,150人傷亡，累計損失8,639輛戰車、16,906輛裝甲戰鬥車輛、24,262輛車輛和油箱、17,830門火砲系統、1,180套多管火箭系統、942套防空系統、368架飛機、328架直升機、14,897架無人機、2,588枚巡弋飛彈、28艘船隻和1艘潛艦等。烏克蘭軍方表示，烏克蘭第3坦克旅士兵7日在哈爾科夫州發現1架俄羅斯海鷹-10偵察無人機，使用無人機創紀錄地在距離地面3,620米撞毀有關偵察無人機。
俄羅斯國防部表示，防空系統在過去24小時內擊落4枚美製海馬斯多管火箭炮火箭彈、2枚法製鐵鎚制導炸彈和45架無人機。
俄羅斯國防部表示，中部集團軍部隊已經控制頓涅茨克地區梅姆里克居民點。烏克蘭軍隊在過去一晝夜內，在前線各地區內損失2,020名軍人，俄軍航空兵、無人機、導彈部隊和炮兵摧毀148個有生力量和烏軍裝備聚集區。自特別軍事行動展開以來，累計摧毀烏軍642架戰機，283架直升機，31,166架無人機，579套防空導彈系統，17,969輛坦克及其他裝甲車輛，1,447套多管火箭炮，14,358門火炮和迫擊炮，25,825輛其他軍用車輛。俄羅斯國防部表示，俄軍使用航空爆破彈打擊摧毀烏軍在哈爾科夫州一個指揮所，80名「烏克蘭民族主義分子」被消滅。
拉脫維亞國防部在記者會上證實，一架配備爆炸物的俄羅斯無人機於7日在鄰近白俄羅斯邊境西北85公里的拉脫維亞蓋加拉瓦區墜毀，爆炸物在撞擊時沒有引爆，無人機在經白俄羅斯領空進入拉脫維亞前，正朝著烏克蘭的一個目標前進，已經就事件通報北約盟友。拉脫維亞外交部表示，已就事件傳召俄羅斯駐拉脫維亞臨時代辦表示，要求對該事件提供全面解釋，臨時代辦則表示將向俄羅斯外交部通報情況。
羅馬尼亞國防部證實，8日在鄰近烏克蘭邊境的佩裡帕瓦村附近發現俄羅斯無人機碎片，並且正在調查在卡拉奧曼村附近發生的另一宗無人機撞擊事件，無人機飛進羅馬尼亞領空期間，空軍出動2架F-16戰機監視。
俄羅斯外交部長拉夫羅夫表示，澤連斯基的倡議早已為人所知，已經讓每個人都感到厭煩，純粹是最後通牒。西方堅持有關倡議只是因為西方不想認真地談判，西方只希望繼續盡一切努力，接近有可能宣佈在戰場上給俄羅斯造成戰略失敗的局面，而俄方從未認真考慮過烏克蘭的澤連斯基和平公式。認為單單討論呼籲停火和考慮領土交換的問題，是過於輕率，現時的問題是烏克蘭踐踏人權的問題，而暫時沒有一個倡議中具體提到人權的問題。
歐洲對外事務部發表聲明，表示歐盟強烈譴責俄羅斯於6日至8日在俄佔克里米亞舉行所謂的地方和區域選舉，構成違反國際法、「聯合國憲章」和烏克蘭主權、獨立和領土完整的行為，歐盟不會承認所謂選舉的結果。
國際原子能機構總幹事格羅西表示，在任何情況下都不允許攻擊核電站，以確保核安全絕對適用。無論核電站位於何處，都必須確保其物理完整性，呼籲保持最大限度克制，以避免造成嚴重放射性後果的核事故。
瑞典國防部表示，瑞典將向烏克蘭提供新一批軍事援助計劃，包括戰鬥艇、反坦克武器、彈藥和JAS 39獅鷲戰機備件，價值4.43億美元，瑞典方面表示，將在F-16 戰機計劃完成後，向烏克蘭提供JAS 39獅鷲戰機，並預先向烏克蘭提供部分備件。
斯洛伐克總理菲科在訪問斯洛伐克塞雷德大屠殺博物館時多次表示，國際社會現時不斷批評法西斯主義、納粹主義，但都默契地容忍一個事實，即烏克蘭自身正有一些「納粹軍隊」正在作戰，從名稱上便能夠知道，並且與現時被認為危險和被禁止的運動和主義有關。烏克蘭外交部發言人泰克伊回應時表示，對菲科的言論感到失望，這與烏克蘭和斯洛伐克之間目前的信任和合作相矛盾，烏克蘭士兵正在保衛家人、家園和國家，以及整個歐洲和自由世界，免受標有字母「Z」的俄羅斯入侵者侵害，這是現代俄羅斯法西斯的象徵，對抗俄羅斯的侵略，延續了烏克蘭上世紀抵抗極權主義政權的歷史。在二十世紀，烏克蘭人民在反對納粹主義的鬥爭中遭受大量損失，數百萬烏克蘭人作為反希特勒聯盟的一部分，在各種正規軍和抵抗運動中作戰，為戰勝納粹主義和希特勒的盟友做出重大貢獻。烏克蘭依靠斯洛伐克和所有歐洲合作伙伴的共同努力來對抗當前的俄羅斯邪惡，給烏克蘭本土帶來自第二次世界大戰以來前所未有的暴行。
伊朗革命衛隊高級指揮官法茲洛拉·諾扎里准將表示，伊朗沒有向俄羅斯提供任何導彈，形容有關說法只是一種心理戰，又指出伊朗不支援烏克蘭和俄羅斯衝突的任何一方。
烏克蘭基輔國際社會學研究所發表民意調查顯示，大約54%受訪烏克蘭人反對完全禁止社交應用程式「Telegram」，但支持對其使用施加某些限制，只有9%受訪烏克蘭人支持完全禁止，26%受訪烏克蘭人認為不應該以任何方式限制。71%受訪烏克蘭人認為俄羅斯在社交媒體，包括Telegram上傳播虛假資訊和宣傳是一種相當嚴重或非常嚴重的威脅。

## 9月10日
烏克蘭地方政府表示，截至10日上午9時，俄羅斯在過去24小時內襲擊蘇梅、切爾卡瑟、切爾尼戈夫、基洛夫格勒、基輔、赫爾松、哈爾科夫、頓涅茨克、聶伯彼得羅夫斯克、盧甘斯克、尼古拉耶夫、扎波羅熱州等地，至少造成4名平民死亡，20名平民受傷。
烏克蘭武裝部隊總參謀部表示，自全面入侵以來，俄羅斯在烏克蘭損失627,790名士兵，過去一天俄軍有1,380人傷亡，累計損失8,640輛戰車、16,925輛裝甲戰鬥車輛、24,330輛車輛和油箱、17,880門火砲系統、1,180套多管火箭系統、942套防空系統、368架飛機、328架直升機、14,933架無人機、2,588枚巡弋飛彈、28艘船隻和1艘潛艦等。烏克蘭國民警衛隊發言人表示，過去一個月，俄軍在哈爾科夫州東北部庫皮揚斯克地區變得更加活躍，集結坦克和機動步槍部隊，試圖爭奪辛基夫卡和斯捷利馬希夫卡附近的烏軍陣地，並且試圖在哈爾科夫州其他地區發動進攻，第92突擊旅擊退新一輪跨境襲擊，試圖向澤雷貝茨河沿岸的防線推進。
俄羅斯國防部表示，防空系統在過去24小時內擊落7枚美製海馬斯多管火箭炮火箭彈、7枚法製鐵鎚制導炸彈和175架無人機，其中午夜至凌晨期間，挫敗基輔政權利用無人機對俄羅斯境內目標實施多起恐襲的企圖，防空系統摧毀144架烏克蘭無人機，包括布良斯克州72架，莫斯科州20架，庫爾斯克州14架，圖拉州13架，別爾哥羅德州8架，卡盧加州7架，沃羅涅日州5架，利佩茨克州4架，奧廖爾州1架。莫斯科州州长表示，烏軍對拉缅斯科耶發動无人机袭击，至少造成1名平民死亡，3名平民受伤。
俄羅斯國防部表示，中部集團軍部隊已經控制頓涅茨克地區哈利茨尼夫卡居民點，東部集團軍部隊已經控制頓涅茨克地區沃迪亞諾耶居民點，南部集團軍部隊已經控制頓涅茨克地區克拉斯諾戈羅夫卡和格里戈羅夫卡居民點。烏克蘭軍隊在過去一晝夜內，在前線各地區內損失2,100名軍人。俄軍航空兵、無人機、導彈部隊和炮兵摧毀134個有生力量和烏軍裝備聚集區。自特別軍事行動展開以來，累計摧毀烏軍642架戰機，283架直升機，31,341架無人機，579套防空導彈系統，17,980輛坦克及其他裝甲車輛，1,449套多管火箭炮，14,415門火炮和迫擊炮，25,868輛其他軍用車輛。
俄羅斯聯邦安全會議秘書紹伊古表示，烏克蘭平均每天喪失28平方公里領土，有多達2千人死傷的損失，8月和9月第一周，頓巴斯約1千平方公里的領土被解放。在將烏克蘭恐怖分子從庫爾斯克州逐出之前，俄羅斯不會與基輔進行任何談判。
烏克蘭國家安全局和總檢察長辦公室公佈調查結果顯示，俄羅斯聯邦武裝部隊遠程航空兵總司令謝爾蓋·科貝拉什中將涉嫌下令在2024年7月8日對烏克蘭最大兒童醫院，位於基輔的奧赫馬迪特兒童醫院發動導彈襲擊，使用Tu-95MS轟炸機發射Kh-101巡航導彈，導致2名平民死亡，34名平民受傷，包括9名兒童。在襲擊後獲晉升並被任命為俄羅斯空天軍副總司令。
烏克蘭總理什梅米爾表示，俄羅斯將庫爾斯克州蒂奧特基諾鎮一家糖廠的污水傾倒到塞伊姆河中，河流經俄羅斯的別爾哥羅德和庫爾斯克州，以及烏克蘭蘇梅和切爾尼戈夫州的幾個地區，並且流入第聶伯羅河，導致氧氣含量下降，大量魚類死亡。在即將到來的冬天之前，烏克蘭已經保護85%的能源基礎設施，以應對俄羅斯的進一步攻擊。
烏克蘭切爾卡瑟州州長塔布列茨表示，15至17日是猶太新年，警告信眾不應前往切爾卡瑟州烏曼參拜，當地為哈西迪猶太教發源地之一，當局將確保有足夠的防空設施。
美國總統拜登被問及美國是否會解除對烏克蘭使用遠端武器的限制時表示，政府現在正在研究。美國國務卿布林肯表示，伊朗已經向俄羅斯提供短程導彈，預計俄軍將在幾周內在烏克蘭部署有關導彈，自2022年2月全面戰爭開始以來，美國確保烏克蘭在需要的時候，得到有效擊退俄羅斯侵略的東西，美國必須權衡其他因素，包括烏克蘭軍隊能否運營和維護西方盟友提供的複雜系統，總統拜登不排除允許烏克蘭使用遠程武器攻擊俄羅斯境內目標。同時美國对伊朗和俄罗斯的多个实体和个人实施制裁。20名眾議院民主黨議員和5名眾議院共和黨議員聯署向總統拜登發信，呼籲立即結束政府對烏克蘭使用美國和其他北約盟友提供的遠端武器，打擊俄羅斯境內的合法軍事目標的限制，形容拜登政府對烏克蘭的限制與美國對其軍隊和其他盟友，包括以色列使用美國武器的限制極不相同。
法國、德國和英國外交部長發表聯合聲明，強烈譴責伊朗出口和俄羅斯採購伊朗彈道導彈，伊朗的軍事支援是俄羅斯對烏克蘭侵略戰爭的的進一步升級，伊朗的導彈將能夠到達歐洲領土，增加烏克蘭人民的痛苦，是對歐洲安全的直接威脅，三國曾公開明確表示，如果伊朗向俄羅斯提供彈導導彈，將對伊朗採取新的重大措施，根據最新的資料三國確認伊朗向俄羅斯提供彈導導彈，將立即採取措施取消與伊朗的雙邊航空服務協議，並追究參與伊朗彈道導彈計劃的重要實體和個人，並將對伊朗航空公司實施制裁。三國將與歐洲和國際合作夥伴密切協調作出有力反應，亦呼籲伊朗立即停止對俄羅斯在烏克蘭戰爭的所有支援。
加拿大烏克蘭裔副總理方慧蘭表示，與烏克蘭官員和加拿大烏克蘭社群一樣，對於參與多倫多國際電影節的紀錄片「戰爭下的俄羅斯人」感到擔憂，認為加拿大公共基金的資金不應用於製作和放映這部電影。加拿大公共廣播安大略電視臺表示，不會播出紀錄片「戰爭下的俄羅斯人」，尊重各社群對紀錄片的反饋，此前安大略電視臺曾為紀錄片辯護，將其形容為製片人冒著巨大風險製作的反戰電影，鼓勵觀眾在觀看後再發表意見。
美國副總統、民主黨總統候選人賀錦麗和前總統、共和黨總統候選人特朗普參與ABC新聞舉行的首場辯論，雙方展明在烏克蘭問題上的立場。賀錦麗堅定捍衛美國對烏克蘭的支持，並再次抨擊特朗普，相信特朗普所指戰爭會在24小時內結束的原因，是因為特朗普會直接放棄烏克蘭，北約盟友非常感謝特朗普不再擔任總統，否則俄羅斯總統普京現在就會在烏克蘭首都基輔坐鎮，覬覦歐洲其他國家。特朗普則痛批賀錦麗為「史上最差的副總統」，認為她未能在俄羅斯全面入侵烏克蘭之前，透過談判來阻止戰爭的爆發，當被問到是否希望烏克蘭贏得戰爭時表示，希望戰爭停止，但認為歐洲付出的代價比美國少得多，又重申自己與烏克蘭總統澤倫斯基和俄羅斯總統普京都非常熟悉，只需24小時便可以解決問題。

## 9月11日

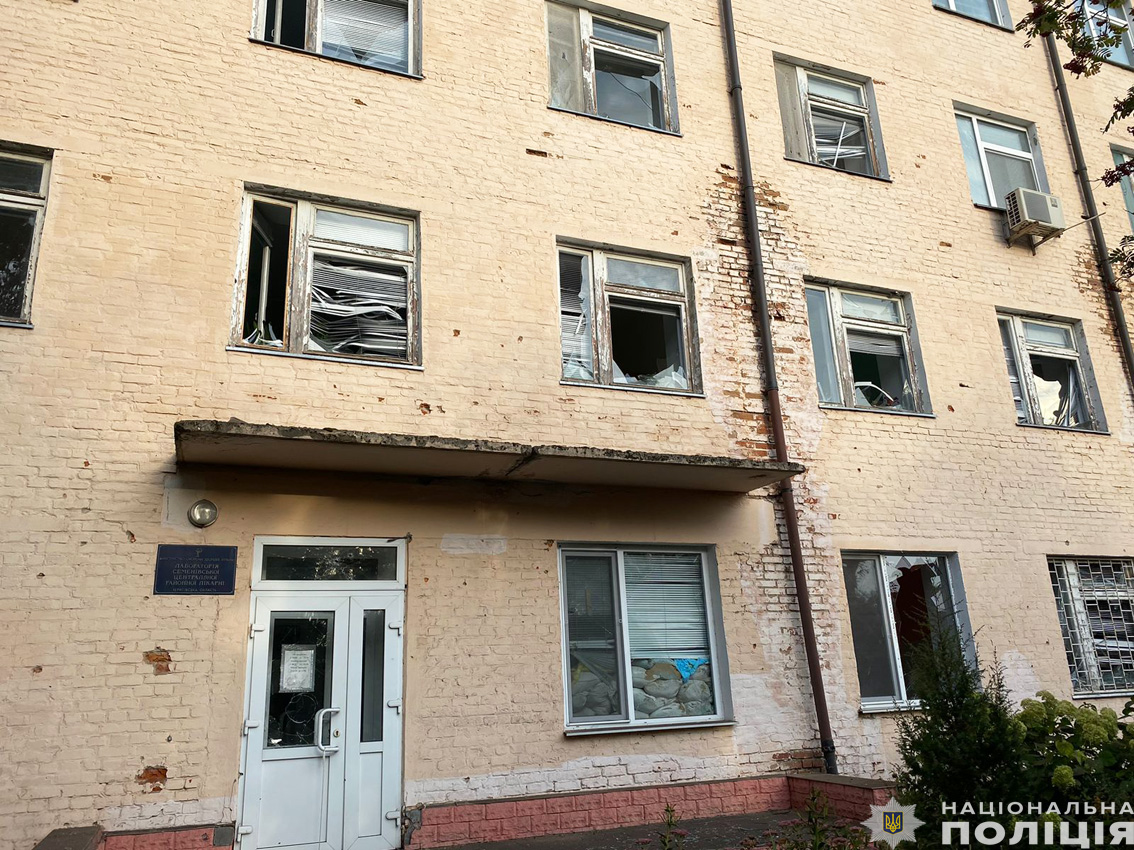
俄軍對切爾尼戈夫一間醫院發動襲擊後

烏克蘭地方政府表示，截至11日上午9時，俄羅斯在過去24小時內襲擊蘇梅、切爾卡瑟、切爾尼戈夫、波爾塔瓦和、基輔、赫爾松、哈爾科夫、頓涅茨克、聶伯彼得羅夫斯克、盧甘斯克、尼古拉耶夫、扎波羅熱州等地，至少造成1名平民死亡，18名平民受傷。頓涅茨克州長表示，俄軍在2小時2次襲擊康斯坦丁諾夫卡市，至少造成3名平民死亡，5名平民受傷。
烏克蘭武裝部隊總參謀部表示，自全面入侵以來，俄羅斯在烏克蘭損失628,930名士兵，過去一天俄軍有1,140人傷亡，累計損失8,642輛戰車、16,938輛裝甲戰鬥車輛、24,388輛車輛和油箱、17,936門火砲系統、1,182套多管火箭系統、943套防空系統、368架飛機、328架直升機、14,990架無人機、2,591枚巡弋飛彈、28艘船隻和1艘潛艦等。
俄羅斯摩爾曼斯克州州長表示，防空部隊在距離烏克蘭約1千5百公里的摩爾曼斯克州擊落3架無人機，摩爾曼斯克和阿帕蒂蒂的機場暫時關閉，沒有人員傷亡。
俄羅斯國防部表示，烏克蘭軍隊在過去一晝夜內，在前線各地區內損失2,025名軍人。凌晨期間烏克蘭國防部情報總局派遣14艘軍用快艇組成的特種部隊，企圖登陸並奪取俄控克里米亞-2自升式鑽井平台，行動被俄軍挫敗，成功擊沉8艘烏克蘭快艇，並消滅多達80名烏克蘭特種部隊士兵。
俄羅斯車臣任艾哈邁德特種部隊指揮官阿普季·阿拉烏季諾夫表示，俄羅斯第155海軍陸戰隊旅從西部向庫爾斯克地區發動反擊，奪回多個定居點，包括斯納戈斯季。
俄羅斯別爾哥羅德州州長維亞格拉德科夫表示，由於非法干涉，一列貨運列車在諾沃斯科爾斯基區出軌，沒有人員傷亡。俄羅斯聯邦調查委員會將事件描述為恐怖襲擊，並提起刑事案件，但未有提及是否與烏克蘭有關。
烏克蘭總統澤連斯基出席第4屆烏克蘭克里米亞平台峰會時表示，目前還沒有證據表明俄羅斯已經對烏克蘭使用伊朗製彈道導彈，但已經從西方情報部門收到關於伊朗向俄羅斯提供彈道導彈的資訊，只有當烏克蘭擁有證據時，才會確認有關資訊，與早前北韓的情況一樣。另外，澤連斯基表示，截止今天俄羅斯在烏克蘭犯下13.7萬起戰爭罪，包括蓄意襲擊平民、襲擊文化遺址或醫療機構、酷刑和驅逐出境等行為。
烏克蘭國防部表示，批准由烏克蘭自行研發生產的「黑寡婦」無人機用於軍事用途，無人機採取一次性使用方式，可以攜帶重型炸藥，價格相對較低，可以用作第一人稱視覺攻擊無人機。
俄羅斯總統新聞秘書佩斯科夫表示，不排除關於使用MGM-140陸軍戰術導彈攻擊俄羅斯境內的決定已作出，西方目前正試圖通過媒體的宣傳活動使有關決定正式化。
烏克蘭總理什梅加爾與拉脫維亞總理西利納會面後表示，拉脫維亞宣布向烏克蘭提供新一批軍事援助計劃，當中包括裝甲運兵車等。
立陶宛總統瑙塞達、拉脫維亞總理西利納、捷克參議院議長韋德齊、美國國務卿布林肯和英國外交大臣拉米抵達烏克蘭首都基輔，出席第4屆烏克蘭克里米亞平台峰會，並且將會與烏克蘭總統澤連斯基和其他烏克蘭高級官員會面。土耳其總統埃爾多安在第4屆烏克蘭克里米亞平台峰會發表預錄講話，土耳其對烏克蘭領土完整、主權和獨立的支持保持不變，強調克里米亞歸還烏克蘭是國際法所要求，土耳其真誠地希望在烏克蘭領土完整、主權和獨立的基礎上結束戰爭，實現公正和持久的和平。
英國外交大臣拉米表示，將向烏克蘭提供新一批價值7.81億美元人道主義援助計劃，包括用於緊急、能源需求以及支援改革、恢復和重建，透過資助學校和醫院等公共服務，以及支付養老金和公共部門工資來加強經濟穩定。美國國務卿布林肯表示，將向烏克蘭提供7億美元的人道主義援助，以支援流離失所的烏克蘭人、烏克蘭的能源電網和排雷工作。美國國防部表示，向雷神防務承包商授予一份價值約12億美元的合同，用於生產AIM-120先進中程空對空導彈，將包括向烏克蘭和其他國家的外國軍事銷售。
歐盟普通法院宣判，維持歐盟因支援俄羅斯在2022年全面入侵烏克蘭對俄羅斯寡頭根納季‧季姆琴科、米哈伊爾·弗里德曼以及俄羅斯國家結算存管機構的制裁，認為三者未能證明歐盟的制裁存在法律上的錯誤。
英國外交部宣佈，制裁10艘俄羅斯船隻，是俄羅斯向世界各地運輸石油的影子艦隊一部分，協助俄羅斯規避制裁，有關制裁將擾亂普京戰爭機器的重要收入來源。
歐盟能源專員西姆森在《2024年歐盟能源報告》的記者會上表示，歐盟完全致力於逐步淘汰俄羅斯天然氣，並準備在沒有進口透過烏克蘭過境的俄羅斯天然氣下繼續生活。
加拿大多倫多國際電影節發表聲明，指出紀錄片「戰爭下的俄羅斯人」中關於俄羅斯士兵的爭議，不應被視為俄羅斯的宣傳，並表示其北美首映式將如期進行，同時表示理解並深刻感受到烏克蘭人民因俄羅斯非法入侵而遭受的痛苦。烏克蘭駐多倫多總領事尼科連科表示，對聲明非常失望，並稱放映紀錄片的決定令人震畏。多名加拿大政界和文化界人士亦已經對紀錄片在電影節放映感到擔憂。

## 9月12日

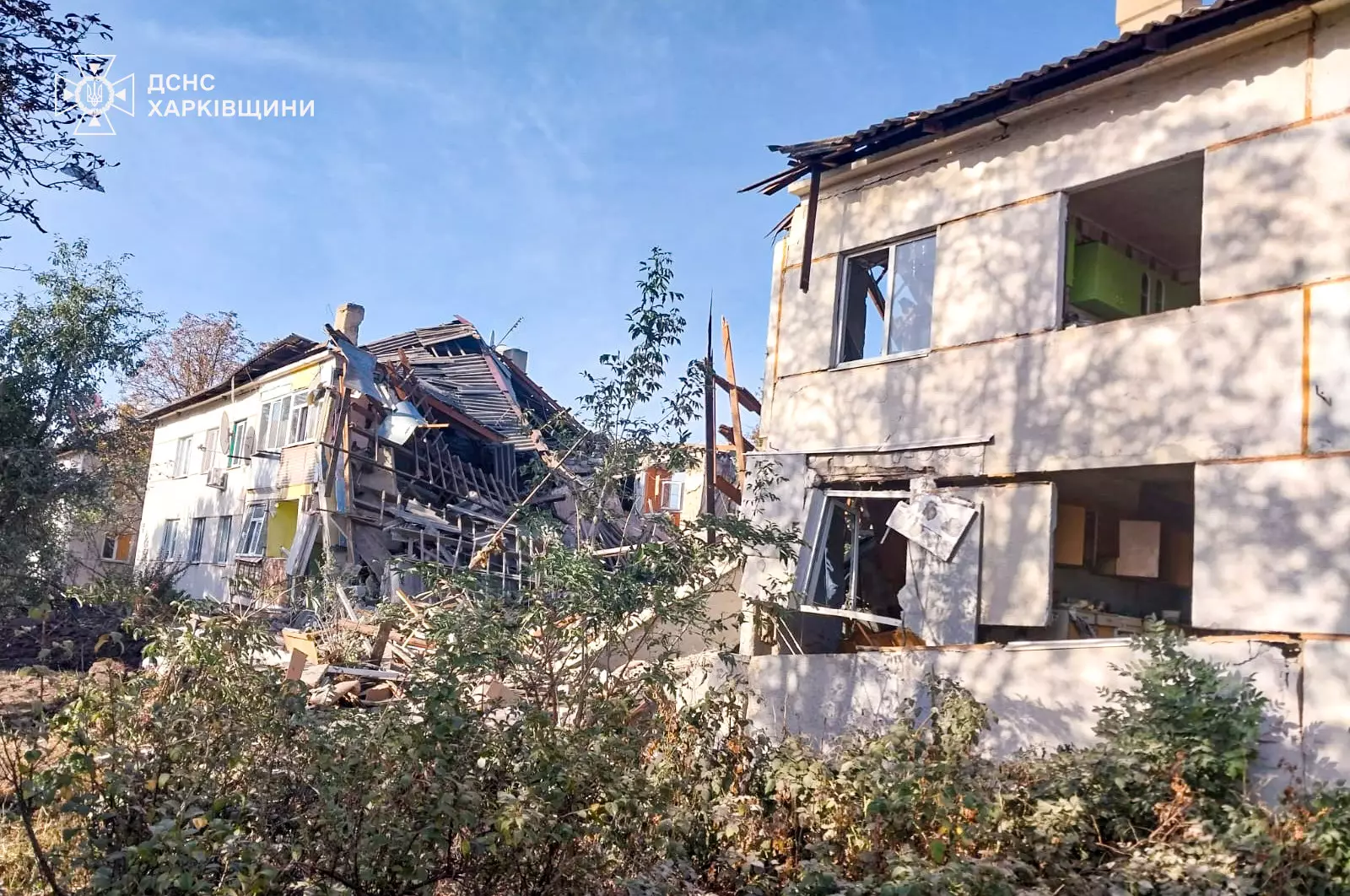
俄軍對博羅瓦發動襲擊後

烏克蘭地方政府表示，截至12日上午9時，俄羅斯在過去24小時內襲擊蘇梅、切爾卡瑟、切爾尼戈夫、波爾塔瓦、赫梅利尼茨基、基洛夫格勒、基輔、赫爾松、哈爾科夫、頓涅茨克、聶伯彼得羅夫斯克、盧甘斯克、尼古拉耶夫、扎波羅熱州等地，至少造成6名平民死亡，44名平民受傷。烏克蘭蘇梅州科諾托普市市長表示，俄軍午夜至凌晨期間對當地民用和能源基礎設施發動大規模無人機襲擊，學校、醫療、交通和能源設施遭到嚴重破壞，當地停水停電，至少造成13名平民受傷。哈爾科夫州州長表示，俄軍使用集束彈藥對博羅瓦發動「雙連擊戰術」襲擊，至少造成2名平民死亡，7名平民受傷。頓涅茨克州州長表示，俄軍炮擊維羅烏比夫卡村，摧毀一輛載有人道主義援助貨車和一輛汽車，至少造成紅十字國際委員會的3名員工死亡，2名員工受傷。烏克蘭礦工工會主席表示，俄羅斯襲擊頓涅茨克州造成停電，至少151名礦工被困在多布羅皮利亞礦井下。
烏克蘭武裝部隊總參謀部表示，自全面入侵以來，俄羅斯在烏克蘭損失630,200名士兵，過去一天俄軍有1,270人傷亡，累計損失8,653輛戰車、16,955輛裝甲戰鬥車輛、24,481輛車輛和油箱、18,009門火砲系統、1,184套多管火箭系統、945套防空系統、369架飛機、328架直升機、15,033架無人機、2,591枚巡弋飛彈、28艘船隻和1艘潛艦等。烏克蘭國防部情報總局表示，烏克蘭士兵使用行動式防空系統在黑海上空擊落1架俄羅斯Su-30SM飛機。烏克蘭頓涅茨克州州長表示，由於俄軍在前線城鎮波克羅夫斯克的襲擊，導致該鎮的天然氣和供水中斷。烏克蘭第33獨立機械化旅代理發言人表示，俄軍正從三個方向向頓涅茨克州庫拉霍韋鎮推進，但推進速度已經放緩。
俄羅斯國防部表示，防空系統在過去24小時內擊落2枚美製海馬斯多管火箭炮火箭彈和59架無人機。俄羅斯鄂木斯克州州長表示，生產軍事裝備，包括能夠使用熱壓彈頭的坦克和Solntsepek多管火箭發射器等，西方多個對該工廠實施制裁的鄂木斯克運輸機器製造廠起火。
俄羅斯國防部表示，烏克蘭軍隊在過去一晝夜內，在前線各地區內損失2,000名軍人。俄軍航空兵、無人機、導彈部隊和炮兵摧毀134個有生力量和烏軍裝備聚集區。自特別軍事行動展開以來，累計摧毀烏軍642架戰機，283架直升機，31,457架無人機，579套防空導彈系統，17,993輛坦克及其他裝甲車輛，1,452套多管火箭炮，14,488門火炮和迫擊炮，25,945輛其他軍用車輛。
烏克蘭總統澤連斯基表示，一枚俄羅斯導彈擊中一艘駛過黑海向埃及運送烏克蘭小麥的貨船，沒有傷亡報告。羅馬尼亞海岸警衛隊證實，襲擊發生該船正在駛過羅馬尼亞專屬經濟區，距離羅馬尼亞聖格奧爾基港約55公里。
烏克蘭Telegram頻道「Babel」引述軍事情報部門消息報道，烏克蘭偵察和特種部隊在11日炸燬俄羅斯別爾哥羅德州一條鐵路，使一列貨運列車出軌，該段鐵路被用於滿足俄佔地區的後勤需求，現時舊奧斯科爾至瓦盧伊基鐵路段癱瘓。
烏克蘭總統澤連斯基接受巴西傳媒訪問時表示，指責巴西和中國在與俄羅斯協商後制定和平建議，但未與烏克蘭進行討論，認為是對烏克蘭的不尊重，當中呼籲俄羅斯和烏克蘭避免敵對行動升級和挑釁，澤連斯基認為要麼支援戰爭，要麼不支援戰爭，如果不支援，那就協助烏克蘭阻止俄羅斯，又形容巴西和中國提出的和平倡議是破壞性的，就像要求烏克蘭放棄自己的土地，像忘記俄羅斯正在殺害烏克蘭的人民，為什麼要妥協，這只是一個政治宣告，又指出巴西亦有簽署「國際刑事法院羅馬規約」，並將主辦今年在里約熱內盧舉行的G20峰會，認為若普京親身出席，巴西需要根據規約逮捕普京。另外，總統澤連斯基表示，應取消對使用西方遠端武器攻擊俄羅斯境內深處的限制，至沒有任何距離限制，有關決定的延遲已經促使俄羅斯將其軍事目標進一步移入俄羅斯領土。
俄羅斯外交部長拉夫羅夫在出席關於調解烏克蘭局勢的大使圓桌會議時表示，俄軍只會攻擊與烏軍軍事行動直接相關的烏方基礎設施。指控北約除向基輔提供射程越來越遠的武器以外，更提供其軍事航天偵察情報，用來確定俄羅斯縱深目標的位置和打擊目標。烏克蘭襲擊俄羅斯境內平民目標的次數與日俱增，包括烏軍以恐怖主義目的入侵庫爾斯克州，並繼續在別爾哥羅德州和布良斯克州攻擊平民以及不斷向俄羅斯其他邊境地區發射無人機。俄羅斯認為西方已經做出取消使用遠程火炮攻擊俄羅斯領土限制的決定，只是正試圖在公眾面前讓決定看起來更漂亮、更優雅。拉夫羅夫又稱美國國務卿布林肯和英國外交大臣拉米11日對基輔的訪問只是故弄玄虛。
烏克蘭總統辦公室表示，加拿大將於10月下旬就烏克蘭十點和平方案中，與釋放烏克蘭俘虜和被俄羅斯驅逐者有關的要點舉行會議，必須為俄羅斯控制的平民、戰俘和兒童找到解決方案，加拿大與烏克蘭將討論活動的形式、議程、受邀國家名單和預期結果。烏克蘭外交部表示，在基輔與1名蒙古高級外交官員會面時正式向蒙古發出外交照會，對於蒙古未有執行「國際刑事法院羅馬規約」的義務拘捕普京感到失望，如果沒有適當的回應，烏克蘭與盟友採取行動，蒙古的決定應考慮未來與烏克蘭的雙邊關係。
烏克蘭國家安全局和國家警察表示，逮捕5人，年齡介乎21至29歲，來自蘇梅、波爾塔瓦和尼古拉耶夫等城市，涉嫌聽從俄羅斯聯邦安全局指示，對烏克蘭軍用車輛實施縱火襲擊，並在縱火現場附近留下傳單，旨在詆譭烏克蘭軍隊。
俄羅斯阿斯特拉罕州州長巴布什金任命親俄前烏克蘭國會議員安德烈·德爾卡赫為俄羅斯聯邦委員會議員。德爾卡赫出任烏克蘭國會議員近20年，自全面入侵開始以來，一直沒有參與烏克蘭國會會議。烏克蘭國家安全局在2022年搗破一個俄羅斯特工網絡，德爾卡赫為成員之一。美國政府亦指控德爾卡赫為俄羅斯特工，涉嫌干預選舉，於2022年制裁他。烏克蘭總統澤連斯基於2023年1月撤銷德爾卡赫烏克蘭公民身份，其國會議員資格一同失效。
美國國防部新聞秘書萊德少將表示，俄羅斯最近在庫爾斯克地區試圖對烏克蘭軍隊發動反攻，但現階段仍處於邊緣行動，應該在前線為烏軍提供必要的能力，如裝甲車和火炮彈藥，以便能夠阻止俄羅斯在包括庫爾斯克在內的戰線進行任何行動。
印度外交部表示，45名被騙加入俄軍在烏克蘭軍事戰鬥的印度人已被釋放，仍有50人尚未被釋放。
美國共和黨副總統候選人萬斯表示，前總統兼總統候選人特朗普可以將俄羅斯人、烏克蘭人和歐洲人帶到談判桌上，以弄清和平解決方案，特朗普結束俄羅斯戰爭的計劃可能包括在烏克蘭和俄羅斯之間，建立一個特殊的非軍事區以及其他安排，烏克蘭將保留其主權，但同時必須向俄羅斯保證不會加入北約或其他組織，又指出俄羅斯不應該攻擊烏克蘭，但烏克蘭存有不少腐敗問題。
加拿大多倫多國際電影節發表聲明，表示將不會播放關於俄羅斯士兵具爭議的紀錄片「戰爭下的俄羅斯人」，主辦單位聲稱意識到若播放有關紀錄片，對電影節的運營和公共安全造成重大威脅，有關決定是為了確保所有電影節嘉賓、工作人員和志願者的安全。主辦單位在11日曾發聲明表明會繼續播放有關紀錄片。

## 9月13日
烏克蘭地方政府表示，截至13日上午9時，俄羅斯在過去24小時內襲擊蘇梅、切爾尼戈夫、伊萬諾-弗蘭科夫斯克、赫梅利尼茨基、赫爾松、哈爾科夫、頓涅茨克、第聶伯羅彼得羅夫斯克、盧甘斯克、尼古拉耶夫、扎波羅熱州等地，至少造成10名平民死亡，41名平民受傷。蘇梅地區當局表示，上午9時左右俄軍向揚皮爾市民用基礎設施投下KAB炸彈，至少造成2名平民死亡，6名平民受傷，包括1名兒童。
烏克蘭武裝部隊總參謀部表示，自全面入侵以來，俄羅斯在烏克蘭損失631,420名士兵，過去一天俄軍有1,220人傷亡，累計損失8,671輛戰車、17,003輛裝甲戰鬥車輛、24,560輛車輛和油箱、18,061門火砲系統、1,185套多管火箭系統、945套防空系統、369架飛機、328架直升機、15,113架無人機、2,591枚巡弋飛彈、28艘船隻和1艘潛艦等。
俄羅斯國防部表示，防空系統在午夜至凌晨期間摧毀20架烏克蘭無人機，其中布良斯克8架，別爾哥羅德州4架，庫爾斯克州3架，奧廖爾州2架，斯摩稜斯克州2架，卡盧加州1架。
俄羅斯國防部表示，過去一周內，武裝力量使用高精度武器和無人機對烏軍裝備、保障工業運行能源設施進行39次集群打擊，所有目標均被擊中，烏軍過去一周損失達16,960名軍人。過去一周，防空部隊擊落9枚MGM-140陸軍戰術導彈、30枚法製鐵錘航空制導炸彈、25枚美製海馬斯火箭彈以及433架無人機。
羅馬尼亞外交部表示，11日晚上11時左右俄軍使用一架俄羅斯圖-22M轟炸機發射Kh-22巡航導彈襲擊位於在羅馬尼亞專屬經濟區內，由土耳其公司運營，載有烏克蘭穀物的聖克里斯多福及尼維斯籍商船「Aya號」，形容俄羅斯的行為是對戰爭前所未有的升級，故意攻擊貨船嚴重違反關於海上戰爭行為的國際人道主義法律規範，譴責俄羅斯違反國際法的行為。
烏克蘭總統澤倫斯基表示，在阿聯酋的斡旋下，49名被俘的烏克蘭軍人和平民已經從俄羅斯回國，其中包括8名武裝部隊成員，2名警察，4名邊境警衛，13名海軍士兵，15名參與馬裡烏波爾和亞速鋼鐵廠保衛戰的國民警衛隊成員和7名平民，當中23人為婦女，是第一次將婦女從囚禁中解救出來。獲釋人士中包括克里米亞韃靼活動人士萊尼耶·烏梅羅娃和烏克蘭英雄、負責管理馬裡烏波爾軍事醫院的醫療隊維克托·伊夫楚克上校。澤連斯基出席在基輔舉行的雅爾塔歐洲戰略會議時表示，美國提供的遠端MGM-140陸軍戰術導彈數量有限，且存在距離限制，對烏克蘭而言在反擊俄羅斯方面毫無意義。俄軍部署4萬名士兵並且在庫爾斯克地區發動快速進攻，但尚未取得重大成功。
俄羅斯總統普京表示，烏克蘭須依靠北約衛星提供情報數據，才能夠以長程武器襲擊俄羅斯，因此烏克蘭一旦使用這些武器襲擊俄羅斯境內目標，這將意味北約國家、美國和歐洲國家正與俄羅斯交戰，如果是這樣的話，這場衝突的本質已經有變，俄羅斯將因應面對的威脅作適當決定。
國際紅十字會委員會烏克蘭代表團發言人弗拉先科表示，12日3名第聶伯羅辦事處的員工在襲擊中死亡，代表團決定暫停第聶伯羅辦事處的運營，當時團隊正準備向頓涅茨克州北部居民分發柴火和燃料煤球，如果員工在襲擊發生時分發援助，傷亡可能會更多，組織目前不清楚誰發動襲擊。烏克蘭總統澤倫斯基則表示，對於紅十字會對直接指責俄羅斯猶豫不決，甚至在官方通訊中不敢說是俄羅斯的襲擊，令人失望，形容這樣的襲擊正是烏克蘭人的生活，俄羅斯的嘴臉，不僅僅是事實，亦是俄羅斯恐怖之處。
烏克蘭國家核能發電公司表示，國際原子能機構將增加對對核安全十分重要的烏克蘭設施監測任務，機構監測團將駐紮在對核設施安全至關重要的變電站。
美國總統拜登在白宮會晤到訪的英國首相施紀賢，其中拜登表示感謝英國在這方面的領導。美國致力與你們並肩，協助烏克蘭抵禦俄羅斯的猛烈侵略，俄羅斯總統普京不會戰勝。施紀賢表示，支持烏克蘭至關重要，在這場自由戰爭中，期望與拜登討論此事。兩人會後發聲明重申堅定不移支持烏克蘭對抗俄羅斯入侵，亦非常關注伊朗和北韓向俄羅斯供應武器，以及中國支援俄羅斯國防工業基礎。聲明沒有提及是否准許烏克蘭使用兩國供應的長程武器，深入攻擊俄羅斯境內目標。美國白宮國家安全通訊顧問柯比表示，美國不打算改變其關於烏克蘭使用西方武器對俄羅斯進行遠端打擊的政策，預計在這方面不會有任何重大公告。
波蘭外交部長西科爾斯基和立陶宛外交部長藍斯柏吉斯到訪烏克蘭基輔，其中波蘭外長到訪的目的是討論攔截俄羅斯針對烏克蘭的空中目標的可能性。
芬蘭外交部長瓦爾托寧和瑞典外交部長斯坦納加德舉行聯合記者會，重申支持烏克蘭的立場，其中瓦爾托寧表示，即使在俄羅斯總統普京最近對北約的威脅下，亦不會禁止烏克蘭使用由芬蘭提供的武器攻擊俄羅斯，對烏克蘭的唯一限制是芬蘭提供的武器必須根據國際法使用。斯坦納加德認同瓦爾托寧的說法，表示使用瑞典提供的武器不僅限於烏克蘭領土，亦可根據國際法用於攻擊俄羅斯目標。芬蘭國防部表示，芬蘭將向烏克蘭提供第25輪軍事援助計劃，價值約1.3億美元，沒有披露完整武器清單及交付時間。
立陶宛、愛沙尼亞、拉脫維亞、瑞典、芬蘭、丹麥、挪威、冰島和波蘭財政部長向國際貨幣基金組織發信，形容組織即將訪問俄羅斯的計劃，無疑將被俄羅斯政權用於宣傳目的，此舉將給國際貨幣基金組織帶來重大的聲譽風險，這次訪問可能會阻止烏克蘭盟友透過國際貨幣基金組織向基輔提供援助。
中國國防部長董軍出席第11屆北京香山論壇時表示，解決烏克蘭危機、以巴衝突等熱門議題，促和促談是唯一出路，呼籲各國推動和平發展、包容治理，又指大國必須帶頭維護全球安全。

## 9月14日
烏克蘭地方政府表示，截至14日上午9時，俄羅斯在過去24小時內襲擊蘇梅、切爾尼戈夫、赫爾松、哈爾科夫、頓涅茨克、第聶伯羅彼得羅夫斯克、盧甘斯克、尼古拉耶夫、扎波羅熱州等地，至少造成6名平民死亡，25名平民受傷。烏克蘭空軍表示，俄羅斯在午夜至凌晨期間，對烏克蘭發動大規模無人機襲擊，俄軍從俄羅斯庫爾斯克和俄佔克里米亞喬達角發射76架無人機，防空系統在敖德薩、尼古拉耶夫、赫爾松、波爾塔瓦、哈爾科夫、基輔、頓內茨克、日托米爾、第聶伯羅彼得羅夫斯克、切爾卡瑟、文尼察和蘇梅地區擊落72架無人機。另有2架無人機因電子戰措施，未能擊中目標，2架無人機飛回俄羅斯。扎波羅熱州州長表示，俄軍襲擊胡利亞伊波萊，至少造成3名平民死亡。
烏克蘭武裝部隊總參謀部表示，自全面入侵以來，俄羅斯在烏克蘭損失632,630名士兵，過去一天俄軍有1,210人傷亡，累計損失8,674輛戰車、17,043輛裝甲戰鬥車輛、24,631輛車輛和油箱、18,086門火砲系統、1,186套多管火箭系統、946套防空系統、369架飛機、328架直升機、15,149架無人機、2,591枚巡弋飛彈、28艘船隻和1艘潛艦等。烏克蘭總統戰略事務顧問卡梅辛表示，烏克蘭已經開始自行生產155毫米火炮炮彈，預計在年尾將增加3倍產量。
俄羅斯國防部表示，防空系統午夜至凌晨期間，在庫爾斯克州上空擊落10架無人機，在別爾哥羅德州上空擊落9架無人機。俄軍航空兵、無人機、導彈部隊和炮兵還摧毀132個有生力量和烏軍裝備聚集區，同時奪取波克罗夫斯克一带的一個村莊。
烏克蘭總統澤倫斯基表示，103名被俘的烏克蘭軍人已經從俄羅斯回國，其中包括烏克蘭武裝部隊成員、國民警衛隊成員、邊境警察和警察，當中23人為亞速營成員，103人曾參與在基輔、頓涅茨克、馬裡烏波爾、亞速鋼鐵廠、盧甘斯克、扎波羅熱和哈爾科夫的戰事。俄羅斯國防部表示，經過談判和在阿拉伯聯合酋長國人道主義調解下，103名在庫爾斯克地區被俘的俄羅斯軍人從基輔政權控制的領土上被釋放，作為交換103名烏軍戰俘移交烏克蘭，返回俄羅斯被俘軍人目前在白俄羅斯境內，將接受必要的心理和醫療援助，以及與親屬聯繫的機會。
烏克蘭國防部情報總局局長布達洛夫出席雅爾塔歐洲戰略會議時表示，北韓對俄羅斯提供大量軍事支援，特別是其彈道導彈，俄羅斯亦大幅增加導彈生產，包括9K720伊斯坎德爾飛彈和制導空中炸彈，到2025年夏天，俄羅斯將面臨嚴重的經濟問題，引發社會危機，並可能進一步動員。烏克蘭對俄羅斯本土深處的襲擊破碎了俄羅斯人民認為其國家強大和安全的信念，對社會心理局勢產生嚴重影響。
俄羅斯聯邦安全會議副主席、前總統梅德韋傑夫表示，沒有人真正需要核衝突，這是一個非常糟糕的事情，會帶來最嚴重的後果，迄今為止，俄羅斯尚未做出使用非戰略核武器或戰略核武器的決定，烏軍對庫爾斯克地區的襲擊可被視為決定是否使用核武器的正式先決條件，但俄羅斯展示出耐心，沉迷於戰爭的西方認為俄羅斯對本土遭到打擊實施報復的言論只是恐嚇，認為俄羅斯用不著核衝突，因為可能會失去更多包括南半球的支持，俄羅斯在對西方在烏克蘭衝突中的行動實施核反擊的問題上表現出忍耐的態度，但任何忍耐都有耗盡的時候，溫和的西方分析人士對俄羅斯可能發動核反擊以及使用非核裝藥新載具實施反擊發出警告，而這樣可能是正確的。
美國總統拜登政府表示，援烏總統提取權資金餘下的59億美元將在本財政年度，即9月底到期，已要求國會將總統提取權延長至本財年結束之後，五角大樓正在與國會合作，以確保延期將允許繼續向烏克蘭提供軍事援助。美國國家安全顧問沙利文表示，允許烏克蘭使用MGM-140陸軍戰術導彈打擊俄羅斯境內目標是現時密集磋商的主題，目前仍未有正式決定或改變。
德國總理肖爾茨表示，德國將繼續在軍事上支援烏克蘭，以便該國不會崩潰，但強調將繼續反對烏克蘭使用德國提供的遠端武器攻擊俄羅斯深處目標的想法，即使其他國家作出不同決定，亦會堅持自己的立場。
丹麥國防部長波爾森表示，烏克蘭軍方已獲得由丹麥出資，並在烏克蘭製造的18台2S22 Bohdana自走砲，在烏克蘭國內生產武器比西方更便宜、更有效率，並呼籲其他盟友仿效。
即將卸任北約秘書長的斯托爾滕貝格表示，戰爭爆發的2022年2月24日是他出任秘書長10年以來最糟糕的一天，對戰爭爆發並不驚訝，因為早已從情報部門知悉，但當真正發生時，仍然感到震驚，意識到是歷史上的一個轉折點，強調由於西方擔心戰爭升級，北約不願意在全面入侵前向烏克蘭提供要求的武器，情況一直持續到今天，並導致坦克和戰機等武器系統長期延遲，戰爭只會以在某個階段與俄羅斯的對話而結束，但戰爭必須以烏克蘭的實力為基礎。

## 9月15日
烏克蘭空軍表示，俄羅斯在午夜至凌晨期間，對烏克蘭發動大規模無人機襲擊，俄軍從俄佔克里米亞發射2枚伊斯坎德爾-M彈道導彈，從俄佔扎波羅熱地區上空發射1枚Kh-59導引空對空導彈，從俄羅斯庫爾斯克發射14架無人機襲擊敖德薩地區，防空系統在尼古拉耶夫、波爾塔瓦、聶伯彼得羅夫斯克和蘇梅地區擊落10架無人機和1枚Kh-59導引空對空導彈。哈爾科夫州州長表示，俄軍空襲哈爾科夫一棟12層高公寓樓，造成火災，至少造成1名平民死亡，42名平民受傷，包括1名3歲兒童。
烏克蘭武裝部隊總參謀部表示，自全面入侵以來，俄羅斯在烏克蘭損失633,800名士兵，過去一天俄軍有1,170人傷亡，累計損失8,680輛戰車、17,063輛裝甲戰鬥車輛、24,684輛車輛和油箱、18,109門火砲系統、1,186套多管火箭系統、947套防空系統、369架飛機、328架直升機、15,234架無人機、2,592枚巡弋飛彈、28艘船隻和1艘潛艦等。 烏克蘭武裝部隊總參謀部總司令瑟爾斯基表示，烏克蘭正在努力提高其軍隊的培訓質量，並將在10月和11月推出新計劃。
俄羅斯國防部表示，防空系統在過去24小時擊落2架蘇-27戰機、1架米格-29戰鬥機、1枚美製海馬斯多管火箭炮炮彈、4枚法製鐵錘制導空中炸彈和55架無人機。
俄羅斯國防部表示，俄軍航空兵、無人機、導彈部隊和炮兵摧毀148個有生力量和烏軍裝備聚集區，自特別軍事行動展開以來，俄軍累計摧毀烏軍645架軍用飛機、283架直升機、31,609架無人機、579套防空導彈系統、18,144輛坦克及其他裝甲車輛、1,454輛多管火箭炮發射器、14,622門火炮及迫擊炮和25,102輛軍用特種車輛。俄羅斯車臣阿赫馬特營指揮官阿洛迪諾夫表示，有必要確保釋放受傷的車臣士兵俘虜，但那些不戰而降車臣士兵應該嘗試自殺，因為投降是最大的恥辱。
烏克蘭總統澤連斯基接受美國有線電視新聞網採訪時表示，烏克蘭沒有從外國合作伙伴獲得足夠的軍事援助，無法裝備部隊，14個烏克蘭陸軍旅中，只有4個做好準備。西方向烏克蘭提供的援助不足以防止俄羅斯對烏克蘭城市的毀滅性攻擊，雖然合作伙伴承諾加快速度，但援助交付速度仍然緩慢。
俄羅斯總統新聞秘書佩斯科夫表示，俄羅斯擁有足夠的軍事能力，武裝力量擁有足夠的經濟支持，特別軍事行動將繼續，所有目標都將實現。總統普京在回應西方允許打擊俄羅斯領土的問題上極為謹慎，有非常多的專家就這個問題應該怎麼樣進行討論。
烏克蘭國家抵抗中心表示，俄軍繼續利用被佔領的扎波羅熱核電站部署軍事人員並儲存彈藥和炸藥，批評國際原子能機構訪問核電站時，忽視軍事特遣隊和武器的存在，指出該設施容納1千3百名俄羅斯國民警衛隊成員，亦有車臣特種部隊阿赫馬特營、勇士特種部隊和特別快速反應部隊等，作為偽裝土兵穿著核電站準軍事警衛隊制服。俄軍亦在核電站的技術和地下室區域儲存小型武器和火炮彈藥，為駐紮在核電站的部隊和鄰近陣地的部隊提供補給。並且在附近的埃內霍達爾市和核電站周圍設定20多個雷區，總長度約為6.5公里，以防止烏克蘭軍隊穿越第聶伯羅河。
烏克蘭總統通訊顧問利特文回應早前德國「圖片報」報道表明總統澤連斯基制定的「勝利計劃」將包括部分停火或現階段戰線停火，利特文否認計劃包含有關內容，形容圖片報沒有看到勝利計劃，指出在總統目前參與準備勝利計劃的少數人中，沒有一個人與圖片報交談。
丹麥國防部長波爾森表示，丹麥政府承諾在今年稍後時間向烏克蘭交付另一批F-16戰機，數量和日期不會透露。
波蘭外交部長西科爾斯基表示，波蘭將向由捷克領導為烏克蘭軍隊從歐盟以外地區購買炮彈的倡議提供資金，但目前仍有國家戰略儲備局相關的技術、行政和法律問題需要處理。西科爾斯基認為烏克蘭的新版動員法案遲了一年才通過，認為法案本應在有大量志願者願意參軍時通過，當時人們意識個人生活受到威脅。又對在波蘭有許多適齡烏克蘭男性感到驚訝，強調波蘭並不向能夠工作的難民提供社會援助，並指出西歐國家的慷慨程度更高，亦已經接獲烏克蘭政府希望其公民能夠返回國內服役或投身工作的請求，將會協助。

## 9月16日

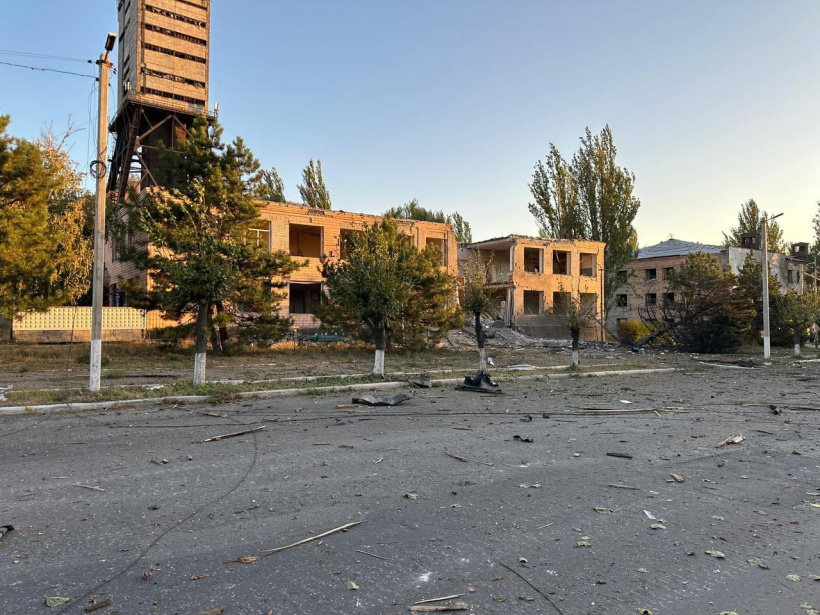
俄軍襲擊米爾諾赫拉德煤礦後

烏克蘭地方政府表示，截至16日上午9時，俄羅斯在過去24小時內襲擊蘇梅、基輔、文尼察、波爾塔瓦、切爾尼戈夫、赫爾松、哈爾科夫、頓涅茨克、基洛夫格勒、聶伯彼得羅夫斯克、盧甘斯克、尼古拉耶夫、扎波羅熱州等地，至少造成2名平民死亡，63名平民受傷。烏克蘭空軍表示，俄羅斯在午夜至凌晨期間，對烏克蘭發動大規模無人機襲擊，俄軍從俄羅斯庫爾斯克和葉伊斯克地區發射56架無人機，防空系統在基輔、文尼察、波爾塔瓦、蘇梅、扎波羅熱、基洛沃拉德、尼古拉耶夫、第聶伯羅彼得羅夫斯克和切爾卡瑟地區擊落53架無人機。另有3架無人機因電子戰措施，未能擊中目標。
烏克蘭武裝部隊總參謀部表示，自全面入侵以來，俄羅斯在烏克蘭損失634,860名士兵，過去一天俄軍有1,060人傷亡，累計損失8,683輛戰車、17,071輛裝甲戰鬥車輛、24,712輛車輛和油箱、18,123門火砲系統、1,187套多管火箭系統、947套防空系統、369架飛機、328架直升機、15,263架無人機、2,592枚巡弋飛彈、28艘船隻和1艘潛艦等。
俄羅斯國防部表示，防空系統在過去24小時內擊落20枚捷克製吸血鬼多管火箭炮火箭彈、1枚法製鐵鎚制導炸彈和13架無人機。俄羅斯別爾哥羅德州州長表示，上午烏克蘭對別爾哥羅德市發動導彈襲擊，至少造成8名平民受傷。
俄羅斯國防部表示，俄羅斯北部集團軍部隊已經奪回庫爾斯克地區烏斯別諾夫卡和博爾基兩個居民點。烏克蘭軍隊在過去一晝夜內，在前線各地區內損失1,915名軍人。俄軍航空兵、無人機、導彈部隊和炮兵摧毀144個有生力量和烏軍裝備聚集區，包括軍用機場基礎設施、1個無人機生產車間和4個無人機倉庫，並且擊落烏軍1架米格-29戰機等，自特別軍事行動展開以來，俄軍累計摧毀烏軍646架軍用飛機、283架直升機、31,622架無人機、579套防空導彈系統、18,150輛坦克及其他裝甲車輛、1,454輛多管火箭炮發射器、14,658門火炮及迫擊炮和26,127輛軍用特種車輛。
烏克蘭總統澤連斯基表示，俄軍在9月上半月使用640多架無人機襲擊烏克蘭，烏克蘭將加強空軍、消防隊和所有防空部隊的力量。澤連斯基簽署組建烏克蘭武裝部隊專門從事無人系統的獨立分支的法案，無人系統部隊將改善烏克蘭的無人機工作，組建特殊的無人機專用部隊，並改善無人駕駛車輛的生產、培訓和創新。另外，澤連斯基表示，按照「勝利計劃」，烏克蘭的必要步驟已經明確界定，每一步都有一份明確的清單，列出需要什麼以及加強什麼，目前已完成90%的制定，計劃就可以確保烏克蘭局勢的正確發展，亦可以保護世界上所有重視國際法的人，烏克蘭正準備下星期將計劃提交給盟友。
俄羅斯總統普京簽署一項法令，將俄羅斯武裝部隊的人數從大約220萬人增加到238萬人，其中包括150萬軍事人員，法令將於2024年12月1日生效。
烏克蘭外交部長西比哈表示，自庫爾斯克行動的第一天起，烏克蘭軍隊就充分遵守國際人道主義法，作為一支具有高標準和價值觀的保護自由和人類生命的專業軍隊，烏克蘭邀請聯合國和國際紅十字委員會參與在庫爾斯克地區的人道主義工作。
俄羅斯對外情報局表示，基輔正準備進行挑釁，製造俄羅斯導彈襲擊幼兒園並造成大量人員傷亡的假象，預計國際主要媒體將對這一悲劇進行廣泛報道，基輔希望通過新的挑釁來證明西方取消對使用導彈武器深入俄羅斯進行打擊的限制是合理的。美國亦計劃利用基輔的挑釁來加強對伊朗和北韓的施壓。
烏克蘭國防部情報總局表示，俄羅斯克里姆林宮宣傳人員科羅博夫在15日於別爾哥羅德市被殺，頭骨被壓碎，科羅博夫不僅準備有關戰爭的虛假材料，亦親自參與對烏克蘭犯下的嚴重戰爭罪行，經常在俄佔烏克蘭地區工作。
國際非政府組織「無國界醫生」表示，關閉在俄羅斯的所有專案，在整個俄羅斯入侵過程中，無國界醫生一直在向受烏克蘭戰爭影響的俄羅斯公民和從烏克蘭進入俄羅斯的烏克蘭公民提供援助，組織正在與俄羅斯南部別爾哥羅德和羅斯托夫地區的當地非政府組織合作開展這項工作，但組織在8月收到俄羅斯司法部信件，決定將無國界醫生在俄羅斯的附屬辦事處排除在外國非政府組織的附屬機構和代表處登記冊之外。
即將卸任的北約秘書長斯托爾滕貝格表示，每個北約國家都能夠就是否允許烏克蘭使用其提供武器對俄羅斯進行遠端打擊作出獨立決定，這些決定要靠個別盟友作出，但重要的是儘可能地就這些問題進行密切協商，近期俄羅斯總統普京和其他俄羅斯官員聲稱若西方允許將意味著北約直接與俄羅斯交戰。斯托爾滕貝格承認戰爭中沒有無風險的選擇，但認為更大的風險是普京在烏克蘭獲勝。
加拿大多倫多國際電影節12日發表聲明，表示將不會播放關於俄羅斯士兵具爭議的紀錄片「戰爭下的俄羅斯人」後，決定在17日在電影節之外舉行2次電影特別放映活動，其中紀錄片「戰爭下的俄羅斯人」納入放映陣容。

## 9月17日
烏克蘭地方政府表示，截至17日上午9時，俄羅斯在過去24小時內襲擊蘇梅、切爾尼戈夫、赫爾松、哈爾科夫、頓涅茨克、基洛夫格勒、聶伯彼得羅夫斯克、盧甘斯克、尼古拉耶夫、扎波羅熱州等地，至少造成2名平民死亡，9名平民受傷。哈爾科夫市市長表示，俄軍使用制導空中炸彈襲擊哈爾科夫市，至少造成7名平民受傷。扎波羅熱州州長表示，俄軍晚上對科米舒瓦哈發動大規模襲擊，至少造成2名平民死亡，5名平民受傷。
烏克蘭武裝部隊總參謀部表示，自全面入侵以來，俄羅斯在烏克蘭損失635,880名士兵，過去一天俄軍有1,020人傷亡，累計損失8,685輛戰車、17,077輛裝甲戰鬥車輛、24,739輛車輛和油箱、18,129門火砲系統、1,188套多管火箭系統、947套防空系統、369架飛機、328架直升機、15,329架無人機、2,592枚巡弋飛彈、28艘船隻和1艘潛艦等。烏克蘭軍方錫韋爾斯克作戰戰略小組發言人表示，由於烏軍在俄羅斯庫爾斯克地區取得成功，俄軍正在加強襲擊蘇梅州。乌克兰武装部队地面部队司令亚历山大·帕夫柳克公布在库尔斯克地区俘获了13名俄罗斯人。烏克蘭海軍表示，最近對俄佔馬裡烏波爾附近的彈藥庫進行導彈襲擊，摧毀俄軍用於儲存的基礎設施和數噸用於對抗烏克蘭的彈藥。
俄羅斯國防部表示，防空系統在過去24小時擊落1枚美製海馬斯多管火箭炮炮彈和36架無人機。
俄羅斯國防部表示，烏克蘭軍隊在過去一晝夜內，在前線各地區內損失1,960名軍人。俄軍航空兵、無人機、導彈部隊和炮兵摧毀145個有生力量和烏軍裝備聚集區。自特別軍事行動展開以來，累計摧毀烏軍646架戰機，283架直升機，31,622架無人機，579套防空導彈系統，18,150輛坦克及其他裝甲車輛，1,454套多管火箭炮，14,658門火炮和迫擊炮，26,127輛其他軍用車輛。另外，俄羅斯國防部表示，俄軍已經擊退烏軍在目前控制領土以西進入庫爾斯克地區韋塞洛耶和梅德韋日的新企圖。
烏克蘭總統辦公室顧問波多利亞克表示，烏克蘭正在制定結束俄羅斯戰爭的計劃中，沒有設想前線停火或將領土割讓給俄羅斯，認為凍結衝突不能讓戰爭結束，而只會導致俄羅斯有機會積累額外的資源，並讓戰爭進入第三階段，在烏克蘭大規模屠殺平民。
烏克蘭國會人權監察員魯賓內茲表示，已向國際紅十字委員會和聯合國作出呼籲，要求調查俄羅斯處決一名烏克蘭戰俘的照片，社交媒體流傳一張顯然被處決的烏克蘭士兵照片，胸口插著一把劍，上面寫著「為了庫爾斯克」的句子，雙手被灰色膠帶捆綁。
俄羅斯偵查委員會表示，缺席判處一名為烏克蘭武裝部隊戰鬥的阿爾及利亞雇傭兵古謝伊魯·盧阿達西，涉嫌參與武裝衝突罪，被缺席判處監禁14年，並且列入國際通緝名單。
烏克蘭國防部情報總局表示，俄羅斯正與旅遊公司合作建立計劃，招募敘利亞人在俄羅斯石油地區擔任保安工作，然後以獲得更高工資引誘他們到烏克蘭作戰，並承諾提供俄羅斯護照，敘利亞人隨後被用作大規模步兵襲擊中的炮灰，受傷後被拒絕撤離。
烏克蘭外交部發言人泰克伊表示，美國共和黨總統候選人兼前總統特朗普於15日第2次遭到暗殺未遂，嫌疑人從未作為國際軍團或烏克蘭軍隊成員為烏克蘭而戰，嫌疑人曾公開支援烏克蘭，但美國存在數億人支援烏克蘭，不能混為一談，嫌疑人亦與烏克蘭機構沒有聯絡。
美國駐聯合國大使格林菲爾德表示，美國官員已經看到烏克蘭總統澤連斯基的「勝利計劃」，並認為這是一個可以奏效的戰略，美國已經熟悉該計劃，美國希望下星期在第79屆聯合國大會期間推廣有關計劃。
德國外交部長貝伯克表示，德國今年冬天將向烏克蘭額外提供1.11億美元的援助。
歐盟委員會主席馮德萊恩宣布，成立新歐盟行政崗位及部門「國防專員」，由立陶宛前總理兼歐洲議會議員安德留斯·庫比柳斯出任，將努力發展歐洲國防聯盟，並促進對工業能力的投資，俄羅斯在烏克蘭的戰爭暴露歐洲國防工業的嚴重缺陷，透過這個崗位解決有關問題。
美國傳媒「華爾街日報」援引不具名訊息和西方情報報道，在全面戰爭中，俄軍的死亡人數高達20萬人，40萬人受傷，一項烏克蘭機密估計顯示，烏軍有約8萬人死亡，40萬人受傷。
美國社交網絡服務公司Meta宣布，由於俄罗斯媒体网络及其相关实体使用欺骗手段进行外国干涉活动，因此禁止RT、今日俄罗斯和俄罗斯其他国家媒体网络在旗下Facebook、WhatsApp和Instagram等平台上运营。。
爱沙尼亚央行行长与欧洲财长小组共同批评国际货币基金组织在俄罗斯入侵乌克兰后首次恢复对俄罗斯经济审查的计划。

## 9月18日

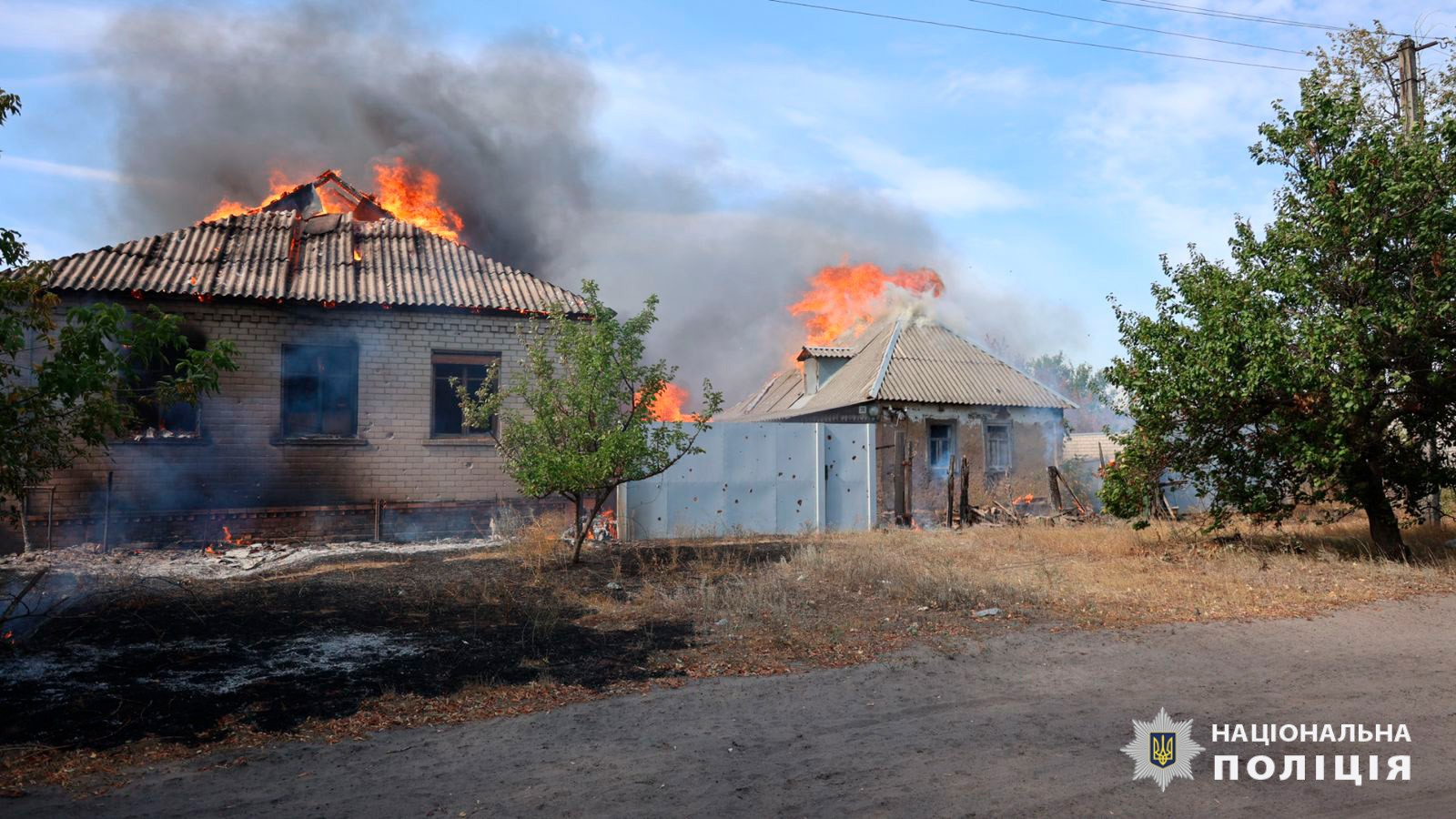
俄軍對哈爾科夫州發動襲擊後

烏克蘭地方政府表示，截至18日上午9時，俄羅斯在過去24小時內襲擊蘇梅、切爾尼戈夫、赫爾松、哈爾科夫、頓涅茨克、基輔、聶伯彼得羅夫斯克、盧甘斯克、尼古拉耶夫、扎波羅熱州等地，至少造成4名平民死亡，22名平民受傷。烏克蘭空軍表示，俄羅斯在午夜至凌晨期間，對烏克蘭發動無人機和導彈襲擊，俄軍從俄羅斯庫斯克和葉伊斯克地區發射52架無人機，在俄佔赫爾松地區發射3枚Kh-59/69制導導彈，防空系統在尼古拉耶夫、赫爾松、切爾卡瑟、基洛沃拉德、基輔、文尼察、蘇梅和波爾塔瓦地區擊落46架無人機。另有5架無人機和3枚Kh-59/69制導導彈因電子戰措施，未能擊中目標，1架無人機飛回俄羅斯。第聶伯羅彼得羅夫斯克州州長表示，俄軍對尼科波爾區發動襲擊，至少造成1名平民死亡，4名平民受傷，包括1名9歲兒童。
烏克蘭武裝部隊總參謀部表示，自全面入侵以來，俄羅斯在烏克蘭損失637,010名士兵，過去一天俄軍有1,130人傷亡，累計損失8,691輛戰車、17,080輛裝甲戰鬥車輛、24,784輛車輛和油箱、18,154門火砲系統、1,188套多管火箭系統、947套防空系統、369架飛機、328架直升機、15,354架無人機、2,592枚巡弋飛彈、28艘船隻和1艘潛艦等。烏佔庫爾斯克地區軍事管制局發言人表示，俄軍在庫爾斯克地區旨在奪回烏克蘭控制領土的反擊已被阻止，並且已經停止，局勢已經穩定，承認俄羅斯取得少部份成功。
俄羅斯國防部表示，防空系統在過去24小時內擊落13枚美製海馬斯多管火箭炮火箭彈和66架無人機。俄羅斯特維爾州州長表示，防空部隊午夜至凌晨期間，擊退大規模無人機襲擊，無人機殘骸墜落引發火災，局勢已經得到控制，當局疏散部分託羅普茨居民。烏克蘭傳媒「基輔獨立報」引述烏克蘭國家安全局消息人士報道，烏克蘭無人機一夜之間成功瞄準俄羅斯特維爾州託羅普茨一個儲存彈道導彈的倉庫，包括9K720伊斯坎德爾導彈、防空導彈、炮彈彈藥和KAB制導炸彈。
俄羅斯國防部表示，烏克蘭軍隊在過去一晝夜內，在前線各地區內損失2,060名軍人。俄軍航空兵、無人機、導彈部隊和炮兵摧毀138個有生力量和烏軍裝備聚集區。自特別軍事行動展開以來，累計摧毀烏軍646架戰機，283架直升機，31,724架無人機，579套防空導彈系統，18,163輛坦克及其他裝甲車輛，1,454套多管火箭炮，14,753門火炮和迫擊炮，26,175輛其他軍用車輛。
烏克蘭總統澤倫斯基表示，已經完全準備好烏克蘭的「勝利計劃」我現在最重要的是決心實施，除了和平之外，沒有也不可能有任何替代方案，計劃沒有凍結戰爭或任何其他只會將俄羅斯侵略推遲到後期的內容，烏克蘭對各國加強該計劃的建議持開放態度。另外澤倫斯基提及17日烏軍對俄羅斯特維爾州俄羅斯最大的武器庫之一進行襲擊，並表示要確保烏克蘭遠端攻擊能力，以及讚揚烏克蘭國家安全局、國防部軍事情報局和特種作戰部隊的精確性。
俄羅斯總統普京出席軍方發展視像會議時表示，決定全面重新裝備陸軍及海軍，提供現代化高精準武器及不同種類無人機，引入從特別軍事行動中得到的經驗。
烏克蘭國會298名議員出席投票，在沒有反對票下通過將國家預算增加120億美元用於國防和軍事需求，總支出達到創紀錄的898億美元。
俄羅斯駐國際貨幣基金組織執行董事莫任表示，雖然莫斯科已經做好準備與國際貨幣基金組織進行磋商，由於技術問題，組織將計劃中與俄羅斯的經濟局勢磋商無限期推遲。烏克蘭及西方多國多次反對基金組織代表團訪問俄羅斯。
芬蘭總統斯圖布表示，將在出席聯合國大會期間，呼籲對聯合國安理會進行改革，認為任何發動或參與像俄羅斯在烏克蘭的非法戰爭的理事會成員都應該被停職，廢除安理會單一成員的一票否決權，並且擴大安理會常任理事國數量。另外，斯圖布表示，已經接獲烏克蘭有關「勝利計劃」的通知，了解當中的內容。
羅馬尼亞國防部長特爾沃爾出席布加勒斯特九國會議時呼籲北約對俄羅斯無人機襲擊烏克蘭期間，侵犯盟國領空時協調作出強而有力的回應，儘快執行輪換防空和綜合反導彈模式。
波蘭外交部長西科爾斯基在出席雅爾達歐洲戰略會議時表示，克里米亞是俄羅斯和烏克蘭之間任何可能的和平談判關鍵點，對俄羅斯來說具有象徵意義，特別是俄羅斯總統普京，但對烏克蘭具有戰略意義，因此建議將半島非軍事化，並交由聯合國托管，在其監督下舉行一次誠實的公投，公投的時間可以在托管開始後的20年。又指出告訴烏克蘭人不要在克里米亞交戰的是西方，特別是美國，如果烏克蘭人2014年在克里米亞作戰，即使行動是象徵性，普京可能不會決定在頓巴斯發起行動。
英國駐歐安組織代表團高級軍事顧問奧科特在組織會議上表示，俄羅斯進行全面入侵已經2年212天，俄羅斯曾設想軍事行動在幾天內結束，但目前的困境可以被解釋為克里姆林宮的一場軍事災難，烏克蘭在庫爾斯克的行動以及損壞或摧毀俄羅斯四分之一黑海艦隊等因素，已經展現出俄羅斯軍事的失敗，烏克蘭有效使用機動戰與俄羅斯的「絞肉機」戰術形成鮮明對比，烏克蘭亦有明確的自衛權，反對俄羅斯的非法、無端和野蠻的入侵，其行動表明烏克蘭武裝部隊實現戰略目標和揭露俄羅斯弱點的能力。

## 9月19日
烏克蘭地方政府表示，截至19日上午9時，俄羅斯在過去24小時內襲擊蘇梅、切爾尼戈夫、赫爾松、哈爾科夫、頓涅茨克、聶伯彼得羅夫斯克、盧甘斯克、尼古拉耶夫、扎波羅熱州等地，至少造成5名平民死亡，31名平民受傷。烏克蘭空軍表示，俄羅斯在午夜至凌晨期間，對烏克蘭發動無人機和導彈襲擊，俄軍從俄羅斯別爾哥羅德地區發射3枚S-300/S-400防空導彈、從庫爾斯克和濱海阿赫塔爾斯克地區發射42架無人機、在俄佔扎波羅熱地區上空發射1枚Kh-59/69制導導彈，其中無人機主要針對哈爾科夫，防空系統在第聶伯羅彼得羅夫斯克、基輔、文尼察、日托米爾、羅夫諾、切爾卡瑟、基洛沃拉德、尼古拉耶夫和赫爾松地區擊落42架無人機和1枚Kh-59/69制導導彈。烏克蘭內政部表示，俄軍襲擊蘇梅市一家養老院，至少造成1名平民死亡，12名平民受傷。
烏克蘭武裝部隊總參謀部表示，自全面入侵以來，俄羅斯在烏克蘭損失638,140名士兵，過去一天俄軍有1,130人傷亡，累計損失8,705輛戰車、17,093輛裝甲戰鬥車輛、24,839輛車輛和油箱、18,177門火砲系統、1,189套多管火箭系統、947套防空系統、369架飛機、328架直升機、15,417架無人機、2,592枚巡弋飛彈、28艘船隻和1艘潛艦等。烏克蘭軍方哈爾科夫部隊發言人表示，俄羅斯正在別爾哥羅德州的大壩上放置爆炸物，可能是計劃進行挑釁，並指責烏克蘭對基礎設施進行破壞，如果局勢發生巨大變化，俄羅斯亦可能會炸燬水壩，以減緩烏軍的推進。
俄羅斯國防部表示，防空系統在過去24小時內擊落41架無人機。
俄羅斯國防部表示，南部集團軍部隊已經控制頓涅茨克地區格奧爾基耶夫卡村。 烏克蘭軍隊在過去一晝夜內，在前線各地區內損失1,960名軍人。俄軍航空兵、無人機、導彈部隊和炮兵摧毀142個有生力量和烏軍裝備聚集區。自特別軍事行動展開以來，累計摧毀烏軍646架戰機，283架直升機，31,765架無人機，579套防空導彈系統，18,167輛坦克及其他裝甲車輛，1,455套多管火箭炮，14,813門火炮和迫擊炮，26,203輛其他軍用車輛。
烏克蘭總統澤連斯基表示，俄軍已經調動大約4萬名士兵前往被圍攻的庫爾斯克地區，認為這樣的調動只是補充烏克蘭的「戰俘兌換基金」，烏克蘭士兵設法縮小俄羅斯在頓涅茨克州的攻擊潛力，但將局勢描述為極其困難，在波克羅夫斯克和庫拉霍夫地區正在進行激烈的戰鬥。澤連斯基簽署法令，對來自伊朗、中國和俄羅斯的6名個人和40多個實體實施制裁，涉嫌參與俄羅斯軍隊的發展，向俄羅斯供應和出售無人機。
俄羅斯總統普京表示，2023年向俄羅斯武裝力量交付無人機14萬架，預計2024年的交付量是2023年的10倍，俄羅斯在特別軍事行動的情況下成倍增加了高需求武器的產量，並根據實戰經驗改進了這些武器的性能。
烏克蘭國會投票通過為327個與俄羅斯帝國或蘇聯有關的定居點重新命名，當中包括利沃夫州的切爾沃諾赫拉德，將以烏克蘭主教謝普季茨基的名字代替，另外仍有200多個定居點的命名需要國會作出決定。
聯合國駐烏克蘭人權監測團在報告中表示，俄羅斯對烏克蘭能源基礎設施的襲擊，導致烏克蘭人以停電為理由在夏季離開烏克蘭的數字急劇增加，俄羅斯在3月至8月底期間對烏克蘭的電力基礎設施發動9次大規模襲擊，襲擊20個州的設施，並影響數百萬平民，至少有18人在襲擊中喪生，84人受傷，摧毀大約9千兆瓦的發電能力，相當於烏克蘭在冬季的一半需求。從4月開始，由於缺乏電力、水和暖氣，離開烏克蘭的人數略有增加，到6月這一情況大幅增加，7月近49%離開烏克蘭的人表示因能源狀況而離開。
俄羅斯國營傳媒「衛星通訊社」採訪2名烏克蘭戰俘，其中遭俄佔頓涅茨克法院以殺害平民而被判處監禁29年的烏克蘭軍隊連長謝爾蓋·塔拉紐克表示，馬里烏波爾海軍陸戰隊旅長弗拉基米爾·巴拉紐克下令禁止平民從馬里烏波爾亞伊利奇鋼鐵廠撤離。另一名在庫爾斯克地區遭俘虜的烏克蘭士兵亞歷山大∙古薩克表示，曾按照指揮官命令殺死3名被俘的俄羅斯士兵。
歐盟委員會主席馮德萊恩表示，歐盟將在冬季前向烏克蘭提供1.78億美元支援，以提高俄羅斯對能源基礎設施打擊的復原力，其中1.11億美元的資金將來自俄羅斯在歐盟凍結的資產的收益，形容俄羅斯必須為其造成的破壞付出代價。
北約秘書長斯托爾滕貝格表示，重申支援進一步向烏克蘭提供西方製造的武器，並指出交付更多武器將繼續幫助烏克蘭反擊俄羅斯在戰場上的侵略，各國為烏克蘭提供的武器越多，就越有可能達成和平並結束戰爭，長期軍事支援越可信，戰爭就越早結束。
德國政府表示，最近已向烏克蘭交付22輛豹1 A5坦克、6萬1千發155毫米彈藥、3門配有備件的Gepard自行高射炮和其他無人機和雷達等裝置。
美國財政部更新制裁名單，增加5個實體和1個個人，行動目的是讓協助北韓和俄羅斯規避制裁的各方承擔責任，美國仍然堅定致力利用所有可用的工具來破壞俄羅斯對烏克蘭的侵略戰爭以及北韓非法進入國際金融體系的計劃。
歐洲議會以425票贊成、131票反對、63票棄權通過決議，呼籲歐盟成員國取消對烏克蘭在俄羅斯境內使用西方供應的武器的限制，形容不解除當前限制，烏克蘭將無法充分行使自衛權，並且仍然面臨對其人口和基礎設施的攻擊，呼籲成員國加快提供並且批准提供更多武器、防空系統和彈藥，包括德國的金牛座導彈，亦呼籲歐盟國家維持和擴大理事會對俄羅斯、白俄羅斯和非歐盟國家和實體向俄羅斯提供軍事和兩用技術的制裁政策。
新聞通訊社「路透社」引述11位印度和歐洲政府及國防工業官員所言及海關數據分析報告報道，印度國家軍火企業出售的炮彈已被歐洲客戶提供給烏克蘭，4位印度官員表示，克里姆林宮至少在2個場合提出有關問題，包括在俄羅斯外長拉夫羅夫與印度外長蘇傑生在7月的會晤中。部分炮彈用於由捷克提出從歐盟以外為基輔購買炮彈的倡議中，而印度沒有採取任何行動來限制對歐洲的供應。

## 9月20日
烏克蘭地方政府表示，截至20日上午9時，俄羅斯在過去24小時內襲擊蘇梅、切爾尼戈夫、切爾卡瑟、基洛夫格勒、赫爾松、伊萬諾-弗蘭科夫斯克、基輔、文尼察、波爾塔瓦、赫梅利茨基、敖德薩、裡夫內、哈爾科夫、頓涅茨克、第尼伯彼得羅夫斯克、盧甘斯克、尼古拉耶夫、扎波羅熱州等地，至少造成5名平民死亡，33名平民受傷。烏克蘭空軍表示，俄羅斯在午夜至凌晨期間，對烏克蘭發動無人機和導彈襲擊，從俄佔扎波羅熱地區上空發射3枚不明型號導彈和1枚Kh-59制導導彈以及70架無人機，攻擊頓涅茨克和第聶伯羅彼得羅夫斯克地區，防空系統在聶伯羅彼得羅夫斯克、基輔、文尼察、切爾卡瑟、基洛沃拉德、蘇梅、波爾塔瓦、伊万諾-弗蘭科夫斯克、利沃夫、赫梅利尼茨基、尼古拉耶夫、敖德薩和赫爾松地區擊落61架無人機和1枚Kh-59制導導彈，另有9架無人機因電子戰干擾，未有擊中目標。哈爾科夫市長表示，晚上俄羅斯使用蘇-34戰機從俄羅斯別爾哥羅德州邊境發射3枚制導炸彈襲擊哈爾科夫，至少造成15名平民受傷，包括3名兒童。
烏克蘭敖德薩州州長表示，俄軍下午2時左右使用伊斯坎德爾-M彈道導彈襲擊港口和民用基礎設施以及一艘懸掛安提瓜國旗的民用船隻，至少造成4名平民受傷。俄羅斯國防部21日的匯報中表示，過去一天襲擊一艘向基輔政權運送西方製造彈藥的散貨船。
烏克蘭武裝部隊總參謀部表示，自全面入侵以來，俄羅斯在烏克蘭損失639,480名士兵，過去一天俄軍有1,340人傷亡，累計損失8,725輛戰車、17,132輛裝甲戰鬥車輛、24,898輛車輛和油箱、18,212門火砲系統、1,189套多管火箭系統、949套防空系統、369架飛機、328架直升機、15,469架無人機、2,593枚巡弋飛彈、28艘船隻和1艘潛艦等。
俄羅斯國防部表示，烏軍過去一周損失達16,810名軍人。俄羅斯國防部長別洛烏索夫表示，俄軍正堅定地朝庫拉霍沃方向挺進，而烏克蘭武裝部隊正在遭受重大損失，並進一步向西撤退。俄羅斯總統新聞秘書佩斯科夫表示，俄軍正在開展工作，毫無疑問地將恢復對被烏軍入侵俄羅斯領土的控制。
烏克蘭總統澤連斯基會見到訪的歐盟委員會主席馮德萊恩，討論即將到來的冬天烏克蘭的能源需求，其中馮德萊恩宣佈向烏克蘭提供390億美元貸款，作為七國集團500億美元計劃的一部分，並由俄羅斯凍結資產利潤中獲得。澤連斯基表示，資金主要用於能源、國防和學校防空洞以及購買國內生產的遠端無人機和導彈，部分可能用於購買國外防空系統。
俄羅斯緊急情況部表示，已經在離俄烏邊境15公里的庫爾斯克州雷利斯克區和霍穆托夫卡區開展疏散工作，過去幾天內已將5千7百多人轉移至安全地區。
烏克蘭國家安全與國防委員會表示，召開國家網絡安全協調中心會議，決定禁止烏克蘭國家機構員工、軍事人員、安全和國防部門員工等在官方設備上安裝和使用社交媒體「Telegram」，認為俄羅斯積極使用Telegram進行網絡攻擊、傳播釣魚和惡意軟件和透過使用者地理位置調整對烏克蘭城市的襲擊。
俄羅斯外交部發言人扎哈羅娃表示，俄羅斯對北約和烏克蘭在俄羅斯和白俄羅斯邊境附近日益增多的挑釁活動感到擔憂，並提醒西方國家，俄白聯盟國家的軍事理論規定使用一切力量和手段進行聯合防禦，除了區域聯合部隊外，白俄羅斯境內亦有俄羅斯的戰術核武器。俄羅斯外交部拉丁美洲司司長謝蒂寧表示，已經收到墨西哥邀請總統普京出席新任總統謝因鮑姆的就職典禮，普京將派代表出席。烏克蘭方面早前曾要求墨西哥政府根據國際刑事法院逮捕令逮捕普京。墨西哥政府則表示不會滿足基輔的要求。
烏克蘭國防部表示，已批准烏克蘭武裝部隊在前線使用由烏克蘭自行研發和生產的全地形兩棲車輛「Takha」，已經在前線用於疏散，運輸彈藥和補給等工作。
俄羅斯偵查委員會表示，已確定俄羅斯衛星通訊社記者、親俄美國人，曾加入俄軍在烏克蘭作戰的拉塞爾·本特利在俄佔頓涅茨克遇害一案，有關的所有人員以及犯罪行為具體情況，俄軍士兵維塔利·萬夏茨基、弗拉季斯拉夫·阿加利採夫、弗拉基米爾·巴任和安德烈·約爾丹諾夫被指控集體實施明顯超越其權限的行動，施行身體暴力和酷刑，因疏忽造成受害者的死亡，以及通過將死者遺體轉移到另一個地方來掩蓋特別嚴重的罪行。
俄羅斯車臣共和國首腦卡德羅夫表示，再接收到2輛來自美國首富馬斯克擁有的汽車品牌「Tesla」新上市的Cybertruck，車尾安裝上一把機槍，並已送往俄烏前線，指出電動汽車的移動性、舒適性和機動性正是前線需要。卡德羅夫曾在19日表示，馬斯克遠端禁用被派往「特別軍事行動區」的Cybertruck，但其後否認，指運作正常。
挪威政府表示，將延長對烏克蘭的民事和軍事支援計劃至2030年，並且在本年度再增加4.75億美元資金。
法國武裝部隊表示，第一批烏克蘭飛行員在法國完成阿爾法教練機的訓練，顯示法國對烏克蘭戰爭努力的堅定支援。
愛沙尼亞軍事情報局局長基維塞爾格上校表示，烏克蘭無人機18日襲擊俄羅斯特維爾州的武器庫，部分彈藥不在掩體內，導致3萬噸彈藥發生一連串爆炸，按照平均軍事行動速度，俄羅斯每週發射1萬枚炮彈，即代表2至到3個月的彈藥供應量，預計將在未來幾星期內在前線看到損失的後果。
國際能源署執行董事比羅爾批評歐洲各國政府對於在冬季到來之前支援烏克蘭能源過於無動，今年冬天烏克蘭的電力短缺可能達到6千兆瓦，約佔預期峰值需求的三分之一，並且是當今世界上最緊迫的能源安全問題，將影響醫院、學校和供水工作，並產生其他重大影響，但烏克蘭包括變壓器、電網裝置和柴油發電機在內的關鍵部件嚴重短缺，歐洲在可以不危及歐洲供應的情況下，向烏克蘭提供額外電力的議題上過於保守。
獨立民意調查機構「ExtremeScan」和「Chronicles」進行聯合調查顯示，49%受訪俄羅斯人支持在沒有實現克里姆林宮的軍事目標下，從烏克蘭撤軍和進行和平談判，53%受訪俄羅斯人表示，支持將烏克蘭軍隊撤出庫爾斯克州比在烏克蘭東部佔領更多土地更重要，而15%則表示俄羅斯應該佔領烏克蘭更多領土。32%受訪者準備參加戰爭，29%受訪者表示不準備參加，29%受訪者表示支援新一輪的動員。

## 9月21日

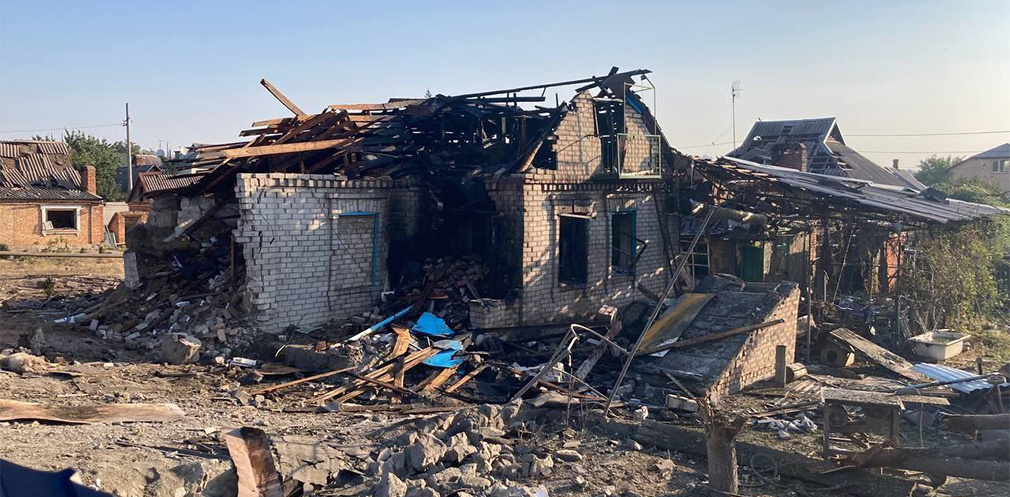
俄軍使用導彈襲擊克里維里赫後

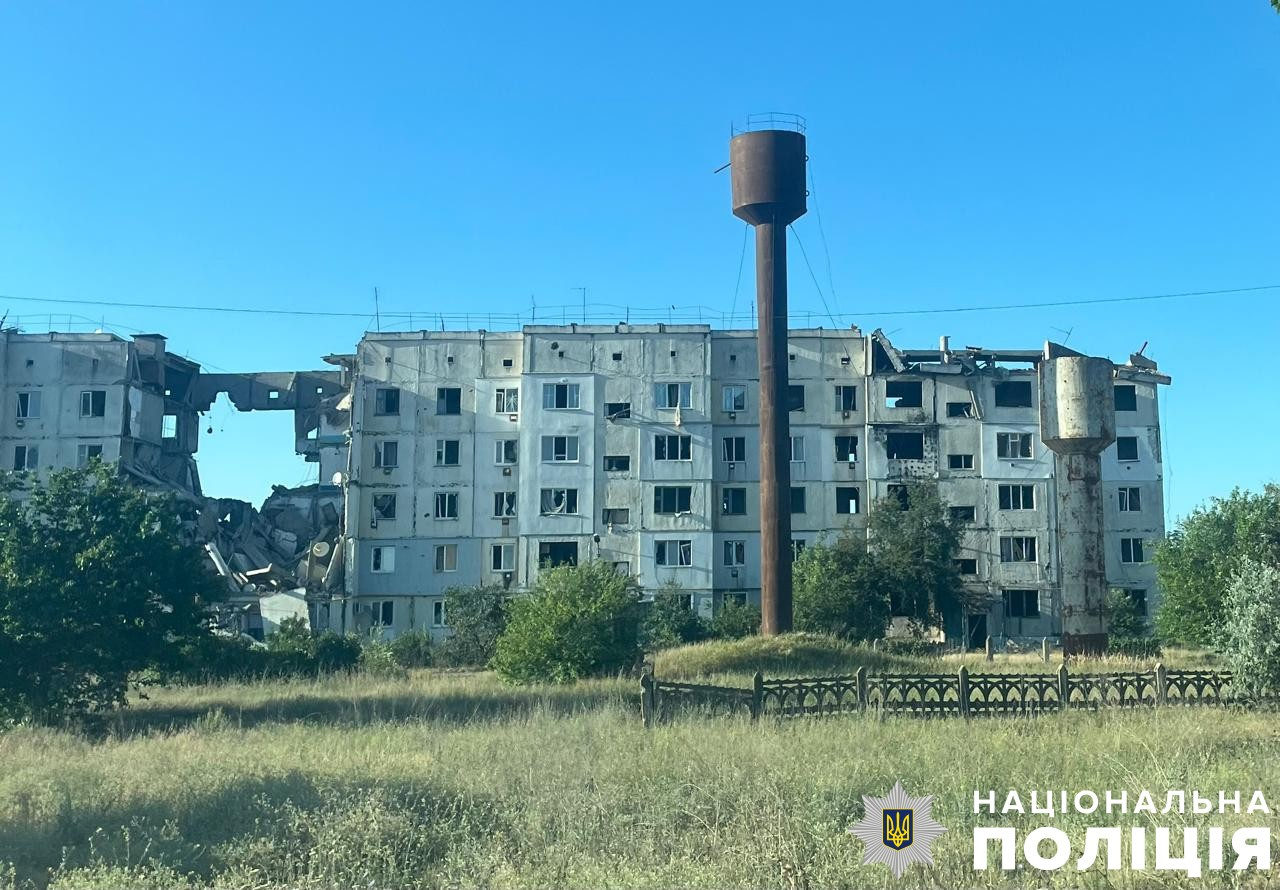
俄軍襲擊科扎茨凱後

烏克蘭地方政府表示，截至21日上午9時，俄羅斯在過去24小時內襲擊蘇梅、切爾尼戈夫、赫爾松、敖德薩、哈爾科夫、頓涅茨克、第尼伯彼得羅夫斯克、盧甘斯克、尼古拉耶夫、扎波羅熱州等地，至少造成8名平民死亡，52名平民受傷。烏克蘭第聶伯羅彼得羅夫斯克州州長表示，俄軍午夜至凌晨期間，使用導彈襲擊克里維里赫一個住宅區，至少造成3名平民死亡，3名平民受傷。另外俄軍無人機襲擊尼科波爾市，至少造成2名平民死亡，包括1名女童，2名平民受傷。哈爾科夫州長表示，俄軍使用FAB-250空中炸彈襲擊哈爾科夫市一棟多層公寓樓，至少造成21名平民受傷，包括3名兒童。
烏克蘭武裝部隊總參謀部表示，自全面入侵以來，俄羅斯在烏克蘭損失640,920名士兵，過去一天俄軍有1,440人傷亡，累計損失8,746輛戰車、17,170輛裝甲戰鬥車輛、24,966輛車輛和油箱、18,270門火砲系統、1,193套多管火箭系統、949套防空系統、369架飛機、328架直升機、15,561架無人機、2,593枚巡弋飛彈、28艘船隻和1艘潛艦等。總參謀部表示，軍事和安全部門對俄羅斯克拉斯諾達爾邊疆區的俄羅斯三大彈藥庫之一蒂霍雷茨克武器庫發動襲擊，根據現有資訊，在襲擊發生時，俄軍正運送至少2千噸彈藥至武器庫，包括來自北韓的彈藥，並且摧毁用於防護武器庫的Podlet雷達系統，同時亦對特維爾州一個彈藥庫發動襲擊。
俄羅斯國防部表示，防空部隊24小時內擊落177架無人機、10枚美製海馬斯多管火箭炮彈、3枚法製鐵錘空中制導炸彈和6枚烏製海王星導彈。其中，在過去一夜擊落101架烏克蘭無人機，其中布良斯克州53架、克拉斯諾達爾邊疆區18架、卡盧加州5架、特維爾州和別爾哥羅德州各3架、斯摩稜斯克州、庫爾斯克州和俄佔克里米亞各1架和亞速海16架。俄佔霍爾利夫卡官員表示，烏軍炮擊戈爾利夫卡市一個居民區，至少造成1名平民死亡。俄羅斯克拉斯諾達爾邊疆區官員表示，防空部隊在蒂霍雷茨克地區上空擊落2架無人機，墜落碎片引發火災，並導致爆炸物爆炸，爆炸附近地區疏散1千2百名居民，沒有傷亡報告。
俄羅斯國防部表示，烏克蘭軍隊在過去一晝夜內，在前線各地區內損失2,150名軍人。其中，俄軍在庫爾斯克地區擊退烏軍3次突破邊境的企圖，烏軍損失20名軍人。俄軍航空兵、無人機、導彈部隊和炮兵摧毀153個有生力量和烏軍裝備聚集區。自特別軍事行動展開以來，累計摧毀烏軍646架戰機，283架直升機，31,983架無人機，579套防空導彈系統，18,317輛坦克及其他裝甲車輛，1,457套多管火箭炮，14,963門火炮和迫擊炮，26,328輛其他軍用車輛。
烏克蘭總統澤連斯基簽署一項法律文件，將國家預算增加120億美元，用於國防和軍事需求，旨在資助安全和國防領域的緊急措施，以對抗俄羅斯對烏克蘭的大規模武裝侵略。
俄羅斯總統普京總統簽署成立命令，成立「武裝力量徵募委員會」，由聯邦安全會議副主席、前總統梅德韋傑夫出任主席，委員會目的是執行安全會議在組織防禦和軍事建設領域承擔的任務，協調相關國家機構招募合同兵的工作，並監督志願者隊伍的組建工作。
俄羅斯外交部長拉夫羅夫表示，俄羅斯不希望與西方衝突升級，每個人都很清楚，烏克蘭人自己將無法使用西方提供給基輔的遠程武器，至少美國一些有理性的人明白，北約正在對俄羅斯發動戰爭，瞄准目標、衛星數據、飛行任務，都只能由生產武器的國家來完成。俄羅斯國家杜馬國際事務委員會第一副主席切帕在表示，俄羅斯與烏克蘭之間的談判有可能在2025年開始，問題在於烏克蘭已經採取一切行動阻止談判的進行，如入侵庫爾斯克地區，又形容澤連斯基本人並不相信自己所謂的「勝利計劃」。俄羅斯外交部發言人扎卡羅娃表示，俄羅斯不會參加6月由瑞士主辦的第一屆烏克蘭全球和平峰會的後續活動，形容是欺詐活動，俄羅斯願意考慮真正嚴肅的提案，承認現實局勢，指責烏克蘭及其西方盟友對追求和平沒有興趣。
烏克蘭外交部長西比哈引述情報資料表示，俄軍正準備在冬季前對烏克蘭核設施發動襲擊，可能的目標包括核電站和輸電站的開放分配裝置，對核能系統安全而言至關重要，烏克蘭當局已向合作伙伴和國際原子能機構通報可能的威脅，形容俄羅斯是唯一一個在歐洲奪取核電站和勒索全世界的國家。
美國總統拜登、澳州總理阿爾巴內塞、印度總理莫迪和日本首相岸田文雄在美國出席四方安全對話會議，會後發表聯合聲明，重申需要根據國際法和聯合國憲章的宗旨和原則，實現全面、公正和持久的和平，包括尊重主權和領土完整，在戰爭下使用或威脅核武器絕不可接受，各國已注意到烏克蘭戰爭對全球糧食和能源安全的負面影響。

## 9月22日
烏克蘭地方政府表示，截至22日上午9時，俄羅斯在過去24小時內襲擊蘇梅、切爾尼戈夫、赫爾松、赫梅利尼茨基、基輔、哈爾科夫、頓涅茨克、第尼伯彼得羅夫斯克、盧甘斯克、尼古拉耶夫、扎波羅熱州等地，至少造成5名平民死亡，40名平民受傷。烏克蘭扎波羅熱州州長表示，晚上11時左右俄軍使用制導空中炸彈襲擊扎波羅熱市一棟住宅樓，至少造成22名平民受傷，包括2名兒童。
烏克蘭武裝部隊總參謀部表示，自全面入侵以來，俄羅斯在烏克蘭損失642,420名士兵，過去一天俄軍有1,500人傷亡，累計損失8,768輛戰車、17,222輛裝甲戰鬥車輛、25,023輛車輛和油箱、18,333門火砲系統、1,195套多管火箭系統、949套防空系統、369架飛機、328架直升機、15,628架無人機、2,595枚巡弋飛彈、28艘船隻和1艘潛艦等。烏克蘭第79獨立塔夫里亞空中突擊旅表示，擊退俄軍對頓涅茨克州庫拉霍夫地區的大規模襲擊。
俄羅斯國防部表示，防空系統在過去24小時擊落6枚美製海馬斯多管火箭炮炮彈、6枚法製鐵錘制導空中炸彈和106架無人機。
俄羅斯國防部表示，烏克蘭軍隊在過去一晝夜內，在前線各地區內損失1,790名軍人。俄軍航空兵、無人機、導彈部隊和炮兵摧毀141個有生力量和烏軍裝備聚集區。自特別軍事行動展開以來，累計摧毀烏軍646架戰機，283架直升機，32,089架無人機，579套防空導彈系統，18,325輛坦克及其他裝甲車輛，1,457套多管火箭炮，15,025門火炮和迫擊炮，26,370輛其他軍用車輛。
烏克蘭總統澤連斯基表示，在過去一星期，俄羅斯向烏克蘭發射近30枚導彈、約400架無人機和900多枚制導空中炸彈，至少有31名平民喪生，200多人受傷，再次呼籲給予烏克蘭遠端打擊能力。另外，澤連斯基接受美國傳媒「紐約人」訪問時被問及若美國總統拜登拒絕烏克蘭的「勝利計劃」時表示，這意味著拜登不想以任何阻止俄羅斯勝利的方式結束戰爭，最終將陷入一場漫長的戰爭，令人筋疲力盡的局勢，將殺死大量人。又指出庫爾斯克行動減緩俄軍速度，迫使調動4萬名士兵到庫爾斯克，東部前線反映遭到襲擊的頻率減少。現在未能評論是否帶來巨大成功，行動亦不會帶來戰爭的結束或普京政權的終結，但可以向合作伙伴展示烏克蘭的能力。烏軍正繼續為烏佔庫爾斯克地區的俄羅斯平民提供食物、水和其他必需品，平民亦可以自由離開前往俄羅斯其他地區。又形容美國共和黨總統候選人、前總統特朗普的競選夥伴萬斯有關如何結束烏克蘭戰爭的想法上太激進，形容世界應該以烏克蘭為代價，結束這場戰爭的想法是不可接受，但不認為這個概念是任何正式意義上的計劃。在晚間講話中，澤連斯基表示，烏克蘭正在攻擊俄羅斯武器庫，並歸功於烏克蘭的能力和武器，亦再次重申烏克蘭的合作伙伴可以透過提供遠端武器，並允許其使用來進一步加強烏克蘭的安全。
烏克蘭總統澤連斯基抵達美國，參觀賓夕法尼亞州一家彈藥工廠，親自感謝協助為烏克蘭抵禦俄羅斯軍隊，而生產最關鍵彈藥的工人。
烏克蘭國防部長烏梅羅夫表示，烏克蘭已就接收幻影2000戰機達成協議，正在就接收JAS 39獅鷲戰機和颱風戰機進行談判，相信很快就會公佈結果。指出去年烏克蘭致力於飛行員培訓，建設所有必要的基礎設施，今年將專注於如何擴大規模，在空中比俄羅斯更有優勢。
法國總統馬克龍出席「國際和平會議」時表示，必須思考組織歐洲的新方式，並重新思考與俄羅斯在烏克蘭戰爭後的關係，需要有足夠的想象力來思考明天的和平，一種新形式的歐洲和平，必須考慮到與巴爾幹地區的和解以及歐洲地理形態的現實，既不完全是歐盟，也不堅決是北約，還呼籲建立新國際秩序，任何國家都不能阻擋其他國家，各國都能有尊嚴地得到代表，因此需要通過更加公平的機構來實現，無論是聯合國、世界銀行還是國際貨幣基金組織。
世界國際象棋聯合會大會以41票贊成，21票反對，27票棄權或缺席，繼續因俄羅斯全面入侵烏克蘭，而禁止俄羅斯和白俄羅斯參加比賽的決定，但允許來自俄羅斯和白俄羅斯的選手以中立旗幟參賽。

## 9月23日
烏克蘭地方政府表示，截至23日上午9時，俄羅斯在過去24小時內襲擊蘇梅、切爾尼戈夫、赫爾松、哈爾科夫、頓涅茨克、第尼伯彼得羅夫斯克、盧甘斯克、尼古拉耶夫、扎波羅熱州等地，至少造成3名平民死亡，38名平民受傷。頓涅茨克州州長表示，俄軍分別襲擊克拉馬託爾斯克和沙霍夫，至少造成1名平民死亡，10名平民受傷。扎波羅熱州州長表示，俄軍晚上襲擊扎波羅熱市，至少造成1名平民死亡，7名平民受傷，包括2名青少年。
烏克蘭武裝部隊總參謀部表示，自全面入侵以來，俄羅斯在烏克蘭損失643,750名士兵，過去一天俄軍有1,330人傷亡，累計損失8,784輛戰車、17,252輛裝甲戰鬥車輛、25,102輛車輛和油箱、18,414門火砲系統、1,197套多管火箭系統、949套防空系統、369架飛機、328架直升機、15,699架無人機、2,595枚巡弋飛彈、28艘船隻和1艘潛艦等。烏克蘭第95空中突擊波利西亞旅表示，成功突破另一段俄羅斯邊境，是自庫爾斯克行動開始以來第二次成功突破俄羅斯邊境的行動。
俄羅斯國防部表示，防空部隊24小時內擊落35架無人機、1枚美製海馬斯多管火箭炮彈、1枚美製MGM-140 陸軍戰術導彈、2枚法製鐵錘空中制導炸彈和3枚烏製海王星導彈。
俄羅斯國防部表示，烏克蘭軍隊在過去一晝夜內，在前線各地區內損失1,795名軍人。俄軍航空兵、無人機、導彈部隊和炮兵摧毀135個有生力量和烏軍裝備聚集區。自特別軍事行動展開以來，累計摧毀烏軍646架戰機，283架直升機，32,125架無人機，579套防空導彈系統，18,338輛坦克及其他裝甲車輛，1,458套多管火箭炮，15,085門火炮和迫擊炮，26,401輛其他軍用車輛。
俄羅斯Telegram頻道「Baza」報道，2名俄羅斯青少年在鄂木斯克空軍基地使用莫洛託夫雞尾酒放火焚燒1架Mi-8直升機，被捕後聲稱有人透過Telegram向他們提供2萬美元來實施襲擊。
烏克蘭總統澤連斯基在聯合國大會上發表講話，形容普京已經偷走很多東西，但永遠不會偷走世界的未來，俄羅斯聯同7名同夥組成的小團體，不僅反對聯合國憲章，而且積極努力破壞全球統一，敦促世界各國領導人加入烏克蘭的努力，克服俄羅斯及其同夥的破壞性，呼籲各國參加下一次烏克蘭全球和平峰會。
烏克蘭總統澤連斯基繼續美國訪問行程，到訪美國成就學院接受金盤獎殊榮，並發表講話，形容未來幾個月將是俄羅斯對烏克蘭的全面戰爭進入關鍵性階段，敦促盟友加快採取行動，以確保能夠盡快確定戰爭的結果。澤連斯基在紐約會見德國總理朔爾茨，會前朔爾茨見記者時表示，德國拒絕允許烏克蘭使用德國武器打擊俄羅斯境內目標，並認為有充分理由。會面期間兩人討論烏克蘭的和平路線圖和第2屆烏克蘭全球和平峰會的計劃。會見日本首相岸田文雄討論日本對烏克蘭的持續支援，特別是烏克蘭的能源部門，防止俄羅斯規避國際制裁以及烏克蘭使用高達500億美元俄羅斯凍結資產的機制。岸田文雄表示，日本正在為烏克蘭準備額外的能源援助計劃。會見美國國會兩黨代表團討論當前的烏克蘭安全局勢和明年預計的挑戰，並感謝對烏克蘭的支持，強調是時候採取決定性行動，加快戰爭的結束，烏克蘭的「勝利計劃」亦旨在帶來和平。
烏克蘭國防部長烏梅羅夫表示，過去一年烏克蘭使用無人機群技術摧毀或損壞俄羅斯200多個軍事設施，最遠飛行1千多公里，迫使俄羅斯將其戰機轉移到距離烏克蘭邊境250公里的機場，今年再多次提高遠端軍事能力，將投入5.076億美元用於無人機和2.175億美元用於無人機彈藥。
烏克蘭國家安全局表示，成功消滅一個戰鬥團體，最初計劃在俄羅斯全面入侵烏克蘭之初，佔領敖德薩市行政大樓和國家機構，但俄軍的入侵行動改變後，俄羅斯聯邦安全局指示組織保持低調，等待進一步的指示，至今年夏天被重新啟用後，被烏克蘭國家安全局發現。
俄羅斯外交部負責基輔政權罪行的無任所大使米羅什尼克表示，烏克蘭可能會開始以烏克蘭軍工復合體的產品為幌子，實際使用西方部件在其境內組裝遠程導彈，以排除因向基輔政權提供此類武器，令俄羅斯向西方國家提出索賠。
荷蘭國防部長布瑞克曼表示，荷蘭仍在尋找夥伴國家，尋找承諾向烏克蘭提供的愛國者防空系統部件。
捷克總統帕維爾表示，隨著匈牙利等對俄羅斯友好的民粹主義領導人在戰爭中破壞歐洲的統一，以及31個月的衝突引致的疲勞，烏克蘭必須現實看待其恢復被俄羅斯佔領的領土的前景，戰爭最可能的結果，是烏克蘭的一部分領土將暫時被俄羅斯佔領，可能會持續數年。烏克蘭和俄羅斯都不應該期望取得徹底的勝利，結局將介於烏克蘭的失敗或俄羅斯的失敗兩者之間。
伊朗總統佩澤什基安在美國紐約聯合國大會上表示，伊朗從未認可和支援俄羅斯對烏克蘭領土的侵略，並否認向俄羅斯提供彈道導彈，指出過去可能有這樣的提供，但自從佩澤什基安上任以來，俄羅斯沒有再收到任何支援。
海牙國際法院就烏克蘭對俄羅斯興建克里米亞大橋提起的訴訟開庭審理，烏克蘭代表、前烏克蘭駐克里米亞總統代表安東·科里涅維奇表示，俄羅斯企圖奪取亞速海和刻赤海峽的控制權，在入口處興建過橋，以防止國際航運運輸，並只允許俄羅斯小型河船通行，認為大橋的興建非法，並且必須拆除。

## 9月24日
烏克蘭地方政府表示，截至24日上午9時，俄羅斯在過去24小時內襲擊蘇梅、切爾尼戈夫、赫爾松、哈爾科夫、頓涅茨克、第尼伯彼得羅夫斯克、盧甘斯克、尼古拉耶夫、扎波羅熱州等地，至少造成4名平民死亡，39名平民受傷。烏克蘭空軍表示，俄羅斯在午夜至凌晨期間，對烏克蘭發動無人機和導彈襲擊，從俄羅斯羅斯托夫地區發射1枚伊斯坎德爾-M彈道導彈、從布良斯克地區上空發射2枚Kh-59/69導引空中導彈、從庫爾斯克地區上空發射1枚型號不明導彈以及從庫爾斯克和濱海邊疆區-阿赫塔爾斯克地區發射81架無人機，攻擊烏克蘭中部和北部地區，防空系統在基輔、日托米爾、切爾卡瑟、文尼察、基洛沃拉德、波爾塔瓦、蘇梅和尼古拉耶夫地區擊落66架無人機，另有13架無人機因電子戰干擾，未有攻中目標。哈爾科夫市長表示，俄軍下午3時左右使用8枚FAB-250炸彈轟炸4個人口稠密地區，其中基輔區和薩爾蒂夫卡區分別有住宅樓遇襲且嚴重受損，下午5時左右使用FAB-500炸彈攻擊一間面包店，至少造成4名平民死亡，34名平民受傷，包括1名青少年。
烏克蘭武裝部隊總參謀部表示，自全面入侵以來，俄羅斯在烏克蘭損失645,150名士兵，過去一天俄軍有1,400人傷亡，累計損失8,800輛戰車、17,292輛裝甲戰鬥車輛、25,175輛車輛和油箱、18,475門火砲系統、1,198套多管火箭系統、952套防空系統、369架飛機、328架直升機、15,764架無人機、2,595枚巡弋飛彈、28艘船隻和1艘潛艦等。烏克蘭國防部情報總局表示，總局特種部隊在哈爾科夫州沃夫昌斯克發動極其困難的襲擊，成功完成行動，奪回一座骨料廠，並俘虜俄軍士兵。烏克蘭第72獨立機械化旅指揮官表示，俄軍不斷向頓涅茨克州武赫萊達爾推進，局勢仍然緊張。
烏克蘭空軍表示，下午2時30分左右，一個低速空中目標從白俄羅斯越過基輔和日託米爾州附近的邊境，向南飛往基輔州，及後空軍撤回有關報告，認為檢測到的物體很可能是一個雷達干擾器，只是一個虛假目標。非政府組織「白俄羅斯哈瓊監測小組」表示，監測到一架白俄羅斯Yak-130戰機進入烏克蘭領空。
俄羅斯國防部表示，防空部隊24小時內擊落63架無人機、3枚美製海馬斯多管火箭炮彈和2枚美製AGM-88高速反輻射導彈。
俄羅斯國防部表示，烏克蘭軍隊在過去一晝夜內，在前線各地區內損失2,030名軍人。俄軍航空兵、無人機、導彈部隊和炮兵摧毀149個有生力量和烏軍裝備聚集區。自特別軍事行動展開以來，累計摧毀烏軍646架戰機，283架直升機，32,187架無人機，579套防空導彈系統，18,343輛坦克及其他裝甲車輛，1,458套多管火箭炮，15,150門火炮和迫擊炮，26,436輛其他軍用車輛。
烏克蘭總統澤連斯基出席聯合國安理會會議時表示，戰爭不能單靠談判解決，呼籲中國、巴西及印度等國向俄羅斯施壓，又指控俄羅斯準備在冬天破壞當地能源供應，並且表示接獲情報，俄軍準備攻擊烏克蘭3個核電廠。
烏克蘭總統澤連斯基及其夫人澤連斯卡婭接受美國廣播公司節目「早安美國」採訪，澤連斯基認為俄烏衝突比很多人想像的更接近結束，「勝利計劃」是要增強烏克蘭的能力，這就是為什麼烏克蘭請求我們的朋友和盟友，增強烏克蘭的能力，又形容俄羅斯總統普京非常害怕烏克蘭在庫爾斯克的行動，因為俄羅斯的人民看到他無法保衛自己的所有領土，強調只有在強硬立場下，烏克蘭才能迫使普京停止戰爭。另外指出俄羅斯正在使用中國衛星拍攝烏克蘭核設施的照片，以備將來可能發生的襲擊。
烏克蘭總統辦公室表示，總統澤連斯基在紐約會見印度總理莫迪，兩人討論加強基輔和新德里之間的合作，加強國際平臺上的合作，包括聯合國和20國集團以及烏克蘭的和平計劃，並為11月舉行的第二屆烏克蘭全球和平峰會作準備。
烏克蘭國防部長烏梅羅夫表示，烏克蘭已經制定生產無人機、電子戰裝置和地面機器人系統的三年計劃，包括烏克蘭可以生產的武器數量和所需的資金，已經有多個國家同意為我們的無人機和導彈提供資金。烏克蘭總統辦公室主任葉爾馬克表示，獲邀請加入北約是烏克蘭「勝利計劃」的一部分，並且敦促合作伙伴不要理會俄羅斯升級戰爭的威脅。總統辦公室顧問弗拉休克表示，在烏克蘭的戰場上發現的俄羅斯武器中發現的60%外國部件都來自中國，監控系統、無人機和導彈中使用的重要部件亦來自包括美國、荷蘭、日本和瑞士在內的國家。
烏克蘭外交部回應早前捷克總統帕維爾指出烏克蘭需要現實看待俄軍佔領部份地區的現況時表示，俄烏之間不可能有中間解決方案，俄軍的全面撤軍是一個現實的情況，俄軍在烏克蘭國際公認的邊界內從主權領土上撤出，是烏克蘭總統澤倫斯基的和平公式必要條件之一。
俄羅斯常駐聯合國代表涅邊賈在聯合國安理會會議上發言表示，俄羅斯始終尊重烏克蘭人，他們是與俄羅斯有不可割裂的歷史關係的兄弟民族，但如果西方陣營不允許俄羅斯以和平方式擺脫現今基輔政權這個「惡性腫瘤」，俄羅斯將繼續開展特別軍事行動，直至用武力完成行動任務。俄羅斯原本願意與烏克蘭和平共處，但烏克蘭變成一個新納粹仇俄國家，並計劃加入北約軍事集團，呼籲烏方盡快找到長久平息危機的現實辦法，而不是實施不現實的「取勝計劃」。又形容俄羅斯一直願意與烏克蘭和平共處，成為好鄰居但烏克蘭已成為一個「咄咄逼人、仇俄、新納粹的馬蜂窩」，企圖加入「北約軍國主義集團」，美國總統拜登曾表示有必要拯救烏克蘭，但烏克蘭民族並沒有處於任何危險之中，俄羅斯不是在與它作戰，只是在與一個在基輔奪取政權並將其人民引向災難的「罪惡政權」作鬥爭，認為不解決危機的根源，停止針對俄語居民的侵權行為並取消其他歧視性法律，就不可能公正、可持續地解決危機。聽到多方呼籲根據「聯合國憲章」採取政治和外交解決方案，但如果不克服「2014年獨立廣場政變」遺留的問題，就不是根據「憲章」第1.3條消除國家的民族主義、納粹主義和其他歧視，危機就不可能得到解決。
美国国务卿安东尼·布林肯在联合国安理会会议上发表讲话时表示，对于解决俄罗斯与朝鲜和伊朗日益增长的合作必须采取两个直接且相互关联的步骤，伊朗、朝鲜和俄罗斯的这些行动违反了多项安理会决议，这些决议是俄罗斯投票通过的，作为常任理事国，俄罗斯负有特殊责任执行。布林肯解释称，这不是一条“单行道”，朝鲜和伊朗一起得到了俄罗斯的帮助，以规避制裁并进一步破坏其地区的稳定。而朝鲜和伊朗并不是唯一帮助和教唆俄罗斯的国家，另一个安理会常任理事国——中国是俄罗斯机床、微电子产品和其他物品的最大供应国，俄罗斯正在利用这些物品重建、补给、加强其战争机器并维持其残酷的侵略。布林肯还批评北京要求乌克兰盟国停止向冲突地区供应武器的呼吁，强调俄罗斯是侵略者，乌克兰是受害者，两者之间存在着深刻的区别。布林肯强调，安理会成员国可以采取的第二步是支持乌克兰实现公正和可持续和平的倡议，而促进和平的最快最简单的方法是制止那些助长和协助普京侵略行为的人，要求维护《联合国宪章》原则的公正和平。
中國外交部長王毅出席會議時表示，當務之急是避免戰事升級，任何一方都不能以危機為由，濫施非法單邊制裁，無端打壓正常經貿往來，更不能藉機割裂世界，製造封閉排他的各種集團，中國與俄烏雙方保持接觸，一直努力勸和促談，推動政治解決危機。任何在烏克蘭問題上，向中國推卸責任、攻擊、抹黑的做法，都是不負責任的，也是不會得逞。
聯合國秘書長古特雷斯在出席聯合國安理會會議時表示，「聯合國憲章」非常明確所有國際爭端必須通過和平手段解決，俄羅斯十年前入侵克里米亞，2022年入侵烏克蘭其他地區，明顯違反憲章，令平民為此付出代價，死亡人數不斷上升，1千萬名烏克蘭人不得不逃離家園。儘管面臨巨大挑戰，聯合國作為在烏克蘭最大的國際存在，仍將全力以赴，但國際社會需要提供更多支持，以滿足平民的需求，同時必須立即停止對平民的一切攻擊。關於俄羅斯控制的烏克蘭核電反應堆，古特雷斯敦促各方採取負責任的行動，避免任何可能進一步破壞本已緊張的局勢的穩定的聲明或行動。
美國共和黨總統候選人、前總統特朗普在競選集會上表示，美國繼續參與烏克蘭戰爭只會令美國陷入困境，批評總統拜登和副總統賀錦麗令美國無法脫離戰爭困境，當選後會透過協商使美國能夠且必須脫離戰爭同時又形容烏克蘭總統澤連斯基是「地球上最偉大的推銷員」，每次訪問美國都會收到一千億。

## 9月25日

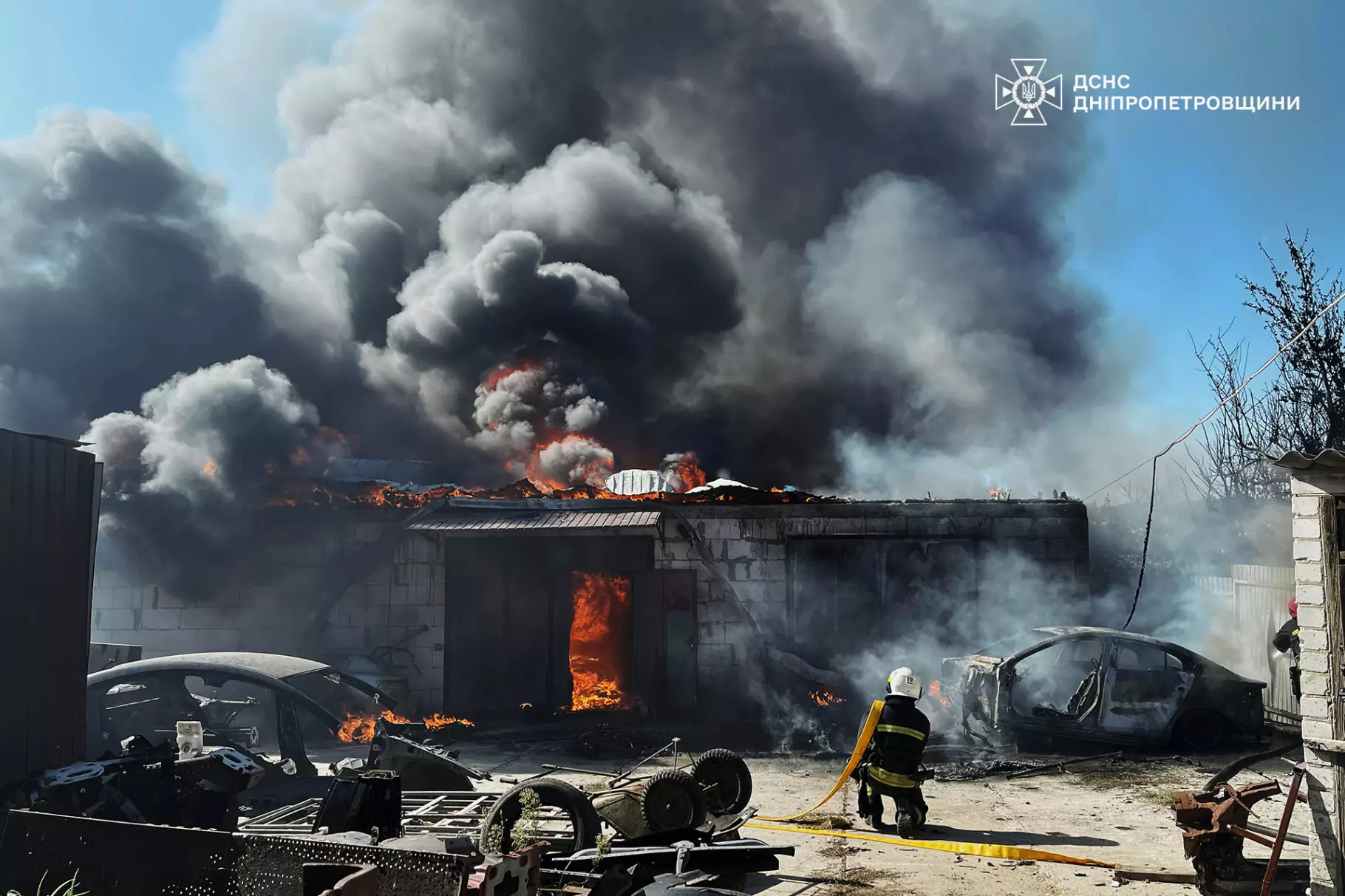
俄軍襲擊第聶伯羅彼得羅夫斯克州後

烏克蘭地方政府表示，截至25日上午9時，俄羅斯在過去24小時內襲擊蘇梅、切爾尼戈夫、赫爾松、哈爾科夫、頓涅茨克、第尼伯彼得羅夫斯克、盧甘斯克、尼古拉耶夫、扎波羅熱州等地，至少造成11名平民死亡，69名平民受傷。烏克蘭空軍表示，俄羅斯在午夜至凌晨期間，對烏克蘭發動無人機和導彈襲擊，使用1枚S-300防空導彈和3枚型號不明導彈攻擊哈爾科夫州、使用4枚Kh-59/69制導空中導彈攻擊敖德薩州、從庫爾斯克和濱海邊疆區-阿赫塔爾斯克地區發射32架無人機，防空系統在聶伯羅彼得羅夫斯克、哈爾科夫、基輔、切爾卡瑟、基洛沃拉德、蘇梅、波爾塔瓦、尼古拉耶夫、敖德薩和赫爾松地區擊落28架無人機和4枚Kh-59/69制導空中導彈，另有4架無人機因電子戰干擾，未有攻中目標。頓涅茨克州州長表示，俄軍使用2枚制導式空中炸彈襲擊克拉馬託爾斯克市，至少造成2名平民死亡，19名平民受傷，包括3名兒童。烏克蘭紅十字會表示，組織成員在克拉馬託爾斯克市執行人道主義任務時遭遇襲擊，至少造成3名成員受傷。
烏克蘭武裝部隊總參謀部表示，自全面入侵以來，俄羅斯在烏克蘭損失646,400名士兵，過去一天俄軍有1,250人傷亡，累計損失8,815輛戰車、17,304輛裝甲戰鬥車輛、25,248輛車輛和油箱、18,549門火砲系統、1,199套多管火箭系統、952套防空系統、369架飛機、328架直升機、15,879架無人機、2,595枚巡弋飛彈、28艘船隻和1艘潛艦等。烏克蘭國防部情報總局表示，總局特種部隊在哈爾科夫州沃夫昌斯克奪回一座骨料廠的行動中，俘虜俄軍20名士兵，殺死其他幾十名士兵。頓涅茨克州州長表示，俄軍尚未到達陷入困境的頓涅茨克州武赫萊達爾鎮郊區，但破壞和偵察小組正在進入，守軍正試圖擊倒他們。
俄羅斯國防部表示，防空部隊24小時內擊落31架無人機、14枚美製海馬斯和捷克製吸血鬼多管火箭炮彈和4枚法製鐵錘航空制導炸彈。
俄羅斯國防部表示，南部集團軍部隊已經控制頓涅茨克地區奧斯特羅耶和格里戈洛夫卡居民點。烏克蘭軍隊在過去一晝夜內，在前線各地區內損失2,090名軍人。俄軍航空兵、無人機、導彈部隊和炮兵摧毀153個有生力量和烏軍裝備聚集區。自特別軍事行動展開以來，累計摧毀烏軍646架戰機，283架直升機，32,218架無人機，579套防空導彈系統，18,348輛坦克及其他裝甲車輛，1,462套多管火箭炮，15,187門火炮和迫擊炮，26,467輛其他軍用車輛。
烏克蘭總統澤連斯基在聯合國大會一般性辯論上發言，呼籲採納其2年前提出的建議，即恢復烏克蘭國際公認的邊界，並且必須維護「聯合國憲章」，保證烏克蘭與其他國家一樣擁有領土和主權完整的權利，恢復這些基本原則和權利就需要俄軍完全撤出烏克蘭領土，結束對烏克蘭的敵對狀態。世界已經經歷多場殖民戰爭和大國以犧牲小國為代價的串謀，每個人都必須明白不能以犧牲烏克蘭為代價來增強自己的力量，當中國和巴西試圖將其提出的協議變成一個多國響應的事情，並提出一些與全面公正和平不同的觀點，其真正的利益是什麼？烏克蘭人永遠不會接受，為什麼在今天的世界上，仍有某些人認為這種殘酷的殖民歷史可以強加於烏克蘭，而不是讓烏克蘭享有正常、和平的生活。亦批評由於俄羅斯無法在戰場上擊敗烏克蘭人的抵抗，普京正尋求其他方式來摧毀烏克蘭精神，其中一個方法正是針對能源基礎設施，截止今天俄羅斯對發電廠和整個能源網的蓄意攻擊，已經摧毀所有的火力發電廠和大部分水力發電能力，普京就是希望在冬天折磨數百萬烏克蘭人。
烏克蘭總統澤連斯基在美國紐約會見北約秘書長斯托爾騰貝格，討論多個議題，包括加強烏克蘭防空的必要性，以及繼續努力邀請烏克蘭儘快加入北約，澤連斯基感謝斯托爾騰貝格在任期內支援烏克蘭。會見英國首相施紀賢，討論烏克蘭的安全局勢、雙邊安全協議的執行情況以及第二屆烏克蘭全球和平峰會的籌備工作，澤連斯基感謝英國自全面入侵開始以來採取的果斷行動。
俄羅斯總統普京在主持召開聯邦安全會議時表示，在更新的核政策中，俄方已增加採取核威懾措施對象的類別，任何無核國家對俄羅斯的攻擊，如果得到擁核國家的參與或支持，將被視為對俄羅斯的聯合攻擊，俄方將以核武器進行回應。普京指出政策的改變是為了應對迅速變化，並對俄羅斯帶來新威脅和風險的全球格局，白俄羅斯作為俄白聯盟成員，若果遭到入侵，俄方保留使用核武器的權利。
烏克蘭總統辦公室表示，30多個國家和歐盟在美國紐約舉行會議，通過「支援烏克蘭復甦和重建的聯合宣言」，重申在未來的戰爭和和平中堅定不移地支援烏克蘭，決心為烏克蘭及其人民提供軍事、預算、人道主義和重建支援，致力於幫助烏克蘭滿足其緊迫的短期融資需求，並協助烏克蘭的長期復甦和重建，確保俄羅斯無法實現其目標，俄羅斯有責任為其造成的損失付出代價，重申根據所有適用法律和各自的法律制度，俄羅斯在各司法管轄區的主權資產將保持凍結狀態，直至俄羅斯結束侵略並賠償其對烏克蘭造成的損害。各國正在繼續共同努力盡快向烏克蘭提供約500億美元的額外資金，並由俄羅斯凍結資產利潤提供。各國將透過烏克蘭捐助者平臺支援烏克蘭的經濟復甦和重建，並為烏克蘭戰後經濟穩定做出貢獻。烏克蘭亦會為此致力於實施其經濟、司法、反腐敗、公司治理、國防、公共行政、公共投資管理和執法的改革。 
俄羅斯總統新聞秘書佩斯科夫回應烏克蘭總統澤連斯基有關強制俄羅斯達成和平的言論時表示，這是個致命錯誤，嚴重之極的謬誤，不可避免地給基輔政權帶來錯誤後果。同時表示俄羅斯不同意指責俄羅斯違反「聯合國憲章」的言論，指出俄方的行動是基於保護合法權益，依法依規行事。
美國白宮表示，已授權向烏克蘭提供價值3.75億美元的新軍事援助計劃，包括海馬斯多管火箭炮炮彈、155毫米和105毫米彈藥、空對地武器、火箭系統彈藥、裝甲車和反坦克武器等。
英國政府宣布，對參與俄羅斯液化天然氣運輸的5艘船和2家公司實施制裁，液化天然氣交易是普京在烏克蘭非法戰爭的重要資金來源之一，希望透過制裁對克里姆林宮的收入來源施加更大壓力。
美國眾議院議長共和黨籍的約翰遜去信烏克蘭總統澤連斯基，要求立即解僱烏克蘭駐美國大使馬爾卡羅娃，指控對方安排澤連斯基日前到訪美國總統拜登的出生地、位於美國大選搖擺州的賓夕凡尼亞州一間軍工廠參觀炮彈生產線，有干預美國總統選舉之嫌，行程故意沒有邀請共和黨人，顯然是一場旨在幫助民主黨人的競選活動及干預選舉。約翰遜形容馬爾卡羅娃目光短淺、蓄意的政治舉動，不能再公平、有效地在美國擔任外交官。
美國共和黨總統候選人、前總統特朗普在競選集會上批評烏克蘭總統澤連斯基拒絕與俄羅斯達成協議，並且不斷對特朗普進行惡意的中傷，亦批評現屆政府繼續向一個拒絕達成協議的人提供數十億美元。

## 9月26日

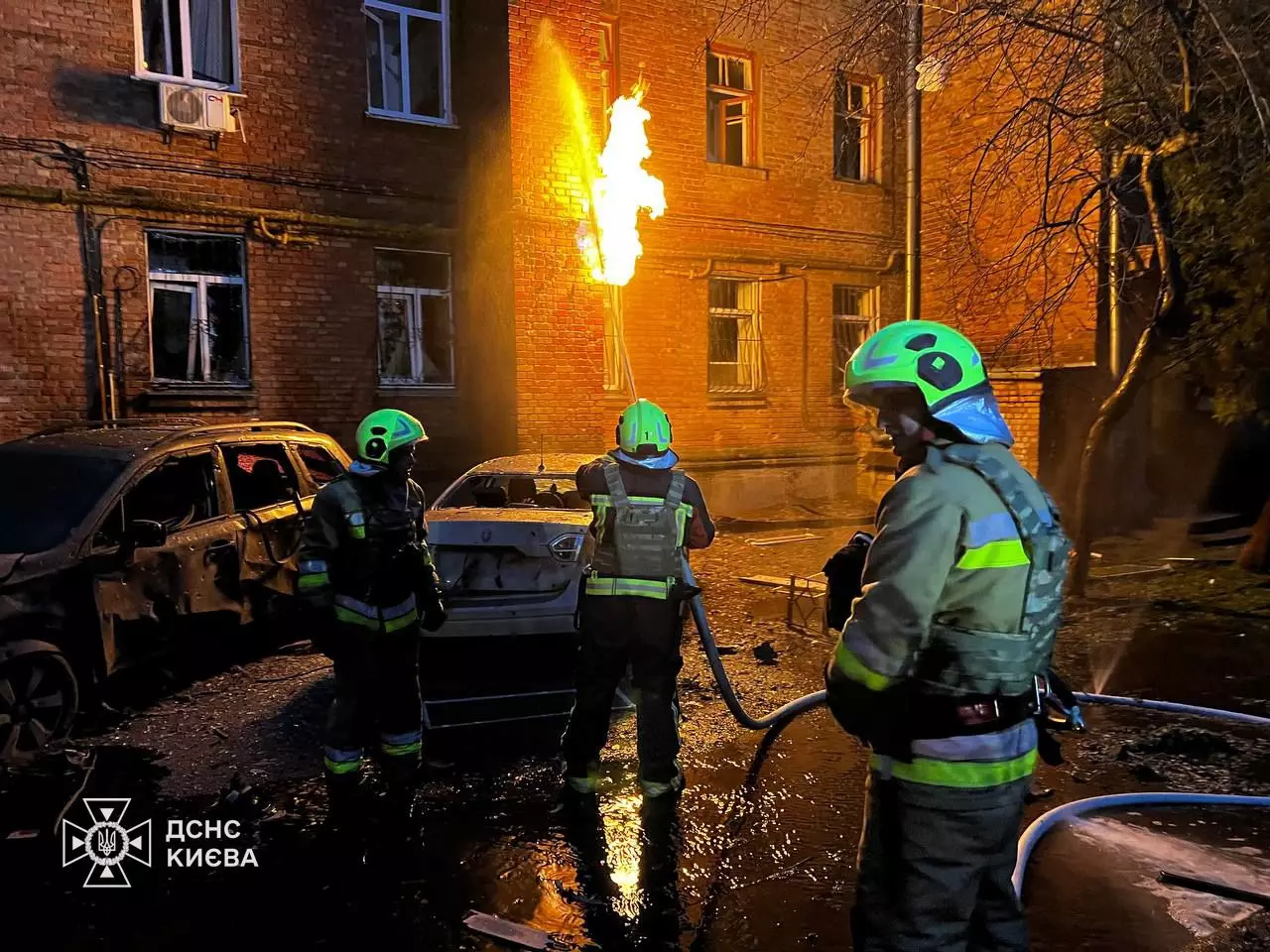
俄軍襲擊基輔市後

烏克蘭地方政府表示，截至26日上午9時，俄羅斯在過去24小時內襲擊蘇梅、切爾尼戈夫、伊萬諾-弗蘭科夫斯克、敖德薩、基輔、赫爾松、哈爾科夫、頓涅茨克、第尼伯彼得羅夫斯克、盧甘斯克、尼古拉耶夫、扎波羅熱州等地，至少造成8名平民死亡，44名平民受傷。烏克蘭空軍表示，俄羅斯在午夜至凌晨期間，對烏克蘭發動無人機和導彈襲擊，從黑海上空使用2枚兩枚型號不明的導彈攻擊敖德薩州、使用4枚Kh-59/69制導空中導彈攻擊蘇梅州、從庫爾斯克、奧廖爾和濱海邊疆區-阿赫塔爾斯克地區發射78架無人機，防空系統在聶伯羅彼得羅夫斯克、哈爾科夫、基輔、切爾卡瑟、基洛沃拉德、文尼察、赫梅利尼茨基、伊凡諾-弗蘭科夫斯克、蘇梅、波爾塔瓦、尼古拉耶夫、敖德薩、赫爾松和哈爾科夫地區擊落66架無人機和4枚Kh-59/69制導空中導彈，另有8架無人機因電子戰干擾，未有擊中目標，1架無人機返回俄羅斯。烏克蘭基輔市軍事管理局表示，在午夜至凌晨期間，防空系統在附近地區發現15架無人機，擊落其中10架，沒有傷亡報告，並且否認遭導彈襲擊，當地傳出的爆炸聲可能是由於匕首高超音速導彈在基輔上空飛行時打破音障或另一種物理現象引起。
烏克蘭武裝部隊總參謀部表示，自全面入侵以來，俄羅斯在烏克蘭損失647,800名士兵，過去一天俄軍有1,400人傷亡，累計損失8,825輛戰車、17,348輛裝甲戰鬥車輛、25,353輛車輛和油箱、18,620門火砲系統、1,199套多管火箭系統、959套防空系統、369架飛機、328架直升機、15,946架無人機、2,599枚巡弋飛彈、28艘船隻和1艘潛艦等。烏克蘭第72獨立機械化旅表示，儘管遭到俄軍猛烈的襲擊和困難，該旅亦沒有打算從頓涅茨克州陷入困境的武赫萊達爾鎮撤退。
俄羅斯國防部表示，防空部隊24小時內擊落45架無人機、1枚烏製海王星遠端制導導彈、5枚美製海馬斯吸血鬼多管火箭炮彈和3枚法製鐵錘航空制導炸彈。
俄羅斯國防部表示，南部集團軍部隊已經控制頓涅茨克地區烏克蘭斯克市。烏克蘭軍隊在過去一晝夜內，在前線各地區內損失2,280名軍人。俄軍航空兵、無人機、導彈部隊和炮兵摧毀142個有生力量和烏軍裝備聚集區。自特別軍事行動展開以來，累計摧毀烏軍646架戰機，283架直升機，32,263架無人機，579套防空導彈系統，18,356輛坦克及其他裝甲車輛，1,464套多管火箭炮，15,207門火炮和迫擊炮，26,510輛其他軍用車輛。
烏克蘭總統澤連斯基分別在華盛頓會見美國總統拜登和副總統賀錦麗。在與拜登的會面中，兩人討論美國對烏克蘭防禦俄羅斯侵略的支援，澤連斯基亦向拜登展示烏克蘭的「勝利計劃」。在與賀錦麗的會面和記者會上，澤連斯基感謝賀錦麗對烏克蘭的支持，賀錦麗則重申對烏克蘭的支援，並警告俄羅斯的勝利將導致進一步的侵略，並導致其他具有帝國主義野心的國家變得大膽，形容美國國內一些人強迫烏克蘭放棄大部分主權領土，要求烏克蘭接受中立，並要求烏克蘭放棄與其他國家的安全關係，這些建議與俄羅斯總統普京的建議相同，清楚了解到這些不是和平建議，反而是投降的提議，危險和不可接受。
烏克蘭內政部副部長季姆琴科表示，烏克蘭已將5萬5千名公民列入「特殊情況下失蹤人員統一登記冊」，包括因戰爭、佔領或自然和人為災害而失蹤的人，大多數是軍人。
美國總統拜登表示，將向烏克蘭提供價值79億美元軍事援助計劃，包括額外的愛國者防空系統、無人駕駛航空系統和空對地彈藥以及加強烏克蘭國防工業基地和支援其維護和維持需求的資金。
德國聯邦議院批准德國政府關於增加對烏克蘭軍事支援資金約4.47億美元的提案，額外的財政援助將允許採購更多防空系統、坦克、無人機、彈藥和備件，有效加強烏克蘭武裝部隊保衛國家的力量。
英國國防部宣佈，將向烏克蘭提供多4門AS90自行火炮。

## 9月27日

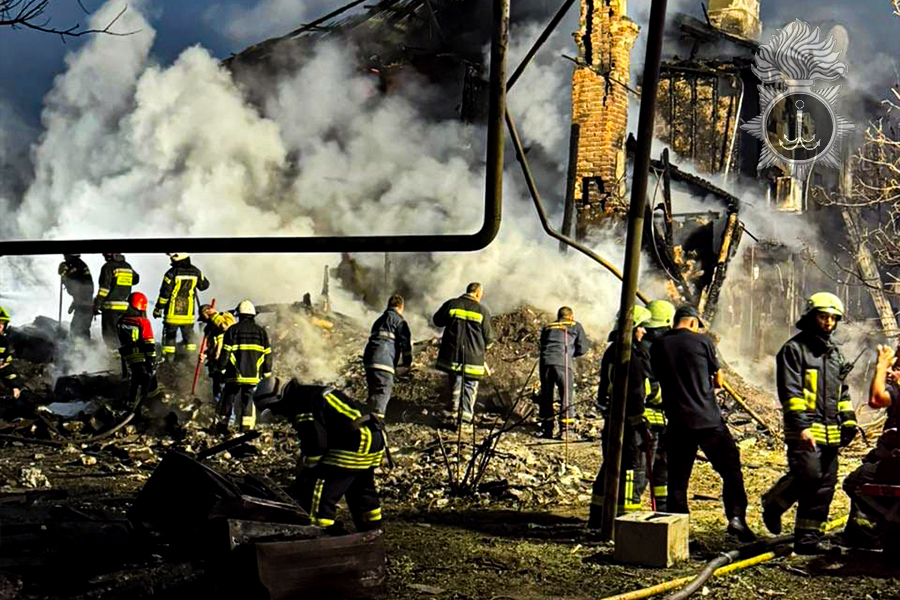
俄軍襲擊伊茲梅爾後

烏克蘭地方政府表示，截至27日上午9時，俄羅斯在過去24小時內襲擊蘇梅、切爾尼戈夫、赫爾松、哈爾科夫、頓涅茨克、第尼伯彼得羅夫斯克、盧甘斯克、尼古拉耶夫、扎波羅熱州等地，至少造成8名平民死亡，49名平民受傷。第聶伯羅彼得羅夫斯克州州長表示，俄軍對克里維里赫市一個地區警察局發動導彈襲擊，至少造成3名平民死亡，6名平民受傷。
烏克蘭武裝部隊總參謀部表示，自全面入侵以來，俄羅斯在烏克蘭損失649,170名士兵，過去一天俄軍有1,370人傷亡，累計損失8,846輛戰車、17,396輛裝甲戰鬥車輛、25,411輛車輛和油箱、18,678門火砲系統、1,199套多管火箭系統、961套防空系統、369架飛機、328架直升機、16,031架無人機、2,608枚巡弋飛彈、28艘船隻和1艘潛艦等。烏克蘭第92獨立機械化旅表示，使用無人機擊退俄軍在哈爾科夫州皮什坎村附近的襲擊，大量俄軍軍備受損或被摧毀。
俄羅斯國防部表示，中部集團軍部隊已經控制頓涅茨克地區馬里諾夫卡村。，過去一周內，武裝力量使用高精度武器和無人機對烏軍裝備、保障工業運行能源設施進行33次集群打擊，所有目標均被擊中，過去一周，防空部隊擊落1枚MGM-140陸軍戰術導彈、10枚烏製海王星遠端制導導彈、20枚法製鐵錘航空制導炸彈、39枚美製海馬斯和捷克製吸血鬼火箭彈以及482架無人機。
烏克蘭總統澤連斯基到美國紐約特朗普大樓會見美國共和黨總統候選人、前總統特朗普。澤連斯基表示，我們有一個共同的觀點，就是烏克蘭戰爭必須停止，普京不能勝利，承認在競爭激烈的美國總統大選之前，無法戰勝俄羅斯。特朗普則表示，若自己贏得11月的總統大選，將致力於達成一項對雙方都有利的協議，承認烏克蘭正在經歷地獄，並將局勢描述為可怕。特朗普又指自己和澤連斯基之間的關係非常好，和俄羅斯總統普京總統亦有很好的關係。澤連斯基隨即回應指，希望自己和特朗普的關係比普京與特朗普的關係更好。
烏克蘭總統澤連斯基表示，巴拉圭正式簽署第一屆烏克蘭全球和平峰會聯合公報，成為第95個加入最終公報的國家，形容又一個南美洲國家認可烏克蘭的和平公式、「聯合國憲章」以及為烏克蘭實現全面、公正和持久和平的願景，期待與更多南美國家進一步深化政治對話。
烏克蘭國會人權監察員魯比涅茨表示，烏克蘭沒有在卡達的協調下，與俄羅斯進行兒童交換，駁斥法新社的報道聲稱，9名兒童和1名成年人已返回烏克蘭，4名兒童則返回俄羅斯，表明2國之間沒有達成任何協議，報道只是在促進俄羅斯的宣傳。
美國國務卿布林肯在紐約會晤中國外交部長王毅。布林肯在會後記者會上表示，在與王毅的會談中強調美國對中國支持俄羅斯國防工業基礎感到強烈擔憂，這些支持為俄羅斯的戰爭機器提供繼續運作的動力，俄羅斯約70%的工具機進口和90%的微電子產品均來自中國和香港，在很大程度上幫助莫斯科生產導彈、火箭、裝甲車和彈藥，從而得以延續中國聲稱希望結束的烏克蘭戰爭與侵略。認為北京一方面表示希望和平，希望看到衝突結束，但另一方面卻允許中國企業採取實際上是在幫助普京繼續侵略的行動時，並不合理且前後矛盾。中國外交部在會後發出的新聞稿則表示，王毅在與布林肯的會談中重申，中國在烏克蘭戰爭問題上的立場始終堅持勸和促談，為推動政治解決作出自己的努力，批評美方應停止對中方的抹黑栽贓、濫施制裁，停止藉此製造對立、鼓動陣營對抗。
俄羅斯獨立媒體Mediazona與BBC新聞俄語根據公共來源，包括訃告、親屬、地區媒體和地方當局的報道，確認自2022年2月俄羅斯全面入侵烏克蘭以來，71,057名俄羅斯陣亡士兵的名字，近4千1百名軍官在烏克蘭的戰鬥中喪生，至少有13,175名從監獄招募的囚犯、13,989名志願者和9千名動員士兵在戰爭中死亡，報道明確表示，實際數字可能更高。

## 9月28日
烏克蘭內政部部長表示，俄軍使用無人機和KAB制導炸彈對蘇梅市一家醫院發動「雙連擊戰術」襲擊，至少造成10名平民死亡，22名平民受傷。哈爾科夫州檢察官辦公室表示，俄軍使用無人機襲擊科扎恰洛帕尼，導致烏克蘭最高法院刑事分庭法官列昂尼德·洛博伊科死亡，另造成3名平民受傷，當時洛博伊科正在當地進行人道主義工作。烏克蘭國家緊急服務局表示，俄軍針對距離俄羅斯邊境13公里的斯拉季涅進行多次空襲，至少造成3名平民死亡，6名平民受傷。
烏克蘭武裝部隊總參謀部表示，自全面入侵以來，俄羅斯在烏克蘭損失650,640名士兵，過去一天俄軍有1,470人傷亡，累計損失8,860輛戰車、17,438輛裝甲戰鬥車輛、25,411輛車輛和油箱、18,733門火砲系統、1,203套多管火箭系統、961套防空系統、369架飛機、328架直升機、16,093架無人機、2,610枚巡弋飛彈、28艘船隻和1艘潛艦等。烏克蘭軍方南部司令部發言人表示，俄軍似乎正在扎波羅熱州東南部，特別是在與頓涅茨克州接壤的俄佔普里尤特涅附近，集結人員和裝備，準備發動攻擊行動。
俄羅斯國防部表示，防空部隊24小時內擊落43架無人機和4枚美製海馬斯多管火箭炮彈。
俄羅斯國防部表示，烏克蘭軍隊在過去一晝夜內，在前線各地區內損失1,990名軍人。俄軍航空兵、無人機、導彈部隊和炮兵摧毀131個有生力量和烏軍裝備聚集區。自特別軍事行動展開以來，累計摧毀烏軍646架戰機，283架直升機，32,331架無人機，579套防空導彈系統，18,447輛坦克及其他裝甲車輛，1,469套多管火箭炮，15,345門火炮和迫擊炮，26,665輛其他軍用車輛。
俄羅斯Telegram頻道「Baza」報道，一輛貨運列車駛經俄羅斯薩馬拉州基涅利市一座鐵路橋時發生爆炸，損壞了支撐軌道的混凝土結構，列車沒有出軌，亦沒有傷亡報告。
俄羅斯外交部長拉夫羅夫在聯合國大會一般性辯論上表示，鑒於俄羅斯擁有核武器，烏克蘭希望在戰場上擊敗俄羅斯是毫無意義的，北約聯盟繼續援助基輔的任何努力都將被證明是「自殺式冒險」。針對基於「聯合國憲章」和烏克蘭領土完整，對俄羅斯「特別軍事行動」所做的批評，忽視聯合國創始文件中亦有義務尊重人民的平等和自決原則，這些原則是正在進行的非殖民化努力的基礎。自「2014年基輔政變」後，俄羅斯人以及自認是俄羅斯文化一部分的人的權利被系統性地消滅，對俄羅斯和整個歐洲的安全構成威脅。拉夫羅夫表示，俄羅斯總統普京有一個「現實的解決方案」，並準備進行談判，但指責西方破壞此前的多次努力。
烏克蘭國防部情報總局表示，負責培訓使用攻擊無人機的俄軍專家阿列克謝·科洛梅采夫上校，被發現在俄羅斯莫斯科州的科洛姆納市被殺，科洛梅采夫負責領導俄羅斯第924無人駕駛航空中心，該中心專門訓練使用伊朗製無人機對烏克蘭進行大規模空襲。情報總局形容科洛梅采夫直接參與俄羅斯對烏克蘭的全面入侵以及犯下戰爭罪，沒有承認對科洛梅采夫之死的責任，但稱每項戰爭罪行都將受到正義的懲罰。
烏克蘭危機「和平之友」小組部長級會議在美國紐約聯合國總部舉行，會議由中國外交部長王毅與巴西外長維埃拉、總統首席特別顧問阿莫林共同主持，埃及、印度尼西亞、墨西哥、南、贊比亞等17個「全球南方」國家代表出席。會上王毅表示，在此聚會只有一個目的，就是尋求和平。烏克蘭危機已進入第三個年頭。戰火仍在蔓延，和平曙光尚未顯現，局勢發展令人擔憂。本次會議初衷，是團結更多力量，為推動停火止戰、實現持久和平作出「全球南方」國家的努力，中國在烏克蘭問題上始終秉持客觀公正立場，始終堅持勸和促談，始終站在和平一邊。國家主席習近平明確提出「四個應該」的原則立場，是中國在烏克蘭問題上的根本遵循。出席會議的各國同意在聯合國平台上發起烏克蘭危機「和平之友」倡議，目的不是要在衝突中選邊站隊，搞集團對抗，亦不是取代現有平台。只希望依托聯合國，匯聚更多「全球南方」國家為停火止戰、重啟和談積累條件、營造氛圍，歡迎更多志同道合的國家參與。瑞士亦派員以觀察員身份出席會議。會後簽署聯合公報，呼籲避免在俄烏戰爭使用或威脅使用大規模殺傷性武器，特別是核武器和生化武器，並支持衝突各方在聯合國憲章的基礎上，通過包容性外交和政治手段，達成全面、持久的解決方案。
瑞士外交部發言人比多表示，支持各國就烏克蘭和平發展的努力，稱中國在今年5月提出的和平計劃收錄「聯合國憲章」後，瑞士立場出現轉變，意味著瑞士對這些舉措的看法發生重大變化，中巴所做出的具體外交努力引起瑞士的興趣。烏克蘭外交部則對瑞士的表態發表聲明回應，指出總統澤倫斯基提出的和平方案是實現全面、公正和可持續和平的唯一途徑，重申沒有烏克蘭的參與就無法談論烏克蘭問題的原則，並表示提案必須以「聯合國憲章」為基礎，尊重烏克蘭在國際公認邊界內的主權和領土完整。呼籲瑞士以及所有支持國際法和「聯合國憲章」的國家，不要參與只會使烏克蘭實現全面、公正和可持續和平的進程複雜化的倡議。並且補充，部分不承認俄羅斯無端武裝侵略烏克蘭的事實、將受害者和侵略者等同起來、以犧牲烏克蘭主權和領土為代價提出緩和局勢的倡議，烏克蘭不可能支持。
北韓勞動黨中央組織指導部第一副部長金與正表示，美國對烏克蘭提供價值80億美元的軍事援助是「讓人難以置信的錯誤」，亦是在跟超級核武大國俄羅斯玩火，形容美國正在升級烏克蘭衝突，把整個歐洲推向核戰邊緣。

## 9月29日
烏克蘭空軍表示，俄羅斯在午夜至凌晨期間，對烏克蘭發動無人機和導彈襲擊，從葉伊斯克、庫爾斯克、俄佔克里米亞喬達角地區發射22架無人機，防空系統在蘇梅、文尼察、尼古拉耶夫和敖德薩地區擊落15架無人機，另有5架無人機因電子戰干擾，未有擊中目標。扎波羅熱州州長表示，俄軍午夜至凌晨期間，使用制導炸彈襲擊扎波羅熱市，至少造成16名平民受傷，包括1名青少年。蘇梅州軍事管理局表示，俄軍24小時內使用制導炸彈和無人機等襲14個社群，至少造成10名平民受傷。
烏克蘭武裝部隊總參謀部表示，自全面入侵以來，俄羅斯在烏克蘭損失651,810名士兵，過去一天俄軍有1,170人傷亡，累計損失8,869輛戰車、17,476輛裝甲戰鬥車輛、25,495輛車輛和油箱、18,795門火砲系統、1,204套多管火箭系統、962套防空系統、369架飛機、328架直升機、16,186架無人機、2,610枚巡弋飛彈、28艘船隻和1艘潛艦等。總參謀部表示，烏軍午夜至凌晨期間，襲擊俄羅斯伏爾加格勒州科特盧班一個軍事武器庫，該武器庫儲存導彈和火炮等，在襲擊發生前不久，一批伊朗製無人機被運送到該設施，並且受到電子戰和防空系統的嚴密保護，但部隊仍然成功完成任務。烏克蘭第72獨立機械化旅表示，其指揮官伊凡·文尼克上校，獲得晉升及轉移戰鬥經驗，已調離該旅，自全面入侵起，該旅便負責保衛頓涅茨克州武赫萊達爾，目前正與俄軍激戰。
俄羅斯國防部表示，在過去一夜擊落125架烏克蘭無人機，其中伏爾加格勒州67架，別爾哥羅德州和沃羅涅日州各17架，羅斯托夫州18架，布良斯克和庫爾斯克州上空各有1架，亞速海上空3架。俄羅斯別爾哥羅德州州長表示，烏軍在過去24小時內發射113枚炮彈和57架無人機襲擊別爾哥羅德州11個區，至少造成1人死亡，8人受傷。
俄羅斯國防部表示，西部集團軍部隊已經控制盧甘斯克地區馬克耶夫卡村。
烏克蘭總統澤連斯基到訪基輔市郊娘子谷，紀念二戰「娘子谷大屠殺」83週年，事件生動地證明政權在依靠恐嚇和暴力的領導人領導下實施的暴行，在任何時候都一樣。
烏克蘭總統辦公室主任葉爾馬克表示，烏克蘭總統澤連斯基的「勝利計劃」將公開，但部分內容將保密，計劃將向烏克蘭人展示，但不會包含敏感細節，以防止資訊洩露到俄羅斯。
俄羅斯克里姆林宮總統新聞秘書佩斯科夫表示，國際局勢發展、俄羅斯邊境地區緊張局勢加劇、核大國實際上開始介入烏克蘭衝突並支持烏克蘭，以及北約軍事基礎設施向俄羅斯邊境伸延，都令俄羅斯不得不調整核子學說及針對核威懾領域國家的基本政策，形容西方國家聲稱繼續支持烏克蘭，以確保烏克蘭取勝，並無視俄羅斯總統普京的相關表態是「不煞車」的做法。俄方使用核武器的條件由國防部決定，軍方密切關注西方使用武器的情況，亦會記錄西方直接參與烏克蘭衝突的情況。
丹麥國防部長波爾森表示，丹麥將投資6.28億美元用於烏克蘭自行生產武器。

## 9月30日
烏克蘭地方政府表示，截至30日上午9時，俄羅斯在過去24小時內襲擊蘇梅、切爾尼戈夫、赫爾松、哈爾科夫、頓涅茨克、第尼伯彼得羅夫斯克、盧甘斯克、尼古拉耶夫、扎波羅熱州等地，至少造成3名平民死亡，45名平民受傷。烏克蘭空軍表示，俄羅斯在午夜至凌晨期間，對烏克蘭發動大規模無人機和導彈襲擊，從俄佔克里米亞發射1枚伊斯坎德爾-M彈道導彈、從俄佔扎波羅熱地區上空發射1枚Kh-59/69制導空中導彈、從黑海上空發射1枚Kh-31P反雷達導彈、從葉伊斯克、庫爾斯克和奧廖爾地區發射73架無人機，防空系統在基輔、切爾卡瑟、文尼察、基洛沃拉德、日托米爾、波爾塔瓦、切爾尼戈夫、蘇梅、哈爾科夫、第聶伯羅彼得羅夫斯克和尼古拉耶夫等地區擊落67架無人機和1枚Kh-59/69制導空中導彈，另有3架無人機因電子戰干擾，未有擊中目標，1架無人機飛往白俄羅斯。
烏克蘭武裝部隊總參謀部表示，自全面入侵以來，俄羅斯在烏克蘭損失653,060名士兵，過去一天俄軍有1,250人傷亡，累計損失8,874輛戰車、17,503輛裝甲戰鬥車輛、25,548輛車輛和油箱、18,822門火砲系統、1,204套多管火箭系統、963套防空系統、369架飛機、328架直升機、16,224架無人機、2,610枚巡弋飛彈、28艘船隻和1艘潛艦等。烏克蘭軍方哈爾科夫部隊發言人表示，俄軍正在使用最大射程武器攻擊最近烏軍在哈爾科夫州沃夫昌斯克奪回的骨料廠，形容局勢困難，俄軍正在對哈爾科夫地區持續進攻，並將工廠作為頭號目標。
俄羅斯國防部表示，防空部隊24小時內擊落24架無人機和4枚美製海馬斯多管火箭炮彈。
俄羅斯國防部表示，中部集團軍部隊已經控制頓涅茨克地區涅列波夫卡村。烏克蘭軍隊在過去一晝夜內，在前線各地區內損失1,895名軍人。俄羅斯北部集群海軍士兵奪回庫爾斯克州邊境地區居民點附近一個烏軍長期設防陣地，俘虜烏軍士兵。俄軍航空兵、無人機、導彈部隊和炮兵摧毀124個有生力量和烏軍裝備聚集區。
烏克蘭總統澤倫斯基表示，與總司令瑟爾斯基和總參謀長巴爾吉列維奇進行2個半小時以上的會談，烏克蘭在前線面臨非常具有挑戰性的局勢，最重要的是使用一切可用的手段和工具對俄羅斯施加壓力，以儘快實現為烏克蘭和人民實現真正和公正和平的目標。
俄羅斯總統普京在紀念吞併烏東4州2周年的「統一日」發表錄影講話，重申派遣軍隊進入烏克蘭的理由，是保護當地俄語群體免於遭受「新納粹獨裁統治」的侵害，指出新納粹獨裁統治的目的是為了「永遠切斷俄語群體與俄羅斯、其歷史家園的聯繫」，俄羅斯曾試圖和平解決衝突，但這些談判因西方精英的謊言而告終，西方有計劃地播下仇恨，培訓烏軍準備新的戰爭，以便再次像2014年春夏一樣，在東南部進行懲罰性行動，擬定的目標不僅是頓巴斯、克里米亞和其他俄羅斯地區，發展充分證明「特別軍事行動」的必要性和合理性及其真正的解放性質。衷心祝賀全體公民迎來真正劃時代意義的節日。
俄羅斯總統普京簽署法令，在10月至1月期間徵召13.3萬名俄羅斯人，作為定期舉行的秋季徵兵運動的一部分。俄羅斯總參謀部組織動員總局副局長齊姆良斯基中將表示，秋季徵兵期間應徵入伍人員將不參加「特別軍事行動」。
美國國務院發言人米勒表示，烏克蘭可以使用國內生產的武器打擊俄羅斯境內的目標，不需要美國許可，烏克蘭可以使用許多自製武器，並且擁有大量的材料來自衛。當美國批准任何新武器系統或任何新戰術時，會視乎如何影響整個戰場和烏克蘭的整個戰略。